# Kalendarium inwazji Rosji na Ukrainę – luty 2024
| 2022        | 2023        | 2024        | 2025        |
| ----------- | ----------- | ----------- | ----------- |
| –           | styczeń     | styczeń     | styczeń     |
| luty        | luty        | luty        | luty        |
| marzec      | marzec      | marzec      | marzec      |
| kwiecień    | kwiecień    | kwiecień    | kwiecień    |
| maj         | maj         | maj         | maj         |
| czerwiec    | czerwiec    | czerwiec    | czerwiec    |
| lipiec      | lipiec      | lipiec      | lipiec      |
| sierpień    | sierpień    | sierpień    | sierpień    |
| wrzesień    | wrzesień    | wrzesień    | wrzesień    |
| październik | październik | październik | październik |
| listopad    | listopad    | listopad    | listopad    |
| grudzień    | grudzień    | grudzień    | grudzień    |

## Luty 2024

### 1 lutego

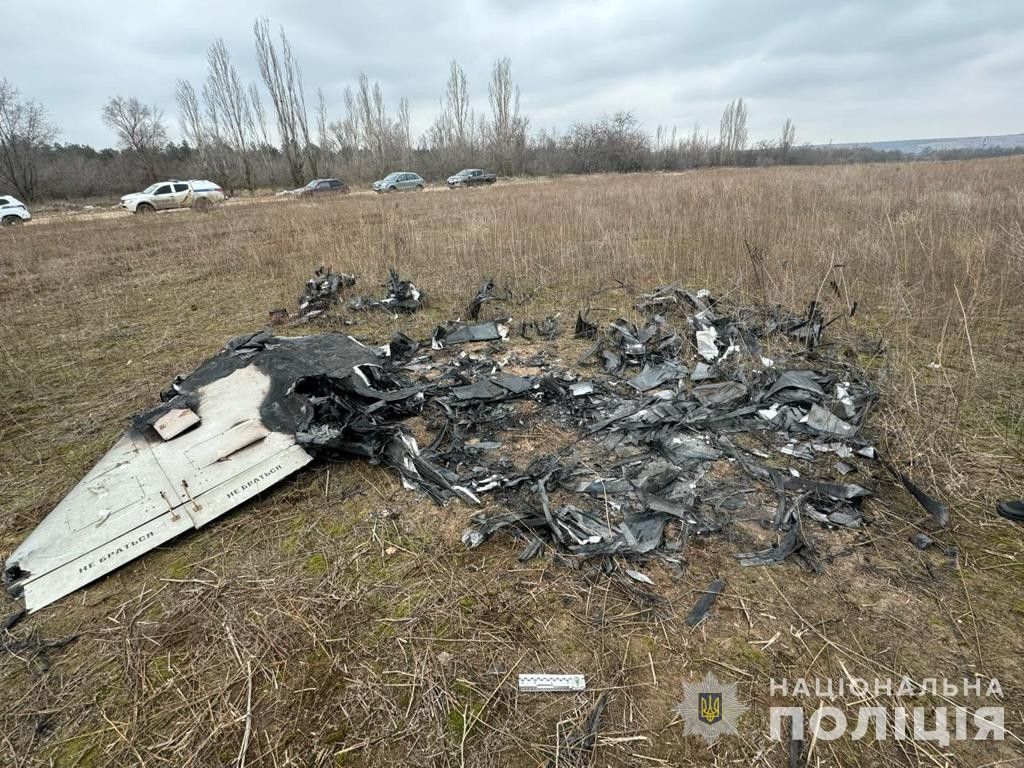
Zestrzelony dron Geranium-2 (Shahed 136), znaleziony w obwodzie mikołajowskim po rosyjskim ataku dronów.

Według Institute of the Study of War (ISW) prezydent Władimir Putin zapowiedział integrację okupowanych terytoriów Ukrainy w ciągu sześciu lat, co według ekspertów świadczyło o tym, że Putin nie zamierza iść na ustępstwa terytorialne. Odrzucił także dyskusje na temat „tzw. formuł pokojowych” na Zachodzie i Ukrainie oraz, jak to określił, „zaporowe żądania”, jakie się z nimi wiążą. Tymczasem siły rosyjskie poczyniły potwierdzone postępy w pobliżu Kupiańska, Awdijiwki i Doniecka w ramach ciągłych walk pozycyjnych na całej linii frontu.
Sztab Generalny Ukrainy oświadczył, że kontynuowano działania mające na celu rozbudowę przyczółku na lewym brzegu Dniepru, gdzie odparto 14 ataków. Rosja atakowała w kierunkach Kupiańska, Łymanu, Bachmutu, Awdijiwki, Marjinki, Szachtarska i Zaporoża, gdzie doszło do 63 starć. W kierunku kupiańskim, łymańskim i bachmuckim Ukraińcy odparli pięć ataków w pobliżu Iwaniwki, atak w okolicy Terny, oraz atak w rejonie Kliszczijiwki. W kierunku awdijiwskim i marjińskim Rosjanie nadal próbowali otoczyć Awdijiwkę, jednak Ukraińcy utrzymywali obronę, odpierając 16 ataków w okolicy Awdijiwki oraz sześć w pobliżu Perwomajskiego i Newelskiego. Odparto także 11 ataków w pobliżu Krasnohoriwki, Georgijiwki i Nowomychajliwki. W kierunku szachtarskim i zaporoskim Rosjanie przeprowadzili dwa nieudane ataki na południe od Zołotej Niwy i w rejonie Robotyne. W ciągu doby FR przeprowadziła dwa ataki rakietowe, 85 nalotów i 79 ostrzałów na pozycje ukraińskie i obszary zaludnione (odnotowano ofiary wśród cywilów oraz zniszczoną infrastrukturę). Lotnictwo ukraińskie przeprowadziło 13 nalotów na miejsca koncentracji i jednego na przeciwlotniczy kompleks rakietowy, z kolei artyleria uderzyła w dwa obszary koncentracji, cztery jednostki artylerii i stację walki radioelektronicznej.
Gubernator obwodu chersońskiego Ołeksandr Prokudin poinformował, że w wyniku rosyjskiego ataku dronów na Berysław zginęło dwóch obywateli Francji pracujących jako ochotnicy humanitarni, a pięciu kolejnych zostało rannych. Ukraińskie Siły Powietrzne oświadczyły, że między północą a wczesnym rankiem Rosja wystrzeliła cztery drony Shahed 136/131, z których dwa zostały zniszczone przez ukraińską obronę przeciwlotniczą nad obwodem charkowskim.

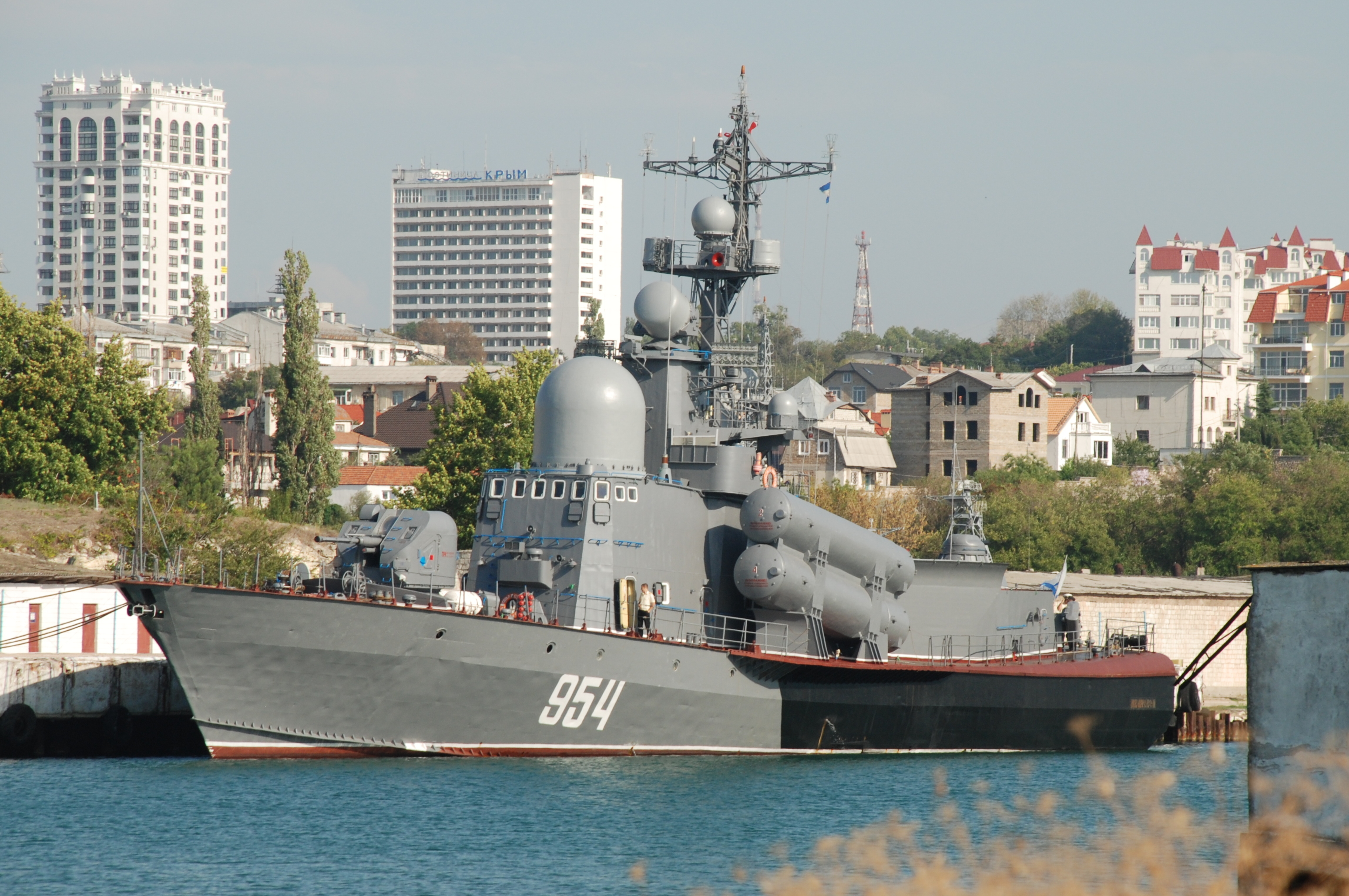
Kuter rakietowy R-334 „Iwanowiec” w porcie w Sewastopolu.

Ministerstwo Obrony Ukrainy podało, że w nocy żołnierze jednostki specjalnej „Grupa 13” za pomocą dronów morskich zatopili rosyjski kuter rakietowy projektu 12411 (NATO: Tarantul) R-334 „Iwanowiec” na jeziorze Donuzław na zachodnim wybrzeżu Krymu. Był to mały okręt wojenny Floty Czarnomorskiej (o wartości 60–70 mln dolarów), który otrzymał „bezpośrednie trafienia w kadłub”, a później nastąpiła eksplozja. Rosja nie skomentowała tych doniesień, jednak rosyjski bloger wojenny „Voenkor Kotenok” napisał na Telegramie, że łódź zatonęła po trzykrotnym trafieniu przez drony morskie. Później opublikowano nagrania filmowe, w których sześć bezzałogowych dronów nawodnych Magura V5 zniszczyło statek. Źródła ukraińskie podały, że zginęła cała załoga licząca 40–50 osób, jednak nie udało się tego potwierdzić. Rosyjskie Ministerstwo Obrony podało, że zestrzelono 11 dronów nad obwodami biełgorodzkim (8 dronów), kurskim (1) i woroneskim (2). Nie zgłoszono żadnych ofiar ani szkód. Minister spraw wewnętrznych Ihor Kłymenko oświadczył, że w styczniu 2024 roku Gwardia Narodowa Ukrainy zniszczyła lub uszkodziła 112 rosyjskich czołgów, w tym 10 T-90M o szacunkowej łącznej wartości ponad 300 mln dolarów. Ukraińsko-tatarski ruch oporu Atesz poinformował, że dwa dni wcześniej przeprowadzono udaną operację dywersyjną w obwodzie tambowskim, gdzie wysadzono w powietrze rozdzielnicę elektryczną na kolei, co wstrzymało ruch pociągów przewożących pociski rakietowe.
Przewodniczący Rady Europejskiej Charles Michel ogłosił, że szefowie państw członkowskich Unii Europejskiej jednomyślnie zgodzili się na przekazanie 50 miliardów euro pomocy na wsparcie gospodarki Ukrainy, udzielając jej pożyczki w wysokości 33 mld euro na lata 2024–2027 i udzielić 17 mld euro w postaci dotacji lub grantów. Prezydent Wołodymyr Zełenski pochwalił porozumienie UE, twierdząc, że pomoc wzmocni długoterminową stabilność gospodarczą i finansową jego kraju. Jednocześnie Unia Europejska ogłosiła, że nie będzie w stanie osiągnąć celu, jakim było dostarczenie Ukrainie 1 mln pocisków artyleryjskich do marca 2024 roku i że dostawy te powinny nastąpić do końca roku. Według eksperta wojskowego Franza-Stefana Gady'ego bilans sił artyleryjskich wynosił 5 do 1 na korzyść Rosji, a „wąskie gardła mogły przesunąć tę proporcję w kierunku 6 do 1, 7 do 1 lub nawet wyżej”. Według Gady’ego przewaga nie doprowadzi do znaczących przesunięć frontu. Jednak ze względu na brak amunicji armia ukraińska nie będzie w stanie w 2024 roku przeprowadzić ofensyw zakrojonych na szeroką skalę.
Naczelny wódz armii ukraińskiej generał Wałerij Załużny opublikował esej na stronie internetowej CNN na temat aktualizacji i dostosowań ukraińskiej strategii wojskowej oraz wyjaśnił, gdzie jego zdaniem ukraińskie siły zbrojne wymagały zmian. Według CNN artykuł powstał, zanim prezydent Zełenski próbował pod koniec stycznia br. przekonać Załużnego do rezygnacji ze stanowiska. Załużny stwierdził, że Rosja miała znaczącą przewagę jeśli chodzi o możliwości mobilizacji zasobów ludzkich, a Ukraina musiała mierzyć się ze zmniejszeniem pomocy zagranicznej i kurczącymi się zapasami amunicji, dodając, że najlepszą szansą na uniknięcie wojny pozycyjnej i przewagi Rosjan stanowiły drony. Były one kluczowym czynnikiem kształtującym wojnę na Ukrainie i stanowiły też najlepszą dla Ukrainy szansę na uniknięcie „wciągnięcia w wojnę pozycyjną, gdzie nie posiadamy przewagi”.
Międzynarodowa Agencja Energii Atomowej (MAEA) ogłosiła, że pracownicy ukraińskiego operatora energetycznego Energoatom nie będą już wpuszczani na teren okupowanej przez Rosję Zaporoskiej Elektrowni Jądrowej. Placówka ogłosiła, że odtąd będą w niej pracować wyłącznie pracownicy, „którzy przyjęli obywatelstwo rosyjskie i podpisali umowy z rosyjskim operatorem”.
Rzecznik ukraińskiego wywiadu wojskowego Andrij Jusow powiedział, że Rosja odmówiła wydania ciał jeńców wojennych, którzy według strony rosyjskiej rzekomo zginęli 24 stycznia 2024 roku w wyniku zestrzelenia przez Ukrainę rosyjskiego wojskowego samolotu transportowego Ił-76. Rosja była wielokrotnie proszona o wydanie ciał ofiar katastrofy, jednak zostało to odrzucone. Jusow ponownie stwierdził, że nie ma dowodów na to, że na pokładzie znajdowali się jeńcy wojenni i wezwał do wszczęcia międzynarodowego śledztwa w sprawie katastrofy.

### 2 lutego

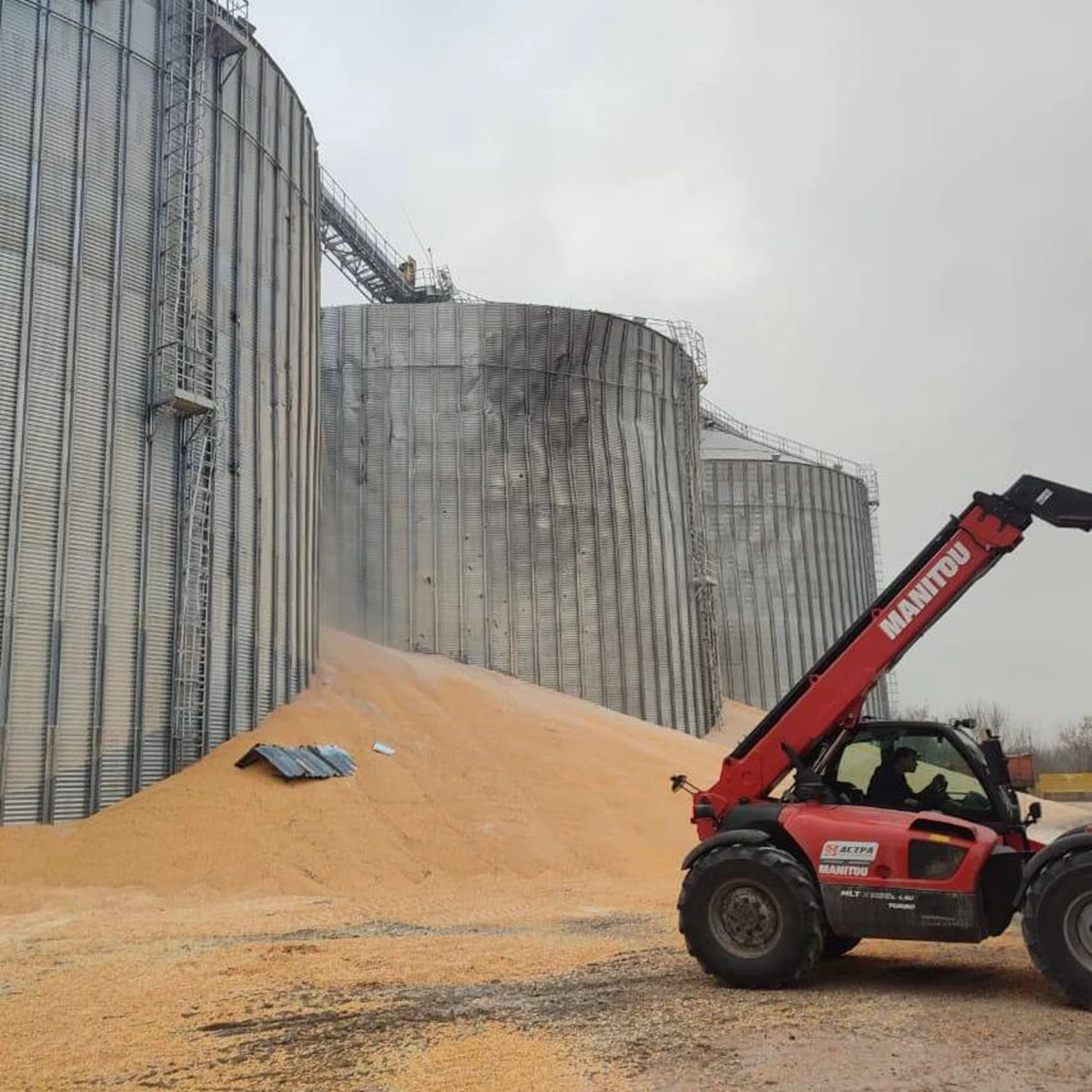
Spichlerz w obwodzie połtawskim po rosyjskim ataku.

W ocenie ISW brak amunicji może zmusić wojska ukraińskie do podjęcia trudnych decyzji, dotyczących priorytetów na niektórych obszarach frontu. Niedobory amunicji artyleryjskiej i opóźnienia w zachodniej pomocy powodowały niepewność w planach operacyjnych Ukrainy. Zdaniem ekspertów siły rosyjskie wykorzystywały niedobór amunicji na Ukrainie i niezdolność do przeprowadzenia wystarczających uderzeń kontrbateryjnych. Siły rosyjskie poczyniły potwierdzone postępy w pobliżu Awdijiwki oraz na granicy obwodu donieckiego i zaporoskiego w ramach ciągłych walk pozycyjnych na całej linii frontu. Rzeczniczka Południowego Zgrupowania Ukrainy Natalia Humeniuk powiedziała, że na wschodnim brzegu Dniepru w okupowanym przez Rosję obwodzie chersońskim i zaporoskim stacjonowało ponad 70 tys. rosyjskich żołnierzy, dodając, że nie wszystkich żołnierzy i sprzęt rozmieszczono bezpośrednio na linii frontu, lecz część personelu stacjonowała głębiej na tyłach, skąd Rosja ściągała go jako dodatkowy zasób.
SG Ukrainy podał, że kontynuowano działania mające na celu rozbudowę przyczółku na lewym brzegu Dniepru, gdzie odparto siedem ataków. Rosjanie atakowali w kierunkach Kupiańska, Łymanu, Bachmutu, Awdijiwki, Marjinki, Szachtarska i Zaporoża, gdzie doszło do 77 starć. W kierunku kupiańskim, łymańskim i bachmuckim Ukraińcy odparli pięć ataków w pobliżu Synkiwki i Iwaniwki, pięć ataków w okolicy Terny, oraz dwa ataki w rejonie Bohdaniwki i Kliszczijiwki. W kierunku awdijiwskim i marjińskim Rosjanie nadal próbowali otoczyć Awdijiwkę, jednak Ukraińcy utrzymywali obronę, odpierając 29 ataków w okolicy Awdijiwki oraz 15 w pobliżu Perwomajskiego i Newelskiego. Odparto także siedem ataków w pobliżu Georgijiwki i Nowomychajliwki. W kierunku szachtarskim i zaporoskim Rosjanie przeprowadzili cztery nieudane ataki na południe od Zołotej Niwy oraz w rejonie Robotyne i na zachód od Werbowego. W ciągu doby FR przeprowadziła dwa ataki rakietowe, 86 nalotów i 86 ostrzałów na pozycje ukraińskie i obszary zaludnione (odnotowano ofiary wśród cywilów oraz zniszczoną infrastrukturę). Lotnictwo ukraińskie przeprowadziło 10 nalotów na miejsca koncentracji, z kolei artyleria uderzyła w składy amunicji i jednostkę artylerii.
Siły Powietrzne Ukrainy podały, że w nocy Rosja zaatakowała Ukrainę za pomocą 24 dronów Shahed 136/131, wystrzelonych z Krymu i Primorsko-Achtarska. 11 dronów zostało zestrzelonych przez obronę przeciwlotniczą w obwodach dniepropietrowskim, chersońskim, kirowogradzkim i charkowskim, a „co najmniej siedem nie dotarło do celów i zaginęło w okolicy”. Celem były głównie obiekty infrastruktury krytycznej w obwodzie dniepropetrowskim. Gubernator Serhij Łysak poinformował, że rosyjskie ataki dronów odcięły prąd 100 tys. cywilów w środkowej Ukrainie i uwięziły 113 górników w kopalni w Krzywym Rogu. Znaczne zniszczenia odnotowano także w Charkowie.
Administracja wojskowa stwierdziła, że w ciągu 24h w rosyjskich atakach w regionie zginęły dwie osoby, a sześciu cywilów zostało rannych. Rosja przeprowadziła w obwodzie chersońskim 279 ataków między 6:00 1 lutego a 6:00 2 lutego, wystrzeliwując 1606 sztuk amunicji (26 pocisków trafiło w Chersoń) z artylerii, moździerzy, wyrzutni rakiet, dronów i samolotów. Celem ataków były obszary mieszkalne w obwodzie. Później tego samego dnia miasto zostało ponownie ostrzelane, w wyniku czego jedna osoba została ranna. W nocy Rosjanie zaatakowali wieś Kaczkariwka w rejonie berysławskim za pomocą bomb lotniczych KAB. W wyniku ostrzału znacznemu zniszczeniu uległo ponad 30 budynków mieszkalnych oraz obiekt infrastruktury krytycznej. Jedna z nich uderzyła również w szkołę. Nie odnotowano ofiar wśród mieszkańców. Gubernator Filip Pronin powiedział, że ok. 22:15 Rosjanie przeprowadzili atak rakietowy na dzielnicę Mirhorodu w obwodzie połtawskim, jednak nie odnotowano ofiar. W wyniku ataku uszkodzeniu uległ pełny spichlerz. Ministerstwo Kultury Ukrainy poinformowało, że pomnik historii siczy kamieńskiej z czasów kozackich w obwodzie chersońskim został uszkodzony w wyniku rosyjskiego ataku; odnotowano trzy trafienia w tym samym miejscu oraz na XVIII-wiecznym cmentarzu kozackim i w pobliżu grobu atamana koszowego Kosta Hordijenki.
Rzecznik Sił Powietrznych Ukrainy Jurij Ihnat potwierdził, że w wyniku niedawnego ukraińskiego ataku na lotnisko wojskowe Belbek w pobliżu Sewastopola na Krymie trzy rosyjskie samoloty zostały trafione oraz zginęła „pewna liczba wojskowych” z Rosji, dodając, że Rosjanie „sami potwierdzali i publikowali informacje” na ten temat, m.in. w postaci nekrologów. Kanał „Krymskij Wietier” na Telegramie podał, że w ataku na lotnisko Belbek zginął rosyjski generał Aleksandr Tatarenko, dowódca bazy lotniczej Belbek oraz dziewięciu innych wojskowych rosyjskich.
Litewskie Ministerstwo Obrony podało, że Litwa dostarczyła Ukrainie systemy detonacyjne i tysiące szt. amunicji do granatników przeciwpancernych. Minister obrony Todor Tagarew powiedział, że 100 bułgarskich pojazdów opancerzonych BTR-60 było już w drodze na Ukrainę. Z kolei Ministerstwo Spraw Zagranicznych Rosji potępiło decyzję Ekwadoru o przekazaniu starego rosyjskiego sprzętu wojskowego ze swoich zapasów w celu wykorzystania go na Ukrainie. Marija Zacharowa stwierdziła, że decyzja Ekwadoru stanowi naruszenie umowy między obydwoma krajami, dodając, że została podjęta „pod poważnym naciskiem ze strony zewnętrznych interesariuszy”, dodając, że: „Nasi partnerzy doskonale zdają sobie sprawę z zapisów umów, które przewidują obowiązek wykorzystywania dostarczonego sprzętu zgodnie z przeznaczeniem i nieprzekazywania go osobom trzecim bez uzyskania odpowiedniej zgody strony rosyjskiej”. Rząd Ekwadoru ogłosił w styczniu 2024 roku, że wyśle do USA tzw. „ukraiński i rosyjski złom” w zamian za nowoczesny sprzęt o wartości 200 milionów dolarów.
Prezydent Wołodymyr Zełenski spotkał się z p.o. Przewodniczącego OBWE ministrem spraw zagranicznych i europejskich oraz handlu Malty Ianem Borgiem. Prezydent podkreślił priorytet uwolnienia ukraińskich jeńców wojennych i powrotu do ojczyzny ukraińskich dzieci deportowanych do FR. Przewodniczący OBWE wyraził solidarność z Ukrainą i zapewnił, że bezpieczeństwo naszego kraju jest priorytetem przewodnictwa Malty w OBWE. Zełenski spotkał się także z minister spraw zagranicznych Kanady Mélanie Joly i innymi urzędnikami oraz podziękował Kanadzie za jej wiodącą rolę w pracach Międzynarodowej Koalicji na rzecz Powrotu Siłowo Wysiedlonych Dzieci Ukraińskich, której spotkanie odbyło się w Kijowie pod przewodnictwem Joly i szefa Kancelarii Prezydenta Ukrainy Andrija Jermaka. Ponadto obie strony omówiły dalsze wsparcie dla Ukrainy, kroki w celu wdrożenia planu pokojowego, rozwój zobowiązań w zakresie bezpieczeństwa Ukrainy i inne kwestie.

### 3 lutego

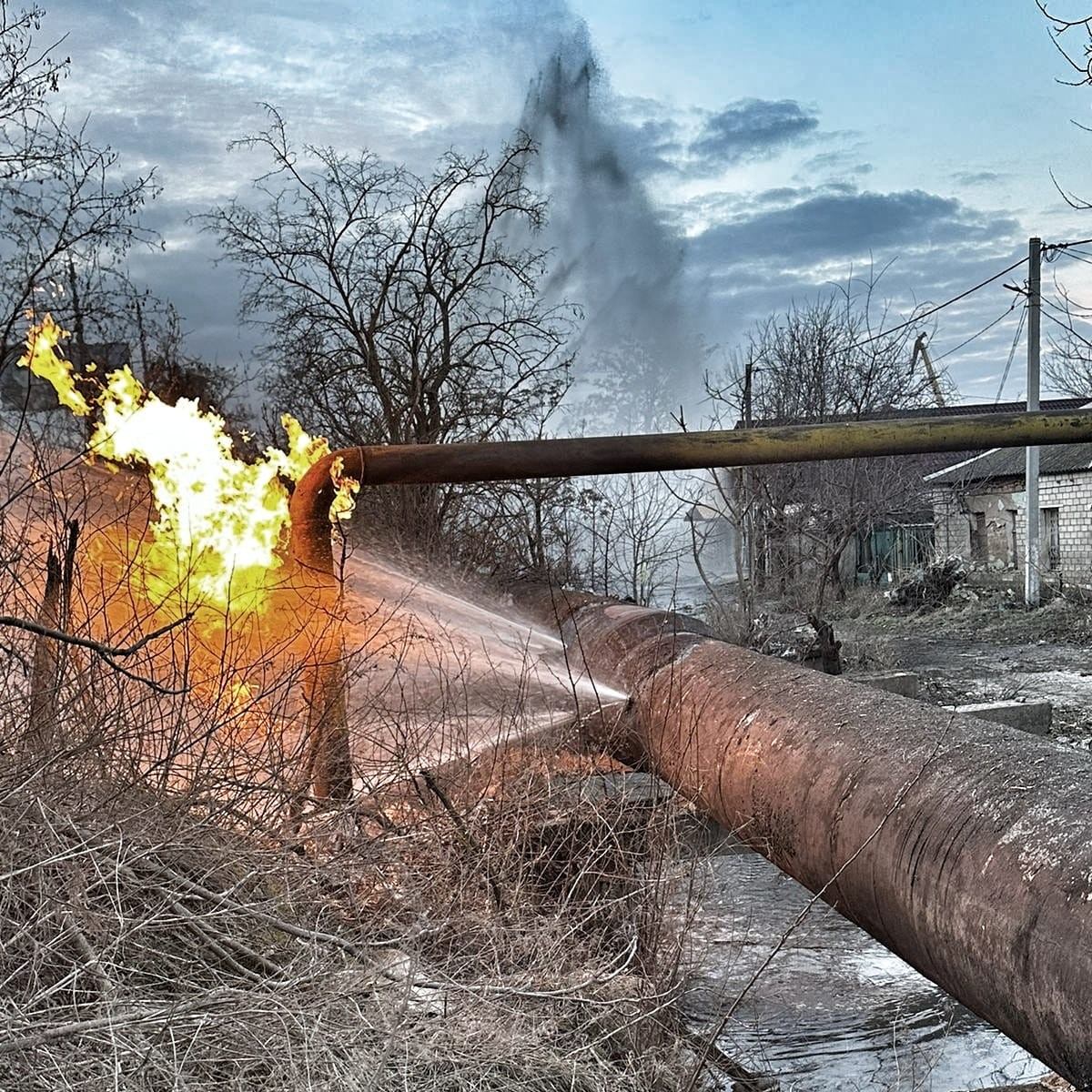
Rurociąg gazowy i wodociągowy w Chersoniu uszkodzony w wyniku rosyjskiego ostrzału.

Według Wschodniego Dowództwa SZ Ukrainy siły rosyjskie skoncentrowały 40 tys. żołnierzy, setki haubic i ponad 600 wozów bojowych na wschód od kontrolowanego przez Ukrainę Kupiańska. Ukraińskie Centrum Strategii Obronnych wyjaśniło, że Rosja chce do marca 2024 roku (do wyborów prezydenckich w Rosji) zdobyć „cały obwód doniecki i ługański oraz część obwodu charkowskiego aż do rzeki Oskoł”, który przepływa przez Kupiańsk od północy. Ministerstwo Obrony Ukrainy utworzyło dodatkowe brygady zmechanizowane i wysłało je do Kupiańska w celu ich wzmocnienia. Dowódca ukraińskich sił lądowych generał Ołeksandr Syrski odwiedził jednostki wojskowe w sektorze Kupiańska, który był zaciekle atakowany przez wojska rosyjskie, aby wysłuchać raportów lokalnych dowódców i omówił możliwe scenariusze działań rosyjskich, biorąc pod uwagę zebrane informacje wywiadowcze. Według służby prasowej „sytuacja operacyjna pozostawała napięta... Wróg w dalszym ciągu prowadził operacje szturmowe o wysokiej intensywności i stale dostarczał nowe zaopatrzenie”. Według ISW siły ukraińskie poczyniły potwierdzone postępy w pobliżu Bachmutu w ramach ciągłych walk pozycyjnych na całej linii frontu.
Ukraiński Sztab podał, że kontynuowano działania mające na celu rozbudowę przyczółku na lewym brzegu Dniepru, gdzie odparto pięć ataków. Rosja atakowała w kierunkach Kupiańska, Łymanu, Bachmutu, Awdijiwki, Marjinki, Szachtarska i Zaporoża, gdzie doszło do 66 starć. W kierunku kupiańskim, łymańskim i bachmuckim Ukraińcy odparli pięć ataków w pobliżu Synkiwki i Iwaniwki, osiem ataków w okolicy Lasu Serebriańskiego, Biłohoriwki, Terny i Jampoliwki, oraz trzy ataki w rejonie Bohdaniwki i Kliszczijiwki. W kierunku awdijiwskim i marjińskim Rosjanie nadal próbowali otoczyć Awdijiwkę, jednak Ukraińcy utrzymywali obronę, odpierając 27 ataków w okolicy Nowokałynowego i Awdijiwki oraz trzy w pobliżu Perwomajskiego i Newelskiego. Odparto także siedem ataków w pobliżu Krasnohoriwki, Georgijiwki i Nowomychajliwki. W kierunku szachtarskim i zaporoskim Rosjanie przeprowadzili cztery nieudane ataki na południe od Zołotej Niwy i w rejonie Robotyne. W ciągu 24h Rosja przeprowadziła dwa ataki rakietowe, 65 nalotów i 53 ostrzały na pozycje ukraińskie i obszary zaludnione (odnotowano ofiary wśród cywilów oraz zniszczoną infrastrukturę). Lotnictwo ukraińskie przeprowadziło 12 nalotów na miejsca koncentracji, a artyleria uderzyła w  obszar koncentracji i jednostkę artylerii.
Rosja oskarżyła Ukrainę o atak na piekarnię (ok. 12:30 czasu lokalnego) w okupowanym Lisiczańsku w obwodzie ługańskim przy użyciu systemu HIMARS, w wyniku którego zginęło co najmniej 28 osób, w tym dziewięć kobiet i dziecko. Zdjęcia z miejsca uderzenia oraz relacje okolicznych mieszkańców wskazywały, że trafiony został budynek restauracji „Adriatic”. Podczas ostrzału pobliskiej restauracji zginął „Minister ds. Sytuacji Nadzwyczajnych ŁRL” Ołeksija Poteleszczenkę i dwóch zastępców-współpracowników. Ukraińskie Siły Powietrzne podały, że w nocy Rosjanie zaatakowali Ukrainę 14 dronami Shahed 136/131 z Primorsko-Achtarska i Krymu oraz dwoma kierowanymi rakietami Ch-59 z obwodu biełgorodzkiego. Podobnie jak dzień wcześniej Rosjanie skierowali znaczną część dronów na obiekty infrastruktury energetycznej w obwodu dniepropetrowskim. Mobilne grupy ogniowe Ukrainy zniszczyły dziewięć dronów w obwodach dniepropietrowskim, odeskim, mikołajowskim i żytomierskim. Wieczorem rosyjska grupa dywersyjno-rozpoznawcza próbowała dokonać przełomu w pobliżu hromady Głuchów w obwodzie sumskim, gdzie została wyeliminowana. Dowództwo Operacyjne „Północ” podało, że w ciągu doby wojska rosyjskie przeprowadziły sześć ostrzałów z różnych rodzajów broni na tereny przygraniczne obwodów czernihowskiego i sumskiego, gdzie odnotowano 32 eksplozje.
Rosyjskie wojsko stwierdziło, że cztery drony w obwodzie biełgorodzkim, dwa w Wołgogradzie i jeden w Rostowie nad Donem zostały przechwycone przez systemy walki elektronicznej. Rafineria ropy naftowej w obwodzie wołgogradzkim, należąca do Łukoilu i reklamowana jako „największy producent produktów naftowych w południowym okręgu federalnym” (posiadająca zdolności produkcyjne na poziomie ok. 14,8 mln ton), została podpalona w wyniku ukraińskiego ataku dronów. Gubernator regionu Andriej Bocharow obwinił za pożar spadające szczątki dronów, twierdząc, że wszystkie drony zostały zestrzelone lub zablokowane. Ogień udało się opanować i nikt nie odniósł obrażeń. Według Ukraińskiej prawdy, powołującej się na ukraińskie źródła wojskowe, atak przeprowadziła Służba Bezpieczeństwa Ukrainy, a dwa drony zaatakowały główne zakłady rafinacji ropy naftowej. Ukraiński wywiad wojskowy podał, że w Engelsie postrzelony i ranny został major Oleg Stegaczow, pilot rosyjskiego bombowca Tu-95MS bezpośrednio zaangażowany w ataki rakietowe na Ukrainę. Służby wywiadowcze ustalają, czy przeżył.
Estonia przekazała Ukrainie pakiet pomocy wojskowej o wartości 80 mln euro, który obejmował rakiety przeciwpancerne Javelin, karabiny maszynowe, amunicję, pojazdy i sprzęt do nurkowania. Według informacji wywiadu Korei Południowej, USA i Estonii, latem 2023 roku Rosja otrzymała z Korei Północnej od 2 tys. do 5 tys. kontenerów załadowanych sprzętem wojskowym. Prawdopodobnie kontenery zostały wysłane z północnokoreańskiego portu w mieście Rajin do rosyjskiego portu w mieście Dunaj, a stamtąd koleją do Tichoriecka.

### 4 lutego

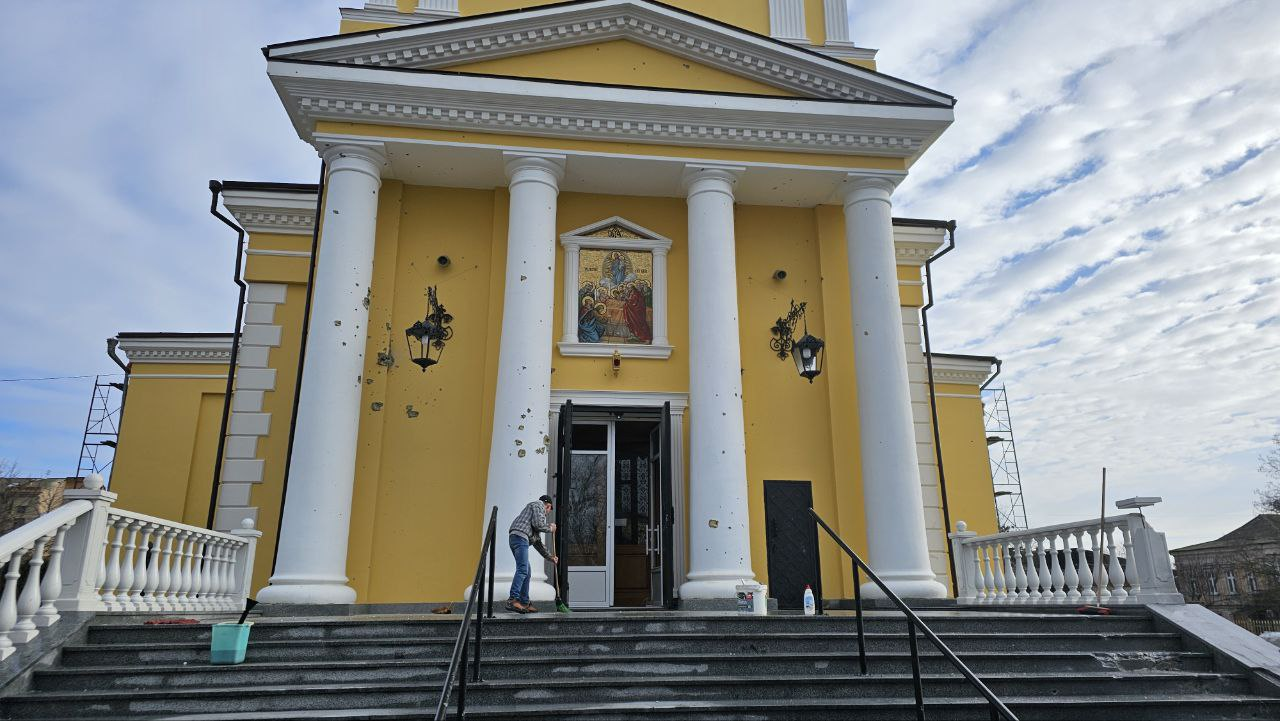
Sobór Zaśnięcia Matki Bożej (Patriarchatu Moskiewskiego) w Chersoniu po rosyjskim ostrzale.

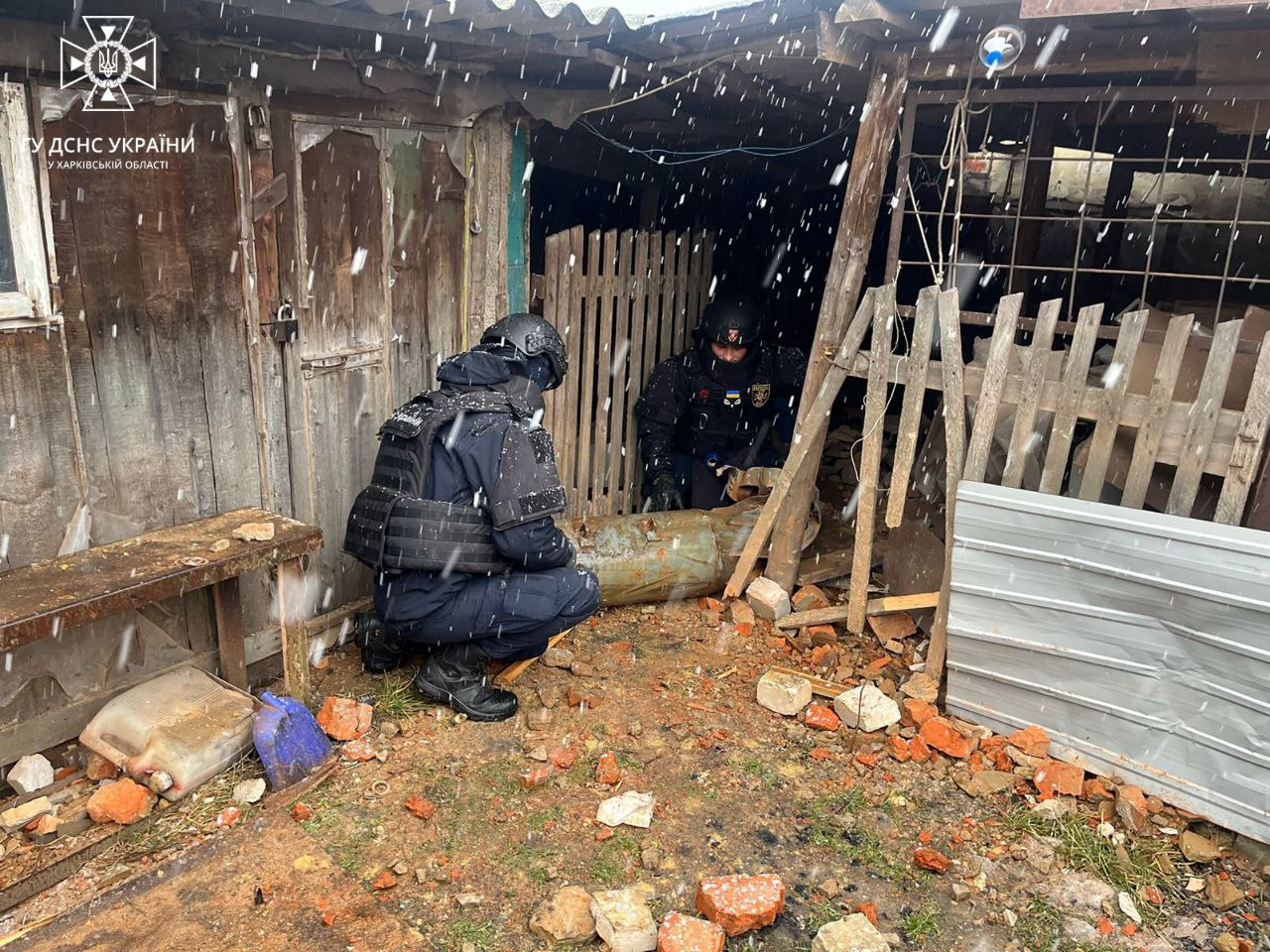
Państwowa Służba Ratunkowa Ukrainy usuwa niewybuch rosyjskiej bomby lotniczej KAB-250, znalezionej w miejscowości Wełykyj Burłuk.

Rzecznik prasowy 26 Brygady Artylerii poinformował, że siły ukraińskie odniosły sukces w pobliżu wsi Kliszczijiwka na kierunku bachmuckim, jednak sytuacja dynamicznie się rozwijała; „Jeśli chodzi o Kliszczijiwkę, to obserwujemy zdecydowanie intensywne działania sił ukraińskich. Rzeczywiście posunęliśmy się i wyzwoliliśmy część naszego terytorium, wyparliśmy Rosjan z części ich pozycji, zajmując ich. Jednak sytuacja jest bardzo dynamiczna. To kolejka górska – dziś zajęliśmy pewne pozycje, jutro oni to zrobią”. W opinii ISW wojska rosyjskie miały ok. 60 tys. ludzi w jednostkach rezerwowych, ale jedynie 20 tys. zostało wyposażonych w broń i sprzęt. Najwięcej żołnierzy skoncentrowano w strefie operacyjnej grupy wojsk "Południe" (kierunek Bachmutu i Awdijiwki). Tymczasem siły rosyjskie poczyniły potwierdzone postępy w pobliżu Bachmutu, Awdijiwki i Marjinki w ramach ciągłych walk pozycyjnych na całej linii frontu.
SG Ukrainy podał, że kontynuowano działania mające na celu rozbudowę przyczółku na lewym brzegu Dniepru, gdzie odparto trzy ataki. FR atakowała w kierunkach Łymanu, Bachmutu, Awdijiwki, Marjinki i Zaporoża, gdzie doszło do 78 starć. W kierunku łymańskim i bachmuckim Ukraińcy odparli trzy ataki w okolicy Terny, oraz trzy ataki w rejonie Bohdaniwki i Kliszczijiwki. W kierunku awdijiwskim i marjińskim Rosjanie nadal próbowali otoczyć Awdijiwkę, jednak Ukraińcy utrzymywali obronę, odpierając 31 ataków w okolicy Nowobachmutiwki, Stepowego i Awdijiwki oraz 13 w pobliżu Tonenkego, Siewiernego, Perwomajskiego i Newelskiego. Odparto także 14 ataków w pobliżu Georgijiwki i Nowomychajliwki. W kierunku zaporoskim Rosjanie przeprowadzili cztery nieudane ataki na północ od Pryjutnego i Robotyne. W ciągu dnia Rosja przeprowadziła jeden atak rakietowy, 43 naloty i 51 ostrzałów na pozycje ukraińskie i obszary zaludnione (odnotowano ofiary wśród cywilów oraz zniszczoną infrastrukturę). Lotnictwo ukraińskie przeprowadziło pięć nalotów na miejsca koncentracji.
Gubernator Wadym Fiłaszkin poinformował, że jedna osoba zginęła, a dwie zostały ranne w wyniku rosyjskiego ostrzału artyleryjskiego na Torećk w obwodzie donieckim. Prezes Grecko-Rzymskiej Federacji Zapaśniczej Ukrainy Wadym Kisil powiedział, że 32-letni ukraiński mistrz świata i Europy w trójboju siłowym, Ołeksandr Bilokon, zginął podczas operacji na linii frontu.
Gubernator obwodu biełgorodzkiego Wiaczesław Gładkow stwierdził, że dwie przygraniczne wsie stały się celami transgranicznych ataków Ukrainy. W rzekomych atakach uszkodzony został dach budynku i rura gazowa we wsi Demidówka, położonej przy granicy ze wschodnim obwodem sumskim. Drugą zaatakowaną wioską był Stary Chutor, również leżący w pobliżu granicy z Ukrainą. Nie zgłoszono żadnych ofiar.
Prezydent Wołodymyr Zełenski podczas podróży roboczej po obwodzie zaporoskim odwiedził stanowiska 65 Brygady Zmechanizowanej w pobliżu Robotyne. Zełenski zapoznał się z sytuacją operacyjną w regionie, wysłuchując raportu dowódcy Zgrupowania „Zaporoże” Wołodymyra Horbatiuka oraz przyznał odznaczenia tamtejszym żołnierzom. Ponadto Zełenski powiedział w wywiadzie dla włoskich mediów Rai 1, że rozważa wymianę wielu wyższych urzędników, w tym wojskowych. Kancelaria Prezydenta Ukrainy poinformowała, że prezydent mianował gubernatorem obwodu zaporoskiego Iwana Fedorowa, dotychczasowego mera Melitopola na wygnaniu, który został porwany, a następnie uwolniony przez Rosję; zastąpi na tym stanowisku Jurija Małaszkę, który pełnił tę funkcję od lutego 2023 roku.
Ekspert z amerykańskiego Centrum Studiów Strategicznych i Międzynarodowych (CSIS) Mark Cancian stwierdził, że brak amunicji zmuszał ukraińskich artylerzystów do zmiany taktyki, polegającej na ostrzeliwaniu jedynie pewnych i potwierdzonych celów. Problem ograniczał możliwości manewrowania, co z kolei utrudniało wyzwalanie okupowanych terenów. Dodał także, że Ukraina wystrzeliwała ok. 2 tys. pocisków dziennie, a Rosja 10 tys. Ponadto Rosja zwiększyła produkcję amunicji, a sojusznicy Ukrainy zwlekali z dostarczeniem niezbędnego wsparcia.

### 5 lutego

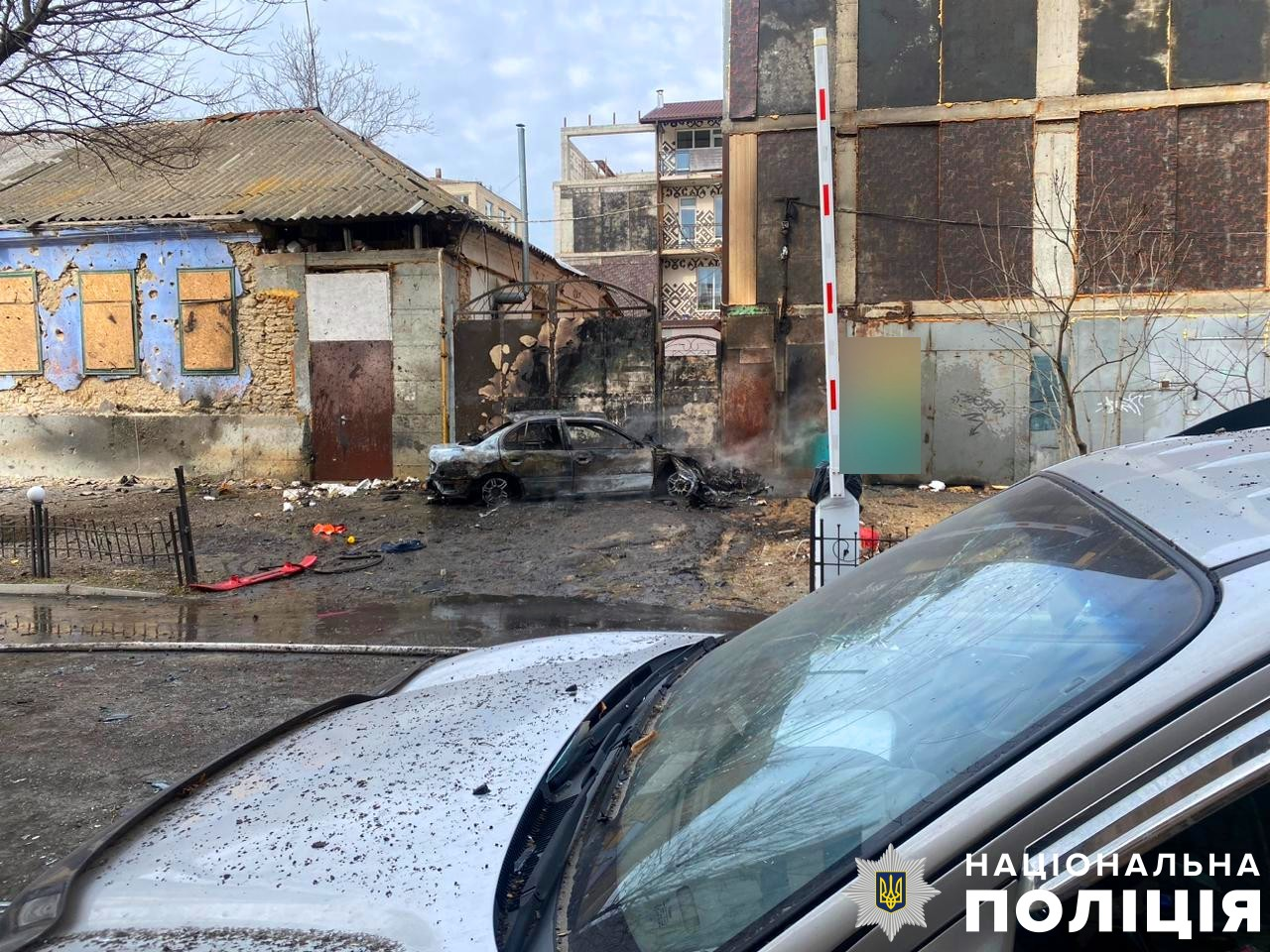
Zniszczenia w Chersoniu w wyniku rosyjskiego ostrzału. Dwie osoby zginęły w samochodzie w tle i cztery w całym mieście.

Sztab Ukrainy podał, że kontynuowano działania mające na celu rozbudowę przyczółku na lewym brzegu Dniepru, gdzie odparto trzy ataki. Rosja atakowała w kierunkach Kupiańska, Łymanu, Bachmutu, Awdijiwki, Marjinki i Zaporoża, gdzie doszło do 126 starć. W kierunku kupiańskim, łymańskim i bachmuckim Ukraińcy odparli osiem ataków w pobliżu Sinkiwki, 20 ataków w okolicy Biłohoriwki, Jampoliwki, Terny, Torśkiego i Hryhoriwki, oraz 10 ataków w rejonie Bohdaniwki, Iwaniwki i Kliszczijiwki. W kierunku awdijiwskim i marjińskim Rosjanie nadal próbowali otoczyć Awdijiwkę, jednak Ukraińcy utrzymywali obronę, odpierając 29 ataków w okolicy Nowobachmutiwki i Awdijiwki oraz 16 w pobliżu Tonenkego, Perwomajskiego i Newelskiego. Odparto także 26 ataków w pobliżu Georgijiwki i Nowomychajliwki. W kierunku zaporoskim Rosjanie przeprowadzili dwa nieudane ataki w rejonie Robotyne. W ciągu 24h FR przeprowadziła siedem ataków rakietowych, 35 nalotów i 90 ostrzałów na pozycje ukraińskie i obszary zaludnione (odnotowano ofiary wśród cywilów oraz zniszczoną infrastrukturę). Lotnictwo ukraińskie przeprowadziło 36 nalotów na siły rosyjskie, z kolei artyleria uderzyła w obszar koncentracji, dwa punkty kontrolne i trzy magazyny amunicji.
Minister spraw wewnętrznych Ihor Kłymenko powiedział, że koło południa Rosja przypuściła atak na centrum Chersonia z lewego brzegu Dniepru, zabijając co najmniej czterech mieszkańców i raniąc jednego. Regionalna administracja wojskowa podała, że ok. 17:00 czasu lokalnego siły rosyjskie przeprowadziły atak rakietowy na miasto Worozżba w obwodzie sumskim, zabijając jedną osobę i raniąc dwie kolejne. Władze lokalne odnotowały osiem eksplozji. Zostało uszkodzonych pięć domów mieszkalnych, kilka budynków gospodarczych i linie energetyczne. Szef MSW Kłymenko oświadczył, że w zeszłym tygodniu armia rosyjska przeprowadziła ponad 1500 ataków na Ukrainę, co stanowilo wzrost o prawie 25% w porównaniu z poprzednimi tygodniami; w zeszłym tygodniu zaatakowano ponad 570 osiedli, z których większość znajdowała się w obwodzie zaporoskim, w wyniku czego łącznie zginęło 12 cywilów, a 60 kolejnych zostało rannych.
Gubernator obwodu briańskiego Aleksandr Bogomaz stwierdził, że obrona przeciwlotnicza zestrzeliła dwa drony nad rejonem wygonickim.
W ocenie ISW opóźnienia w pomocy Zachodu dla Ukrainy zwiększały u niej deficyt amunicji i osłabiały ukraińskie możliwości wykorzystania zachodnich systemów walki przeciwabateryjnej. Tymczasem siły rosyjskie poczyniły potwierdzone postępy w pobliżu Kupiańska, Kreminnej, Awdijiwki i na północny wschód od Bachmutu w wyniku ciągłych walk pozycyjnych na całej linii frontu. Zdaniem niemieckiego generała dywizji Christiana Freudinga brak większych przesunięć frontów nie powinien przesłaniać faktu, że obie walczące strony prowadziły „intensywne działania i czasami walczyły o każdy metr”.
Minister obrony Kajsa Ollongren stwierdziła, że Holandia przygotowuje się do wysłania na Ukrainę sześciu kolejnych myśliwców F-16, tym samym zwiększając liczbę zadeklarowanych samolotów do 24. Ollongren powiedziała, że: „Przewaga powietrzna jest konieczna, aby przeciwstawić się rosyjskiej agresji”. Z kolei ukraiński dowódca generał porucznik Serhij Najew ujawnił, że ukraińskie F-16 zostaną wyposażone w wystrzeliwane z powietrza rakiety manewrujące o zasięgu „300–500 km”. Broń miała dotrzeć w „kolejnych pakietach pomocy wojskowej”. Szef ukraińskiego wywiadu wojskowego generał Kyryło Budanow wyraził nadzieję, że Kanada przekaże Ukrainie ponad 83 tys. rakiet lotniczych CRV7, które były gotowe do wycofania ze służby. W rozmowie z portalem Global News Budanow stwierdził, że przekazanie rakiet pomoże Ukrainie odeprzeć siły rosyjskie i oszczędzi kanadyjskim podatnikom kosztów ich zniszczenia. Według niego pociski zostałyby rozmieszczone w ukraińskich helikopterach szturmowych i wyrzutniach naziemnych, aby atakować rosyjskie czołgi i artylerię. Ukraina prowadziła rozmowy w tej sprawie z Kanadą, ale wciąż oczekiwała na decyzję.
Prezydent Zełenski złożył w parlamencie Ukrainy propozycję przedłużenia o kolejne 90 dni stanu wojennego i nakazów mobilizacyjnych, które wygasły 14 lutego. Dzień później Rada Najwyższa zgodziła się na przedłużenie stanu wojennego i powszechnej mobilizacji o kolejne 90 dni, do 13 maja 2024 roku. Ponadto prezydent odwiedził obwody dniepropetrowski i kirowohradzki, gdzie spotkał się z ludnością cywilną i wojskiem.
Państwowa Służba Bezpieczeństwa Gruzji podała, że przechwyciła pochodzące z Ukrainy materiały wybuchowe (C4) przewożone do Rosji w celu użycia ich do „ataku terrorystyczego” na Woroneż oraz że za spiskiem stał obywatel Ukrainy pochodzenia gruzińskiego. Materiały wybuchowe rzekomo przewieziono drogą lądową z Odessy samochodem dostawczym. W tranzycie uczestniczyło co najmniej 12 osób, w tym siedmiu Gruzinów, trzech Ukraińców i dwóch Ormian.
Ukraińskie Ministerstwo Infrastruktury podało, że od sierpnia 2023 roku ponad 660 statków z ukraińskimi towarami, w tym produkcją rolną przepłynęło alternatywnym korytarzem prowadzącym do Cieśniny Bosfor wzdłuż brzegów Ukrainy, Rumunii i Bułgarii. Wywiozły one 20 milionów ton towarów, z czego ponad 14 mln ton to żywność. W styczniu 2024 roku wyeksportowani ponad 6 milionów ton towarów.

### 6 lutego

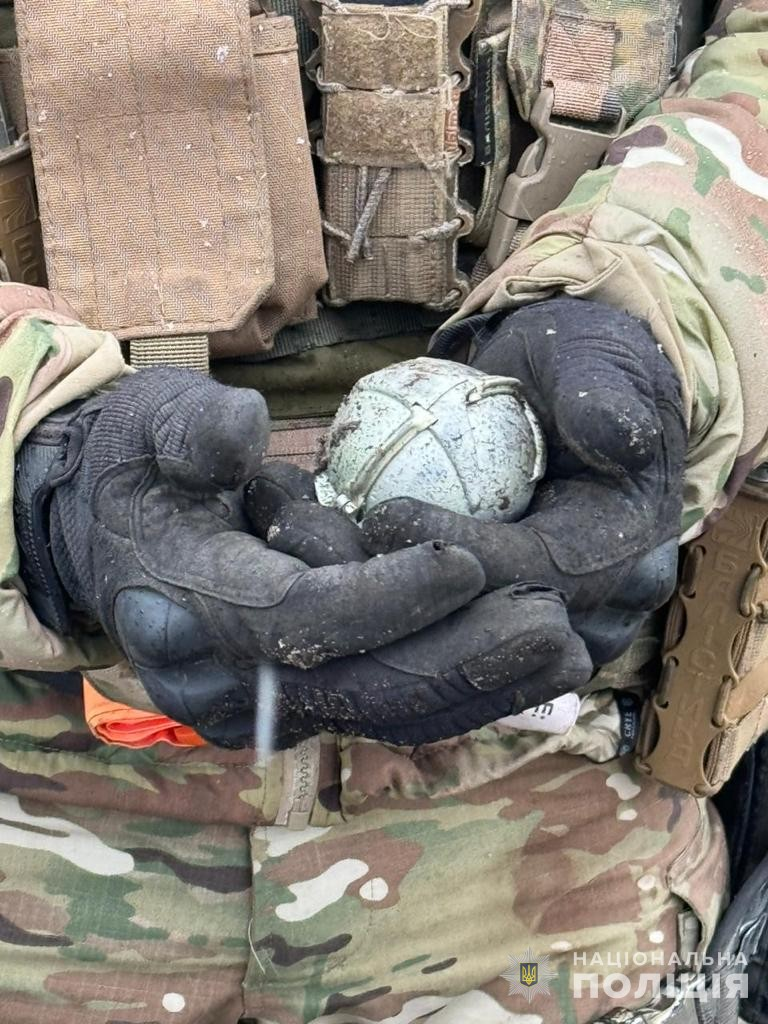
Kulkowa bomba odłamkowa zrzucana z powietrza ShOAB-0,5 (element bomby kasetowej), znaleziona przez ukraińską policję w rejonie kupiańskim. Jej waga wynosi 400 g. Jedna bomba kasetowa RBK-500 zawiera 565 takich bomb.

Szef administracji wojskowej Witalij Barabasz stwierdził, że sytuacja wokół oblężonego frontowego miasta Awdijiwka w obwodzie donieckim stała się „bardzo trudna”, a w niektórych obszarach nawet krytyczna. Dodał, że nie oznacza to „że wszystko stracone”, ale podkreślił, że Rosja w dalszym ciągu rzucała duże siły przeciwko Awdijiwce.
Sztab Ukrainy podał, że kontynuowano działania mające na celu rozbudowę przyczółku na lewym brzegu Dniepru, gdzie odparto dwa ataki. FR atakowała w kierunkach Łymanu, Bachmutu, Awdijiwki, Marjinki, Szachtarska i Zaporoża, gdzie doszło do 92 starć. W kierunku łymańskim i bachmuckim Ukraińcy odparli 21 ataków w okolicy Biłohoriwki, Terny i Hryhoriwki, oraz 12 ataków w rejonie Bohdaniwki i Kliszczijiwki. W kierunku awdijiwskim i marjińskim Rosjanie nadal próbowali otoczyć Awdijiwkę, jednak Ukraińcy utrzymywali obronę, odpierając 21 ataków w okolicy Nowobachmutiwki i Awdijiwki oraz osiem w pobliżu Perwomajskiego i Newelskiego. Odparto także 20 ataków w pobliżu Georgijiwki, Pobiedy i Nowomychajliwki. W kierunku szachtarskim i zaporoskim Rosjanie przeprowadzili pięć nieudanych ataków na południe od Zołotej Niwy, w rejonie Robotyne i na zachód od Werbowego. W ciągu 24h armia rosyjska przeprowadziła cztery ataki rakietowe, 27 nalotów i 88 ostrzałów na pozycje ukraińskie i obszary zaludnione (odnotowano ofiary wśród cywilów oraz zniszczoną infrastrukturę). Lotnictwo ukraińskie przeprowadziło 13 nalotów na miejsca koncentracji i dwóch na przeciwlotnicze systemy rakietowe, natomiast artyleria uderzyła w dwa punkty kontrolne, dwa obszary koncentracji, dwa składy amunicji i trzy jednostki artylerii. Ukraińskie Centrum Narodowego Oporu poinformowało, że Rosjanie zwiększali liczbę kamer monitorujących na terytoriach okupowanych, w miejscach obiektów wojskowych, miejscach instytucji okupacyjnych i na kolei.
Według władz regionalnych w ciągu ostatniej doby Rosja przeprowadziła ataki na 10 obwodów Ukrainy, zabijając co najmniej siedem osób, w tym dziecko, i raniąc co najmniej 10 kolejnych. Gubernator Ołeh Siniehubow poinformował, że 2-miesięczne dziecko zginęło, a dwie osoby zostały ranne w wyniku nocnego rosyjskiego ataku rakietowego, który uderzył w budynki cywilne i 3-piętrowy hotel w Zołocziwie w obwodzie charkowskim. Gubernator stwierdził, że „ok. 2.30 w Zołocziwiu, rejon bogoduhowski, w wyniku ataków rakietowych S-300 zniszczono hotel. Zginęło 2-miesięczne dziecko. Kolejny akt terroryzmu przeciwko ludności cywilnej”. W wyniku porannego rosyjskiego ostrzału Tokariwki w obwodzie chersońskim zginął 49-letni mężczyzna, a dwóch kolejnych mieszkańców zostało rannych.
Ministerstwo Obrony Ukrainy podało, że Siły Operacji Specjalnych przeprowadziły operację na okupowanej przez Rosję platformie wiertniczej u wybrzeży Krymu na Morzu Czarnym, wykorzystywanej do rozmieszczania dronów Mohajer 6, w wyniku której przechwycono system radarowy Neva-B i zniszczono obiekt. Gubernator Wiaczesław Gładkow oświadczył, że przechwycono siedem ukraińskich dronów nad obwodem biełgorodzkim. Nie zgłoszono żadnych ofiar, ale spadające szczątki uszkodziły cztery domy prywatne, w tym okna, dachy, fasady i płoty. Rosyjskie media państwowe podały, że działalność rosyjskich rafinerii spadła w 2024 roku o 4% w porównaniu z tym samym okresem rok wcześniej, częściowo z powodu „wzrostu liczby ataków dronów”.
W ocenie ISW europejscy i azjatyccy sojusznicy Stanów Zjednoczonych znacznie zwiększyli wysiłki mające na celu wsparcie Ukrainy w wojnie z Rosją. Siły rosyjskie zrobiły potwierdzone postępy w pobliżu Bachmuta, Awdijiwki i na południowy zachód od Doniecka w ramach ciągłych walk pozycyjnych na całej linii frontu. Ponadto rosyjskie Ministerstwo Spraw Zagranicznych kontynuowało wysiłki na rzecz integracji okupowanej Ukrainy z Rosją i zabiegało o międzynarodowe uznanie nielegalnej okupacji Ukrainy.
Według Ośrodka Studiów Wschodnich (OSW) na początku lutego siły rosyjskie przełamały obronę przeciwnika na północny wschód od Awdijiwki i wkroczyły do miasta od północy. Tamtejsze wojska ukraińskie, zagrożone odcięciem, wycofały się do Awdijiwki. Rosjanie kontynuowali atak w kierunku drogi O0542, biegnącej wzdłuż zachodniej granicy miasta i będącej główną linią logistyczną jego obrońców. Według niektórych źródeł Rosjanie przekroczyli linię kolejową pomiędzy obszarem zabudowanym a kombinatem koksochemicznym i do tej drogi pozostał im ok. 1 km. Oddziały rosyjskie poczyniły kolejne postępy na południu miasta i jego południowo-zachodnich obrzeżach, odpierając ukraińskie kontrataki. Siły ukraińskie powstrzymały atak Rosjan na południowy wschód od Kupiańska, a intensywność rosyjskich ataków na tym kierunku zmniejszyła się. Rosjanie zrobili także kolejne postępy na zachód od Kreminnej i Bachmutu oraz na zachód i południe od Marjinki. Na pozostałych kierunkach sytuacja nie uległa większym zmianom.
Biuro Prasowe Rady Europejskiej oświadczyło, że Parlament Europejski i Rada Unii Europejskiej osiągnęły wstępne porozumienie w sprawie mechanizmu finansowania zapewniającego Ukrainie pomoc w wysokości 54 miliardów dolarów, która ma zostać podzielona na pożyczki o wartości 35,5 mld i 18,3 mld dolarów.
Prezydent Zełenski podpisał dekret powołujący Siły Systemów Bezzałogowych, nowy rodzaj Sił Zbrojnych Ukrainy, który miałby koncentrować się głównie na usprawnieniu pracy z dronami, utworzeniu specjalnych jednostek korzystających z dronów, zintensyfikowaniu szkoleń, usystematyzowaniu ich wykorzystania, zwiększeniu produkcji i wspieraniu innowacji.
Dyrektor tureckiej firmy zbrojeniowej Baykar Haluk Bayraktar, ogłosił, że pod Kijowem powstaje nowa fabryka, która będzie produkować modele dronów Bayraktar TB2 lub TB3 oraz ma planowo zatrudniać ok. 500 osób. Dodał także, że: „Potrzebujemy ok. 12 miesięcy na zakończenie budowy, a następnie zajmiemy się wnętrzem, sprzętem i strukturą organizacyjną”.

### 7 lutego

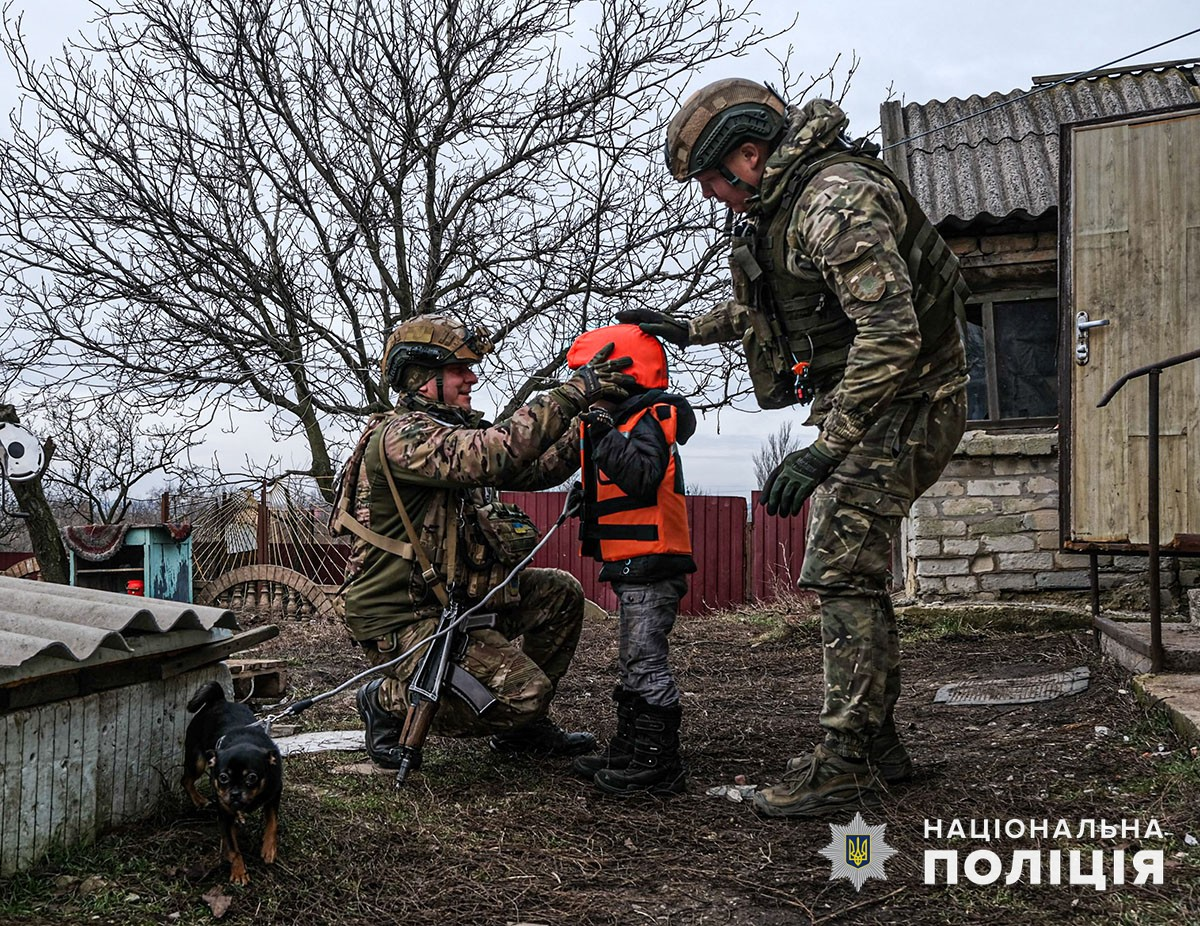
Ukraińska policja ewakuuje rodzinę ze wsi Nowoseliwka Persza (obwód doniecki). Ze względu na bliskość frontu ogłoszono obowiązkową ewakuację dzieci.

Według brytyjskiego MON Awdijiwka była głównym obszarem działań wojennych. Rosja atakowała południowo-wschodnie obrzeża miasta, gdzie toczyły się zacięte walki o kontrolę nad poszczególnymi ulicami. W ciągu ostatnich dwóch tygodni Rosjanie prawdopodobnie dokonali rotacji sił w sektorze Awdijiwki, zwiększając presję na ukraińskie pozycje, natomiast Ukraina nadal przeprowadzała kontrataki, aby zapewnić możliwość korzystania z drogi zaopatrzeniowej. Dodano, że w ciągu ostatnich czterech tygodni rosyjskie samoloty wystrzeliły ok. 600 szt. pocisków w kierunku pozycji ukraińskich, zwiększając liczbę wystrzeliwanej amunicji z 30 do 50 dziennie. Zdaniem Ministerstwa „Rosja prawdopodobnie będzie kontynuowała presję na tym obszarze w ciągu kilku najbliższych tygodni, wykorzystując taktyczne siły powietrzne do wsparcia swoich wysiłków”. W opinii ISW siły rosyjskie zrobiły potwierdzone postępy na zachód od Gorłówki oraz na granicy obwodu donieckiego i zaporoskiego w ramach ciągłych walk pozycyjnych na całej linii frontu.
Ukraiński SG poinformował, że kontynuowano działania mające na celu rozbudowę przyczółku na lewym brzegu Dniepru, gdzie odparto cztery ataki. Rosja atakowała w kierunkach Kupiańska Łymanu, Bachmutu, Awdijiwki, Marjinki i Zaporoża, gdzie doszło do 92 starć. W kierunku kupiańskim, łymańskim i bachmuckim Ukraińcy odparli trzy ataki w pobliżu Sinkiwki i Iwaniwki, dziewięć ataków w okolicy Biłohoriwki, Terny i Torśkiego, oraz osiem ataków w rejonie Iwaniwskiego i Kliszczijiwki. W kierunku awdijiwskim i marjińskim Rosjanie nadal próbowali otoczyć Awdijiwkę, jednak Ukraińcy utrzymywali obronę, odpierając 27 ataków w okolicy Nowobachmutiwki i Awdijiwki oraz 13 w pobliżu Perwomajskiego i Newelskiego. Odparto także 22 ataki w pobliżu Krasnohoriwki, Georgijiwki, Pobiedy i Nowomychajliwki. W kierunku zaporoskim Rosjanie przeprowadzili dwa nieudane ataki na zachód od Werbowego i Robotyne. W ciągu dnia FR przeprowadziła 51 ataków rakietowych, 80 nalotów i 89 ostrzałów na pozycje ukraińskie i obszary zaludnione (odnotowano ofiary wśród cywilów oraz zniszczoną infrastrukturę). Lotnictwo ukraińskie przeprowadziło sześć nalotów na miejsca koncentracji, a artyleria zaatakowała trzy obszary koncentracji i dwa magazyny amunicji.
W godzinach porannych Rosja przeprowadziła falę ataków rakietowych i dronów na całą Ukrainę. Ukraińskie wojsko poinformowało, że wystrzelono 44 rakiety, w tym 29 rakiet manewrujących Ch-101/Ch-555/Ch-55, pięć przeciwlotniczych rakiet S-300, cztery rakiety manewrujące Ch-22, trzy rakiety manewrujące Kalibr i trzy rakiety balistyczne Iskander-M oraz 20 dronów Shahed 136/131. Dowódca armii ukraińskiej generał Wałerij Załużny powiedział, że ukraińska obrona przeciwlotnicza zniszczyła łącznie 44 z 64 celów, w tym 29 rakiet (26 pocisków Ch-101/Ch-555/Ch-55 i trzy Kalibry) oraz 15 dronów. Rosyjskie rakiety manewrujące wykryto nad obwodami lwowskim, tarnopolskim i iwanofrankiwskim. W wyniku ataków zginęła jedna osoba w Mikołajowie i cztery w Kijowie (w wyniku uderzenia szczątków rakiety/drona w 18-piętrowy blok mieszkalny), a ponad 50 zostało rannych, w tym kobieta w ciąży. Mer Witalij Kłyczko powiedział, że w wielu dzielnicach Kijowa zapaliły się budynki mieszkalne, a zestrzelony rosyjski pocisk uszkodził dwie linie energetyczne, pozostawiając bez prądu ok. 20 tys. gospodarstw domowych na wschodzie miasta. W obwodzie kijowskim uszkodzonych zostało 58 domów prywatnych i pięć wieżowców, placówka oświatowa, dom kultury, poczta, budynki gospodarcze, 12 samochodów i komunikacja. Gubernator Witalij Kim stwierdził, że w Mikołajowie zniszczono trzy domy prywatne oraz uszkodzonych zostało ponad 70 budynków mieszkalnych i infrastruktura publiczna. Do ataków doszło także w Charkowie i Drohobyczu. Rosyjskie Ministerstwo Obrony oświadczyło, że użyło precyzyjnej broni i dronów dalekiego zasięgu przeciwko ukraińskim fabrykom produkującym drony morskie, systemy rakietowe obrony wybrzeża, rakiety i materiały wybuchowe, dodając, że wszystkie cele zostały trafione. Szef jednostki dochodzeniowej Policji Państwowej Ukrainy Serhij Bolwinow stwierdził, że ze wstępnej oceny wynikało, że 2 z 5 rakiet wystrzelonych na Charków to prawdopodobnie pociski KN-23 (Hwasong-11Ga), wyprodukowane w Korei Północnej. Atak rakietowy kosztował Rosję 423,4 miliona dolarów.
Ok. 1:40 rosyjskie wojsko zrzuciło trzy bomby lotnicze na hromadę junakiwską w obwodzie sumskim, w wyniku czego jeden mieszkaniec został ranny. Gubernator Serhij Łysak poinformował, że rosyjski dron zrzucił materiały wybuchowe na samochód w Margańcu, raniąc 60-letnią kobietę i 38-letniego mężczyznę. 299 Brygada Lotnictwa Taktycznego Sił Powietrznych Ukrainy ogłosiła, że jeden z jej doświadczonych pilotów, Władysław Rykow, zginął w akcji po wykonaniu 385 lotów bojowych.
Gubernator Wiaczesław Gładkow poinformował, że dwie osoby zostały ranne w wyniku ukraińskiego ostrzału Biełgorodu. Dodał, że rosyjskie systemy obrony powietrznej zestrzeliły siedem pocisków. Z kolei Ministerstwo Obrony Rosji podało, że ok. 16:30 czasu lokalnego miasto zostało ostrzelane przez ukraińskie wyrzutnie rakietowe. Według agencji TASS wieczorem w fabryce broni w Wotkińsku w obwodzie Udmurcji doszło do potężnej eksplozji, a następnie dużego pożaru. Mieszkańcy Wotkińska udostępnili w mediach społecznościowych filmy z pożaru. Zakład Budowy Maszyn Wotkińsk leży 50 km od Iżewska i produkuje komponenty do broni nuklearnej i rakiety balistyczne, w tym międzykontynentalne pociski balistyczne Jars, Topol-M i Iskander. Dowódca Zgrupowania Tauryda generał Ołeksandr Tarnawski oświadczył, że w pobliżu Awdijiwki zestrzelono rosyjski helikopter Ka-52.
Rheinmetall nakreślił nowy plan pomocy dla Ukrainy, który obejmowałby dostawę amunicji do czołgów Leopard 1 i 2, BWP Marder i dział przeciwlotniczych Gepard oraz pocisków 40 mm i „dziesiątek tysięcy” pocisków 155 mm. Podpisał także kontrakt na dostawę 25 czołgów Leopard 1A5, pięciu wozów ratowniczych i pięciu czołgów Leopard 1 do szkolenia kierowców. Minister Transformacji Cyfrowej Ukrainy Mychajło Fiodorow powiedział, że Ukraina rozpocznie masową produkcję „analogowego” rosyjskiego drona Łancet o zasięgu 40 km. Dodał także, że Ukraina produkowała wówczas wystarczającą liczbę dronów o zasięgu do 20 km, jednak żołnierze na linii frontu potrzebowali dronów o większym zasięgu. Prezydent Zełenski spotkał się w Kijowie z Wysokim Przedstawicielem UE ds. Zagranicznych i Polityki Bezpieczeństwa Borrellem, aby omówić współpracę w zakresie bezpieczeństwa między UE i Ukrainą oraz dostawy amunicji na Ukrainę. Premier Denys Szmyhal również spotkał się z Borrellem i stwierdził, że UE zamierza dostarczyć Ukrainie ponad 1 milion pocisków artyleryjskich do końca 2024 roku. Projekt ustawy mający na celu dalsze wsparcie Ukrainy nie uzyskał wymaganej większości w Senacie USA ze względu na brak poparcia Partii Republikańskiej.
Ukraiński parlament przyjął w pierwszym czytaniu najnowszą wersję projektu ustawy mobilizacyjnej, która koncentruje się na aktualizacji ram prawnych poboru do wojska w celu wzmocnienia mobilizacji w 2024 roku.
Według ukraińskiego wywiadu Rosja prowadziła rekrutację najemników z Syrii do udziału w wojnie z Ukrainą. Przechodzili szkolenie w bazie wojskowej niedaleko Aleppo i na lotnisku wojskowym Kuveires. Pierwsza grupa, licząca 1000 osób, była szkolona do walki w warunkach miejskich. Rosja umieściła szefa wywiadu ukraińskiego generała Kyryło Budanowa, dowódcę ukraińskiej marynarki wojennej wiceadmirała Ołeksija Nejiżpapę i dowódcę ukraińskich sił powietrznych generała porucznika Mykołę Ołeszczuka na swojej liście „terrorystów i ekstremistów”.
Szef Międzynarodowej Agencji Energii Atomowej Rafael Grossi odwiedził okupowaną przez Rosję Zaporoską Elektrownię Jądrową, aby sprawdzić stan systemy chłodzenia elektrowni i ocenić, czy może nadal pracować przy zmniejszonej liczbie personelu.
Politolog i profesor polityki międzynarodowej na Uniwersytecie Bundeswehry w Monachium, Carlo Masala, wyjaśnił, że wśród państw członkowskich UE nie było zgody co do tego, czy powinny zaakceptować utratę amerykańskiej pomocy zagranicznej dla Ukrainy. Nie ma przekonania „ze strony Włoch, Hiszpanii, Portugalii i w pewnym stopniu Francji”, aby zrobić więcej dla Ukrainy. Zwrócił uwagę, że Ukraińcom brakowało wówczas „najważniejszych elementów wyposażenia bojowego (...) i pocisków artyleryjskich” oraz stwierdził, że nawet jeśli Zachód szybko zgodzi się na dalsze wspieranie Ukrainy, minie kilka miesięcy, zanim Ukraińcy będą mieli dostęp do amunicji. Nie można wykluczyć, że w nadchodzących tygodniach armia ukraińska będzie musiała opuścić miasta lub przekazać je Rosjanom ze względu na brak amunicji i wynikające z tego duże straty.

### 8 lutego

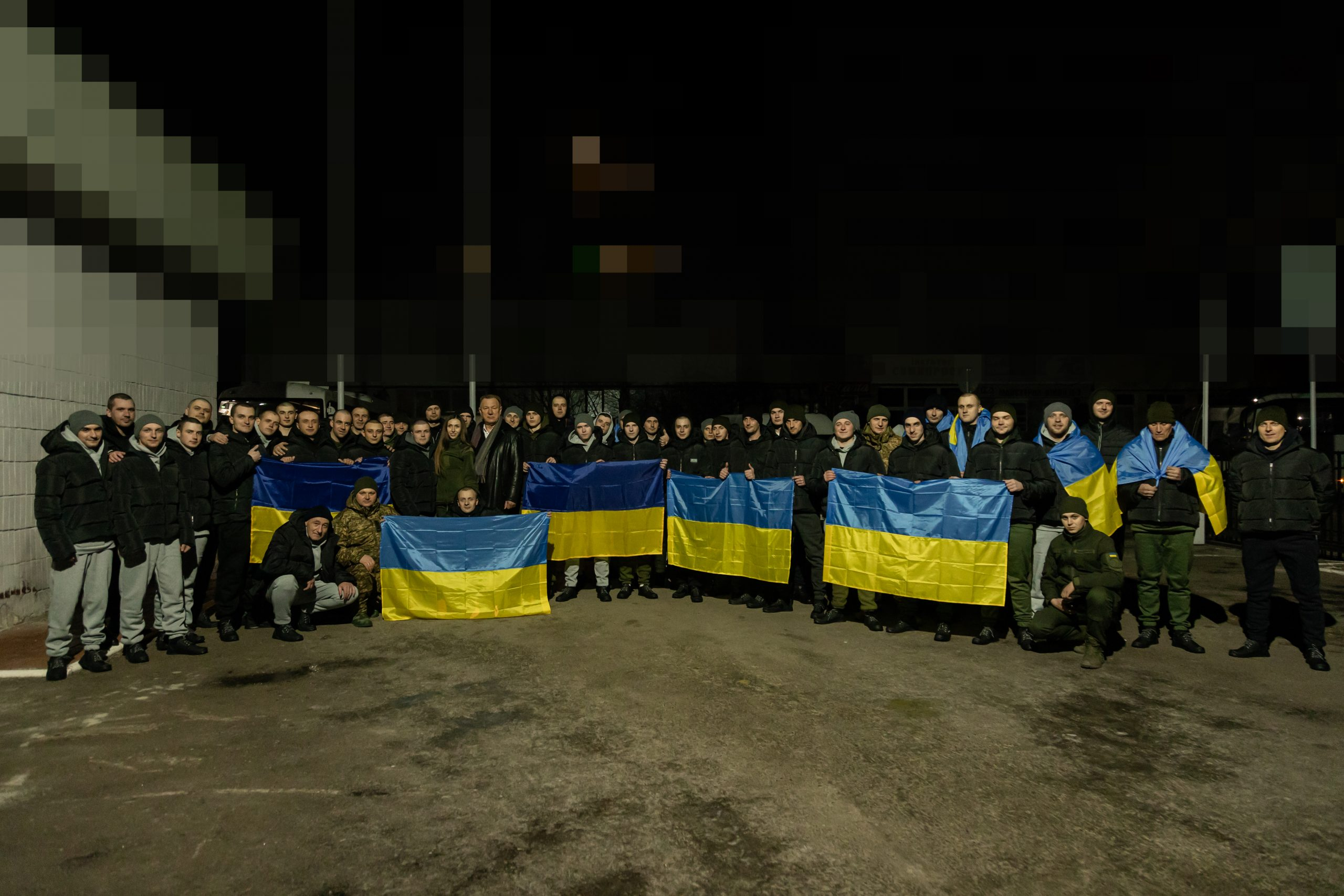
Ukraińscy żołnierze wypuszczeni podczas wymiany jeńców między Ukrainą a Rosją. Większość stanowili obrońcy Mariupola. Uwolniono 100 żołnierzy ukraińskich i 100 rosyjskich.

Nowy Naczelny Dowódca armii ukraińskiej generał pułkownik Ołeksandr Syrski odwiedził odcinek frontu na kierunku Bachmutu w celu przeprowadzenia inspekcji i stwierdził, że armia rosyjska próbowała użyć małych grup szturmowych do ataku, wspieranych przez drony i artylerię, aby przebić się przez linię obrony w pobliżu Czasiw Jaru, położonego ponad 10 km na zachód od Bachmutu. Według ISW siły ukraińskie poczyniły potwierdzone postępy w pobliżu Kreminnej, a wojska rosyjskie zrobiły potwierdzone postępy w okolicy Kreminnej, Awdijiwki i Doniecka w ramach ciągłych walk pozycyjnych na całej linii frontu.
Sztab Ukrainy podał, że kontynuowano działania mające na celu rozbudowę przyczółku na lewym brzegu Dniepru, gdzie odparto dwa ataki. Rosja atakowała w kierunkach Kupiańska Łymanu, Bachmutu, Awdijiwki, Marjinki i Zaporoża, gdzie doszło do 65 starć. W kierunku kupiańskim, łymańskim i bachmuckim Ukraińcy odparli pięć ataków w pobliżu Sinkiwki i Iwaniwki, cztery ataki w okolicy Terny, oraz cztery ataki w rejonie Iwaniwskiego i Kliszczijiwki. W kierunku awdijiwskim i marjińskim Rosjanie nadal próbowali otoczyć Awdijiwkę, jednak Ukraińcy utrzymywali obronę, odpierając 19 ataków w okolicy Awdijiwki oraz siedem w pobliżu Perwomajskiego i Newelskiego. Odparto także 16 ataków w pobliżu Georgijiwki, Pobiedy i Nowomychajliwki. W kierunku zaporoskim Rosjanie przeprowadzili nieudany atak na zachód od Werbowego. W ciągu 24h Rosja przeprowadziła 13 ataków rakietowych, 66 nalotów i 96 ostrzałów na pozycje ukraińskie i obszary zaludnione (odnotowano ofiary wśród cywilów oraz zniszczoną infrastrukturę). Lotnictwo ukraińskie przeprowadziło siedem nalotów na miejsca koncentracji, a artyleria zaatakowała dwa magazyny amunicji, dwie jednostki artylerii i węzeł logistyczny.
Siły Powietrzne Ukrainy podały, że w nocy zniszczono 11 z 17 dronów Shahed 136/131 (wystrzelonych z Krymu) w obwodach mikołajowskim, odeskim, winnickim i dniepropetrowskim. Według lokalnych władz w ciągu ostatnich 24h w rosyjskich atakach na Ukrainę zginął jeden cywil, a 15 kolejnych zostało rannych. Gubernator Ołeksandr Prokudin oświadczył, że siły rosyjskie ostrzelały obwód chersoński 233 razy, w tym 33 razy miasto Chersoń. Gubernator Wadym Fiłaszkin podał, że w wyniku rosyjskiego ostrzału w Awdijiwce zginęła 72-letnia kobieta. Podczas ataku uszkodzone zostały dwa domy. MSW Ukrainy podało, że w wyniku nocnego ataku rakietowego na Sełydowe zginęła jedna osoba, a siedem zostało rannych, w tym 7-letnie dziecko. Według doniesień wojska rosyjskie wystrzeliły w kierunku miasta osiem rakiet: S-300 i północnokoreańskich KN-23 (Hwasong-11Ga). Uszkodzone zostały co najmniej 53 budynki mieszkalne, 10 domów prywatnych, 4 placówki oświatowe, 2 budynki administracyjne, prywatne przedsiębiorstwo i 24 samochody.
Gubernator Wiaczesław Gładkow poinformował, że w dwóch atakach ukraińskich na obwód biełgorodzki rannych zostało co najmniej sześciu cywilów. Jeden mężczyzna został ranny odłamkiem, gdy dron kamikaze zaatakował autobus we wsi Nowaja Tawołżanka. Pięć osób trafiło do szpitala po ataku rakietowym we wsi Rżewka, położonej 10 km od granicy z Ukrainy. Ministerstwo Obrony Rosji oświadczyło, że przechwyciło 12 ukraińskich rakiet nad regionem Biełgorodu.
Prezydent Zełenski odwołał generała Wałerija Załużnego ze stanowiska Naczelnego Dowódcy SZ Ukrainy w obliczu narastających nieporozumień między nimi, a jego następcą mianował dowódcę Sił Lądowych generała pułkownika Ołeksandra Syrskiego. Zełenski przyznał także Załużnemu i dowódcy wywiadu wojskowego generałowi Kyryło Budanowowi tytuł Bohatera Ukrainy. Później ogłosił, że Ukraina i Rosja dokonały wymiany jeńców, podczas której uwolniono 100 Ukraińców i 100 Rosjan. Według Zełenskiego większość uwolnionych żołnierzy to obrońcy Mariupola. Wymiana odbyła się za pośrednictwem Zjednoczonych Emiratów Arabskich.
Ukraińskie Narodowe Centrum Oporu oświadczyło, że Rosja utworzyła obozy wojskowe i „obozy reedukacyjne” dla ukraińskiej młodzieży w okupowanym przez Rosję obwodzie zaporoskim. Nastolatkowie otrzymają szkolenie w zakresie broni palnej i inżynierii, a także rosyjską edukację patriotyczną, aby przygotować ich do służby w armii rosyjskiej.
Po raz pierwszy od rozpoczęcia rosyjskiej inwazji na Ukrainę w lutym 2022 roku z prezydentem Putinem rozmawiała osoba z Zachodu. Wywiad odbył się 6 lutego, a został opublikowany dwa dni później. Przed rozmową prowadzący wywiad Tucker Carlson stwierdził, że od początku inwazji żaden zachodni dziennikarz poza nim nie zabiegał o wywiad z prezydentem Rosji. Rzecznik Kremla Dmitrij Pieskow zaprzeczył temu, wyjaśniaąc, że rosyjski prezydent otrzymał wiele próśb o wywiad, ale Kreml nie widział „prawie żadnego sensu i żadnej korzyści” w komunikowaniu się z zachodnimi mediami. Od lutego 2022 roku zachodnie media, w tym BBC i CNN, wielokrotnie zwracały się z prośbą o wywiad do Kancelarii prezydenta Putina.

### 9 lutego

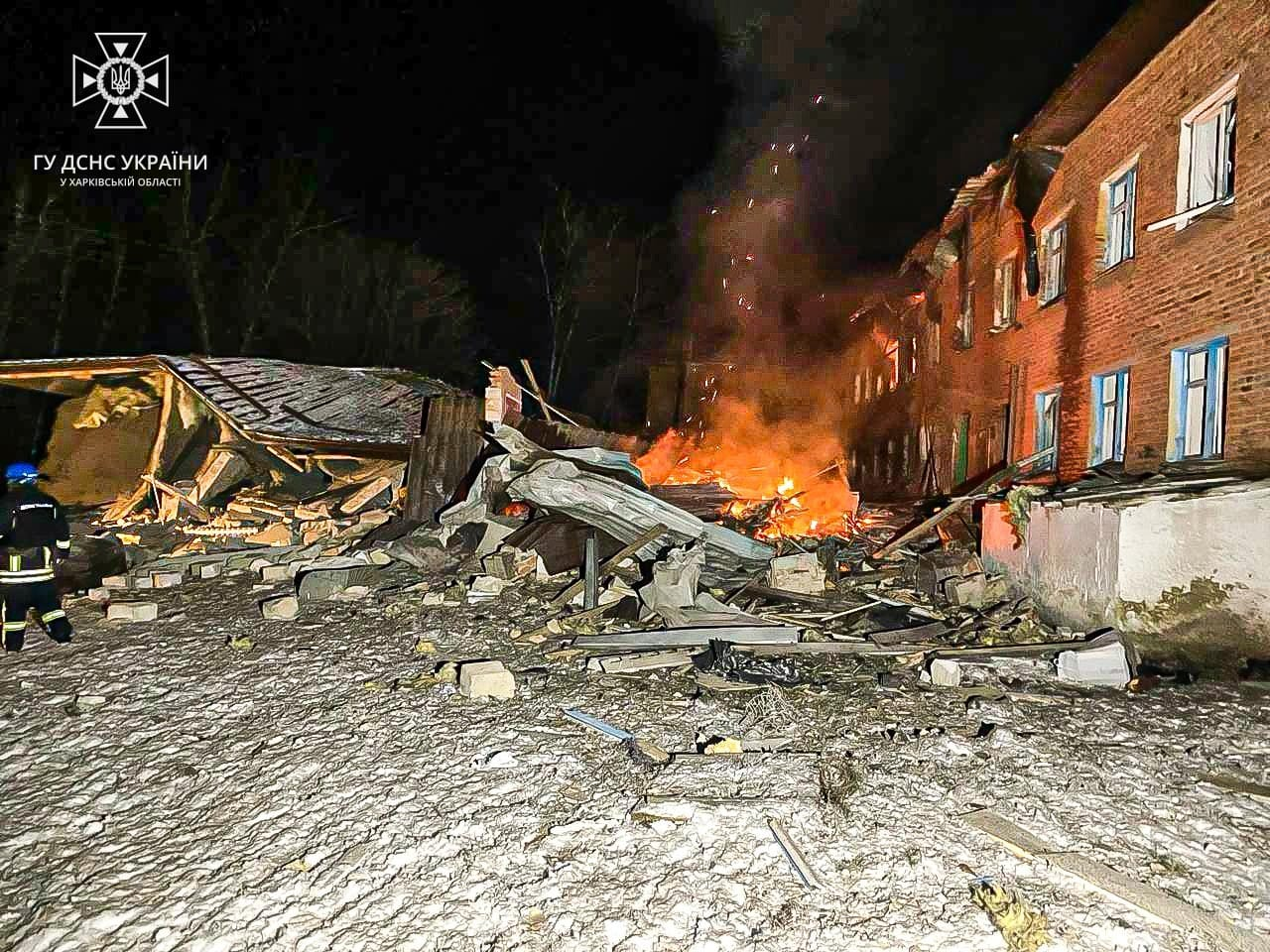
Zniszczenia w miejscowości Wełykyj Burłuk po wieczornych rosyjskich nalotach. Uszkodzona została kawiarnia i placówka medyczna.

W opinii ISW siły rosyjskie posunęły się w pobliżu Kreminnej, Bachmuta i Awdijiwki w ramach ciągłych walk pozycyjnych na linii frontu. Rosyjskie władze okupacyjne w dalszym ciągu przygotowywały się do nadchodzących wyborów prezydenckich w Rosji, stwarzając pozory powszechnego poparcia dla Władimira Putina na okupowanych obszarach Ukrainy.
SG Ukrainy podał, że kontynuowano działania mające na celu rozbudowę przyczółku na lewym brzegu Dniepru, gdzie odparto cztery ataki. FR atakowała w kierunkach Kupiańska, Łymanu, Bachmutu, Awdijiwki, Marjinki, Szachtarska i Zaporoża, gdzie doszło do 111 starć. W kierunku kupiańskim, łymańskim i bachmuckim Ukraińcy odparli 11 ataków w pobliżu Sinkiwki i Iwaniwki, 14 ataków w okolicy Biłohoriwki, Terny i Jampoliwki, oraz 22 ataki w rejonie Bohdaniwki, Iwaniwskiego i Kliszczijiwki. W kierunku awdijiwskim i marjińskim Rosjanie nadal próbowali otoczyć Awdijiwkę, jednak Ukraińcy utrzymywali obronę, odpierając 21 ataków w okolicy Nowobachmutiwki i Awdijiwki oraz 12 w pobliżu Perwomajskiego i Newelskiego. Odparto także 19 ataków w pobliżu Georgijiwki i Nowomychajliwki. W kierunku szachtarskim i zaporoskim Rosjanie przeprowadzili pięć nieudanych ataków na południe od Zołotej Niwy, na północ od Pryjutnego oraz na zachód od Nowopokrowki, Werbowego i w rejonie Robotyne. W ciągu doby Rosja przeprowadziła 73 naloty i 76 ostrzałów na pozycje ukraińskie i obszary zaludnione (odnotowano ofiary wśród cywilów oraz zniszczoną infrastrukturę). Lotnictwo ukraińskie przeprowadziło pięć nalotów na miejsca koncentracji, natomiast artyleria uderzyła w trzy obszary koncentracji, dwa punkty kontrolne i dwa magazyny amunicji. Siły rosyjskie przeprowadziły 815 ataków chemicznych od początku wojny, a w styczniu 2024 roku stwierdzono 229 takich przypadków. Według SG Rosjanie najczęściej wykorzystywali granaty K-51, RGR i RG-Wo, nowe granaty gazowe, których użycie zanotowano po raz pierwszy w grudniu 2023 roku.
W nocy Rosjanie zaatakowali Ukrainę, wykorzystując 16 dronów Shahed 136/131, wystrzelonych z Krymu i obwodu kurskiego. Obrona przeciwlotnicza zniszczyła 10 dronów w obwodach mikołajowskim, chersońskim i charkowskim. Gubernator Ołeh Siniehubow poinformował, że ok. 00:15 wieś Koropowe w obwodzie charkowskim została 7-krotnie zaatakowana przez siły rosyjskie. W lokalnym hotelu wybuchł pożar, a na terenie restauracji uszkodzone zostały trzy samochody. Uszkodzone zostały także domy prywatne, 3-piętrowy budynek kompleksu rekreacyjnego, jadalnia oraz ranny został ochroniarz. Na miejscu ataku odnaleziono pozostałości pięciu dronów. Sumska Prokuratura Okręgowa podała, że rosyjskie ataki na miejscowości w obwodzie sumskim spowodowały śmierć trzech cywilów, a czterech kolejnych zostało rannych. O 13:45 czasu lokalnego siły rosyjskie zrzuciły siedem bomb lotniczych KAB na hromady Junakiwka, Chotin i Mikołajów. W wyniku ataku zniszczone zostały co najmniej cztery budynki mieszkalne oraz warsztat firmy rolniczej. Ponadto w ciągu ostatnich 24h Rosjanie przeprowadzili 41 ataków na obwód sumski, powodując co najmniej 251 eksplozji na tym obszarze. O 22:45 rozpoczął się zmasowany atak dronów Shahed 136/131 na Charków i Wełykyj Burłuk, a w nocy Odessa i region zostały zaatakowane przez kolejne drony. W Charkowie drony uderzyły w skład ropy, powodując wyciek paliwa i wzniecenie pożaru. Zginęło siedem osób, w tym troje dzieci, a trzy zostały ranne. Co najmniej siedem domów prywatnych, budynków gospodarczych i garaży spłonęło na jednej z ulic. W obwodzie odeskim w wyniku spadających szczątków uszkodzony został obiekt infrastruktury portowej, a jedna osoba została ranna.
Rosyjskie Ministerstwo Obrony stwierdziło, że zestrzelono 19 dronów nad Morzem Czarnym (6 dronów), Krajem Krasnodarskim (2) oraz w obwodach kurskim (2), briańskim (5) i orłowskim (4). Gubernator obwodu orłowskiego Andriej Kłyczkow powiedział, że zestrzelone drony rzekomo „zaatakowały obiekty kompleksu paliwowo-energetycznego”. Według doniesień jeden z dronów wzniecił pożar na terenie rafinerii ropy naftowej Ilsky w Kraju Krasnodarskim. Zaatakowano także rafinerię w Afipsky, lecz nie było doniesień o zniszczeniach i ofiarach.
Finlandia zatwierdziła 22. pakiet pomocy wojskowej dla Ukrainy o wartości ok. 190 mln euro.
Prezydent Zełenski mianował generała majora Anatolija Barhyłewycza nowym szefem Sztabu Generalnego SZ Ukrainy, zastępując generała porucznika Serhija Szaptałę. Minister obrony Rustem Umierow i nowy Naczelny Dowódca SZ Ukrainy Ołeksandr Syrski odbyli pierwsze spotkanie, aby omówić plany dotyczące armii ukraińskiej w 2024 roku.
Siły Zbrojne Ukrainy borykały się z „krytycznym niedoborem” sprzętu wojskowego. Ambasador Ukrainy w USA Oksana Markarowa powiedziała w wywiadzie dla Bloomberg, że: „Mamy jeszcze wystarczającą liczbę ludzi, którzy chcą walczyć. Nie mamy wyboru, ponieważ bronimy naszych domów. Ale kończy się nam sprzęt, zwłaszcza rakiety i myśliwce przechwytujące. Tego wsparcia potrzebowaliśmy wczoraj”. Ukraińscy żołnierze poinformowali, że siły rosyjskie prawdopodobnie korzystały z urządzeń satelitarnych Starlink firmy SpaceX na całej linii frontu oraz że terminale internetowe były wysyłane i rozmieszczane w Rosji przez Dubaj. ISW, powołując się na rosyjskie i ukraińskie źródła, podał, że siły rosyjskie używały na okupowanych terenach terminali Starlink, twierdząc, że „jedno z ukraińskich źródeł przekazało, że strona rosyjska zakupiła dostęp do Starlinków od ZEA, a do transakcji doszło w Dubaju”. Instytut przyznał jednak, że nie był w stanie zweryfikować tych doniesień.

### 10 lutego

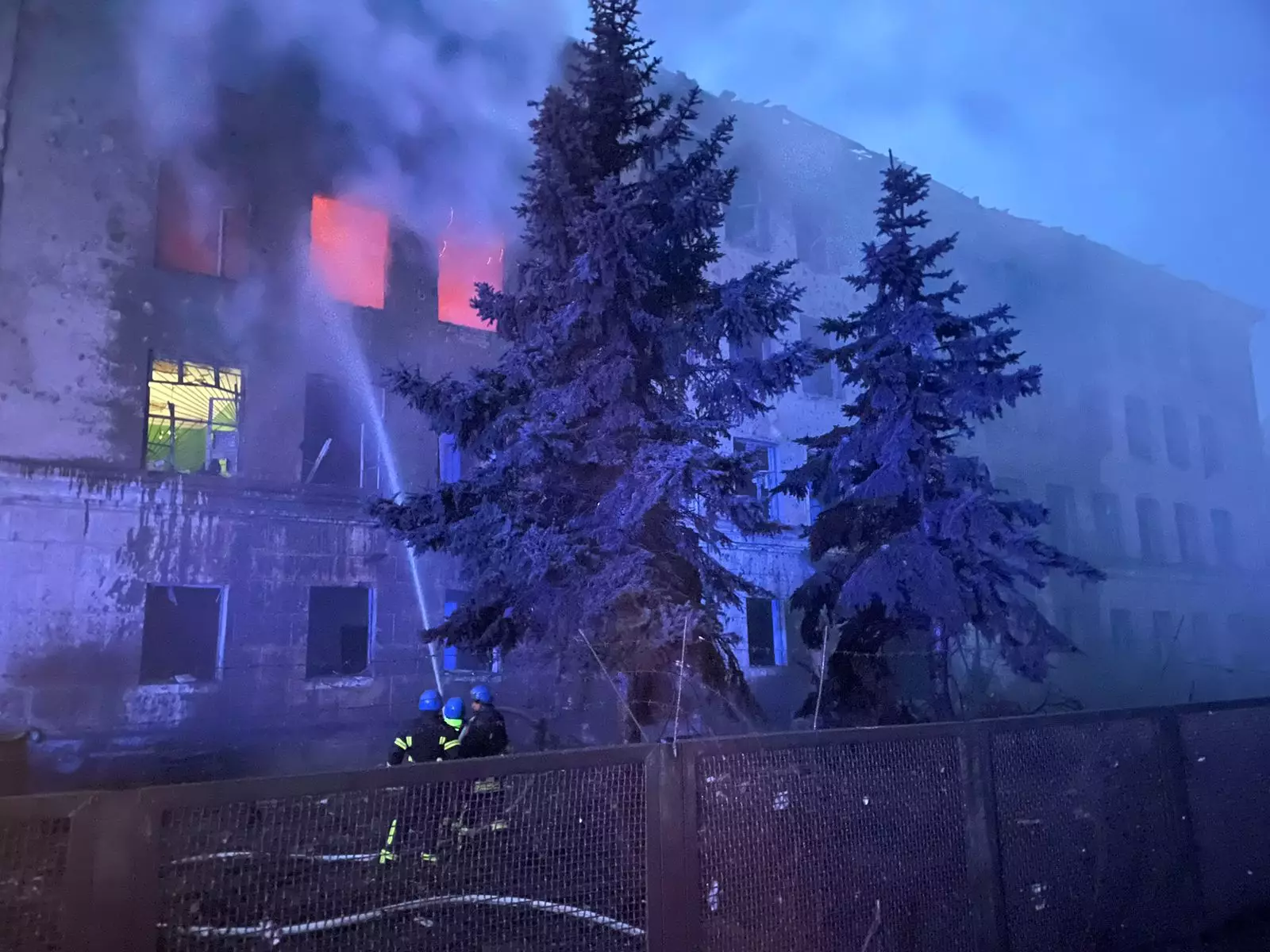
Uszkodzony budynek administracyjny w Nowohrodiwce po wieczornym rosyjskim ataku rakietowym.

Według ukraińskiego dowództwa szczególnie ciężkie walki toczyły się na dwóch odcinkach frontu w rejonie Doniecka, w pobliżu Awdijiwki i Marjinki. W ocenie ISW opóźnienia w zachodniej pomocy w zakresie bezpieczeństwa mogą doprowadzić do znacznych niedoborów rakiet obrony powietrznej na Ukrainie, co umożliwi siłom rosyjskim bardziej agresywne bombardowanie sił ukraińskich, a nawet miast na linii frontu. Tymczasem siły rosyjskie poczyniły potwierdzone postępy w pobliżu Kreminnej i Awdijiwki.
Sztab Ukrainy podał, że kontynuowano działania mające na celu rozbudowę przyczółku na lewym brzegu Dniepru, gdzie odparto dwa ataki. Armia rosyjska atakowała w kierunkach Łymanu, Bachmutu, Awdijiwki, Marjinki, Szachtarska i Zaporoża, gdzie doszło do 98 starć. W kierunku łymańskim i bachmuckim Ukraińcy sześć ataków w okolicy Terny, Wiimki i Rozdoliwki, oraz 14 ataków w rejonie Bohdaniwki, Iwaniwskiego, Kliszczijiwki i Andrijiwki. W kierunku awdijiwskim i marjińskim Rosjanie nadal próbowali otoczyć Awdijiwkę, jednak Ukraińcy utrzymywali obronę, odpierając 23 ataki w okolicy Nowokałynowego, Nowobachmutiwki i Awdijiwki oraz 10 w pobliżu Siewiernego, Tonenkego i Newelskiego. Odparto także 35 ataków w pobliżu Georgijiwki i Nowomychajliwki. W kierunku szachtarskim i zaporoskim Rosjanie przeprowadzili cztery nieudane ataki w rejonie Wodiane, na zachód od Werbowego i Robotyne. W ciągu doby Rosja przeprowadziła trzy ataki rakietowe, 64 naloty i 93 ostrzały na pozycje ukraińskie i obszary zaludnione (odnotowano ofiary wśród cywilów oraz zniszczoną infrastrukturę). Artyleria ukraińska uderzyła w trzy obszary koncentracji, punkt kontrolny, dwie jednostki artylerii i radar.
W nocy Rosja przeprowadziła masowy atak dronów na Ukrainę, wystrzeliwując 31 dronów Shahed 136/131 (z Bałaklawy i Przylądka Chauda na Krymie), z których 23 zostało zniszczone w obwodach odeskim i charskowskim przez obronę przeciwlotniczą, mobilne grupy ogniowe i środki walki radioelektronicznej. Władze obwodu odeskiego oświadczyły, że szczątki dronów spadły na obiekty portowe w Odessie i Izmaiłu, raniąc cztery osoby. Co najmniej siedem osób, w tym troje dzieci (wieku 4 i 7 lat oraz 6-miesięczne niemowlę), zginęło, a trzy osoby zostały ranne w wyniku wysadzenia stacji benzynowej w Charkowie przez rosyjskiego drona. Spowodował on duży pożar, który objął 15 domów mieszkalnych. Wieczorem mer Ihor Terekczow poinformował, że powierzchnia pożaru wynosiła ok. 3700 m². Ponad 50 mieszkańców, w tym dzieci, zostali ewakuowani. Gubernator obwodu chersońskiego Ołeksandr Prokudin, że siły rosyjskie zaatakowały wieś Tokariwka w obwodzie chersońskim, zabijając 68-letnią kobietę i cieżko raniąc 43-letniego mężczyznę. W rosyjskim ataku na wieś Wełetenśke ucierpiała cała rodzina; jedna osoba zginęła, dwie zostały ranne. Ponad 22 osady obwodu charkowskiego zostały ostrzelane z artylerii i moździerzy przez Rosjan. Przeprowadzono także naloty na Warwariwkę i Wilkuwatkę. O 10:00 nastąpił ostrzał wsi Wodiane w rejonie kupiańskim, w wyniku którego zniszczone zostały dwa domy prywatne, a siedem innych zostało uszkodzonych. W wyniku ataku zginęła 56-letnia kobieta, a ranny 58-letni mężczyzna odmówił hospitalizacji.
Prezydent Zełenski podczas wieczornego przemówienia zapowiedział kolejne zmiany w kierownictwie wojskowym Ukrainy, mianując pułkowników Wadyma Sucharewskiego, dowódcę 59 Oddzielnej Brygady Piechoty Zmotoryzowanej, i Andrija Lebiedenko na zastępców Naczelnego wodza SZ Ukrainy, Ołeksandra Syrskiego. Mianował także Wołodymyra Horbatiuka, Ołeksija Szewczenko i Mychajło Drapatyja na zastępców szefa Sztabu Ganeralnego Ukrainy, Barhyłewycza.
Wywiad wojskowy Ukrainy potwierdził wykorzystanie przez siły rosyjskie systemów łączności Starlink firmy SpaceX. Zdaniem Andrija Jusowa praktyka ta nabiera charakteru systemowego. Z kolei SpaceX zaprzeczał, jakoby utrzymywał jakiekolwiek oficjalne kontakty z rosyjskim rządem lub rosyjską armią. Prezydent Zełenski odbył „bardzo aktywną i konkretną rozmowę telefoniczną” z prezydentem Francji Emmanuelem Macronem, aby omówić sytuację polityczną i potrzeby obronne Ukrainy. Zełenski powiedział, że potrzeby obronne Ukrainy obejmują drony, artylerię, amunicję, środki walki elektronicznej i szereg systemów obrony powietrznej, od mobilnych po zdalne.
Białoruska grupa „Cyberpartyzanci” podała w swoich mediach społecznościowych, że uzyskała dostęp do tajnych danych rosyjskiego przedsiębiorstwa, Specjalnego Centrum Technologii, ośrodka zajmującego się m.in. produkcją i rozwojem dronów Orłan czy wytwarzaniem sprzętu do walki elektronicznej i rozpoznania, oraz przekazała je Ukrainie.
Dziennik Welt am Sonntag, powołując się na informacje parlamentarzystów i kręgów bezpieczeństwa, podał, że niemiecki rząd federalny zakłada, że w przypadku upadku Ukrainy, kraj może opuścić ok. 10 milionów ludzi. W tym scenariuszu zdecydowana większość uchodźców udałaby się do Europy Zachodniej, a jednym z krajów docelowych byłyby Niemcy.

### 11 lutego

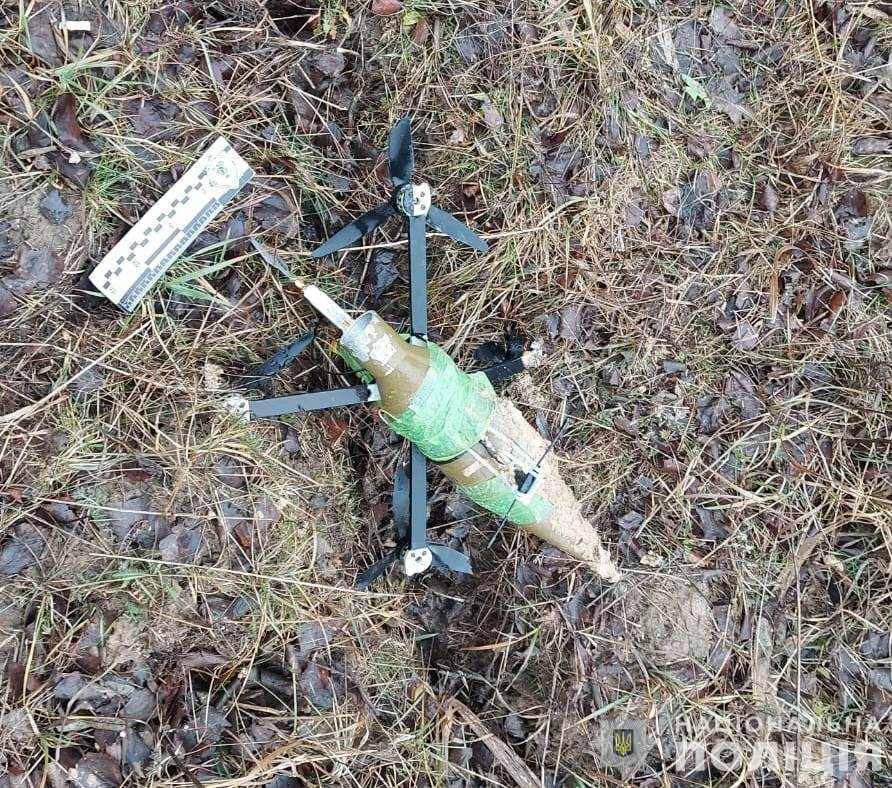
Jeden z dronów z materiałami wybuchowymi wysłany przez wojska rosyjskie do rejonu nikopolskiego w obwodzie dniepropetrowskim. Ukraińscy policyjni eksperci ds. materiałów wybuchowych zneutralizowali cztery takie drony.

Dowódca Zgrupowania Tauryda Ołeksandr Tarnawski powiedział, że Rosja wysłała wiele jednostek pancernych i piechoty w celu ataku na Awdijiwkę, twierdząc jednak, że „ukraińscy żołnierze niezłomnie utrzymywali swoją obronę. Aktywnie niszczyli rosyjskiego agresora i brali do niewoli nowe siły, które wkroczyły do bitwy”. Według Tarnawskiego sytuacja na tym obszarze „pozostawała napięta, ale kontrolowana”. Sekretarz Rady Bezpieczeństwa Narodowego i Obrony Ołeksij Daniłow powiedział, że siły ukraińskie stały przed „bardzo trudnym” momentem i potrzebowały broni, ostrzegając, że „czekanie wpływa na sytuację” na linii frontu. Stwierdził, że Rosja otrzymywała broń od Korei Północnej i Iranu, co doprowadziło do pewnych zmian na linii frontu. Daniłow dodał także, że w tym scenariuszu, w którym kraje zachodnie nie zwiększą znacząco dostaw broni i amunicji na Ukrainę, „sytuacja bardzo się skomplikuje”. Według ISW siły rosyjskie poczyniły potwierdzone postępy w pobliżu Awdijiwki i w zachodnim obwodzie zaporoskim, w ramach ciągłych walk pozycyjnych na całej linii frontu.
Ukraiński SG oświadczył, że kontynuowano działania mające na celu rozbudowę przyczółku na lewym brzegu Dniepru, gdzie odparto jeden atak. Rosja atakowała w kierunkach Kupiańska, Łymanu, Bachmutu, Awdijiwki, Marjinki, Szachtarska i Zaporoża, gdzie doszło do 100 starć. W kierunku kupiańskim, łymańskim i bachmuckim Ukraińcy dwa ataki w pobliżu Iwaniwki i Tabajiwki, trzy ataki w okolicy Biłohoriwki, oraz 19 ataków w rejonie Bohdaniwki, Iwaniwskiego, Kliszczijiwki i Andrijiwki. W kierunku awdijiwskim i marjińskim Rosjanie nadal próbowali otoczyć Awdijiwkę, jednak Ukraińcy utrzymywali obronę, odpierając 23 ataki w okolicy Awdijiwki oraz 18 w pobliżu Tonenkego, Perwomajskiego i Newelskiego. Odparto także 32 ataki w pobliżu Krasnohoriwki, Georgijiwki, Pobiedy i Nowomychajliwki. W kierunku szachtarskim i zaporoskim Rosjanie przeprowadzili dwa nieudane ataki w rejonie Pryjutnego i Robotyne. W ciągu 24h FR przeprowadziła cztery ataki rakietowe, 110 nalotów i 95 ostrzałów na pozycje ukraińskie i obszary zaludnione (odnotowano ofiary wśród cywilów oraz zniszczoną infrastrukturę). Artyleria ukraińska uderzyła w dwa obszary koncentracji, dwa punkty kontrolne, jednostkę artylerii i dwa składy amunicji.
W godzinach nocnych Rosjanie wystrzelili 45 dronów kamikadze Shahed 136/131 z Bałakławy i Przylądka Chauda na Krymie. Siły Powietrzne Ukrainy poinformowały o zniszczeniu 40 dronów w obwodach kijowskim, winnickim, żytomierskim, kirowohradzkim, mikołajowskim, czerkaskim, odeskim, dniepropetrowskim i chersońskim. Najbardziej ucierpiał obwód mikołajowski, gdzie uszkodzony został budynek administracyjny, budynki mieszkalne, samochody i gazociąg. Dowódca Połączonych Sił Ukrainy generał porucznik Serhij Najew podał, że 5 z 10 dronów zniszczonych przez Siły Obronne zostało zestrzelonych przez mobilne grupy ogniowe w regionie Kijowa. W rosyjskim ataku na wieś Wodiane w obwodzie charkowskim zginęła 56-letnia kobieta. W atakach ranny został także miejscowy mężczyzna. Według Siniehubowa siły rosyjskie zaatakowały wioskę przy użyciu amunicji precyzyjnej. Według gubernatora Ołeksandra Prokudina, w wyniku rosyjskich ataków w obwodzie chersońskim, co najmniej dwie osoby zostały ranne. Wojska rosyjskie uderzyły w wioskę Monastyrske dwiema bombami lotniczymu, raniąc 43-letniego i 67-letniego mężczyznę.
Ministerstwo Obrony Rosji podało, że ok. 22:00 obrona przeciwlotnicza zniszczyła ukraińskiego dron w pobliżu wsi Majski w obwodzie biełgorodzkim. Nie zgłoszono żadnych uszkodzeń infrastruktury ani ofiar. Według doniesień analityków wojska rosyjskie zbudowały w obwodzie donieckim linię obronną nazwaną „carskim pociągiem”, składającą się z ponad 2100 wagonów towarowych o długości ok. 30 km i rozciągającą się od Ołeniwki do Wołnowachy. Budowa konstrukcji z wagonów rozpoczęła się w lipcu 2023 roku. Według ISW zapora powstała prawdopodobnie w celu obrony przed ofensywą wojsk ukraińskich.
Zełenski mianował byłego wiceministra obrony generała porucznika Ołeksandra Pawluka na następcę Syrskiego jako dowódcę Sił Lądowych Ukrainy, generała majora Ihora Plahutę na dowódcę Wojsk Obrony Terytorialnej w miejsce Anatolija Barhyłewycza, generała Ihora Skybiuka na dowódcę Ukraińskich Sił Powietrznodesantowych w miejsce Maksyma Myrhorodskiego i generała porucznika Jurija Sodola na stanowisko dowódcy Połączonych Sił Ukrainy w miejsce Serhija Najewa.
Senat Stanów Zjednoczonych przyjął pakiet pomocy zagranicznej, obejmujący m.in. 60 miliardów dolarów dla Ukrainy, 14 miliardów dolarów dla Izraela w wojnie z Hamasem, 4,83 miliarda dolarów na wsparcie partnerów w regionie Indo-Pacyfiku, w tym na Tajwanu. Senatorowie zagłosowali za cofnięciem zawieszenia procedowania projektu ustawy. Jej przyjęcie jest spodziewane w połowie tygodnia. Istnieje jednak obawa, że sprzeciw prawicowych Republikanów może uniemożliwić jej wejście w życie.
CNN, powołując się na wiele źródeł, że armia rosyjska zwerbowała od 14 tys. do 15 tys. Nepalczyków, aby dołączyli do armii rosyjskiej i wzięli udział w wojnie z Ukrainą, oraz otworzyła dwa ośrodki szkoleniowe w celu szkolenia Nepalczyków i innych obcokrajowców. Ludzie byli szkoleni przed wysłaniem na linię frontu na Ukrainie, zarabiając 2 tys. dolarów i mogąc szybko uzyskać rosyjskie obywatelstwo.
Mołdawska policja graniczna poinformowała, że znaleziono fragmenty irańskiego drona Shahed na pograniczu mołdawsko-ukraińskim po tym, jak został zestrzelony przez ukraińską obronę przeciwlotniczą w następstwie rosyjskiego ataku na ukraiński rejon Izmaił w nocy z 9 na 10 lutego. W dronie znajdowało się ok. 50 kg materiałów wybuchowych.

### 12 lutego

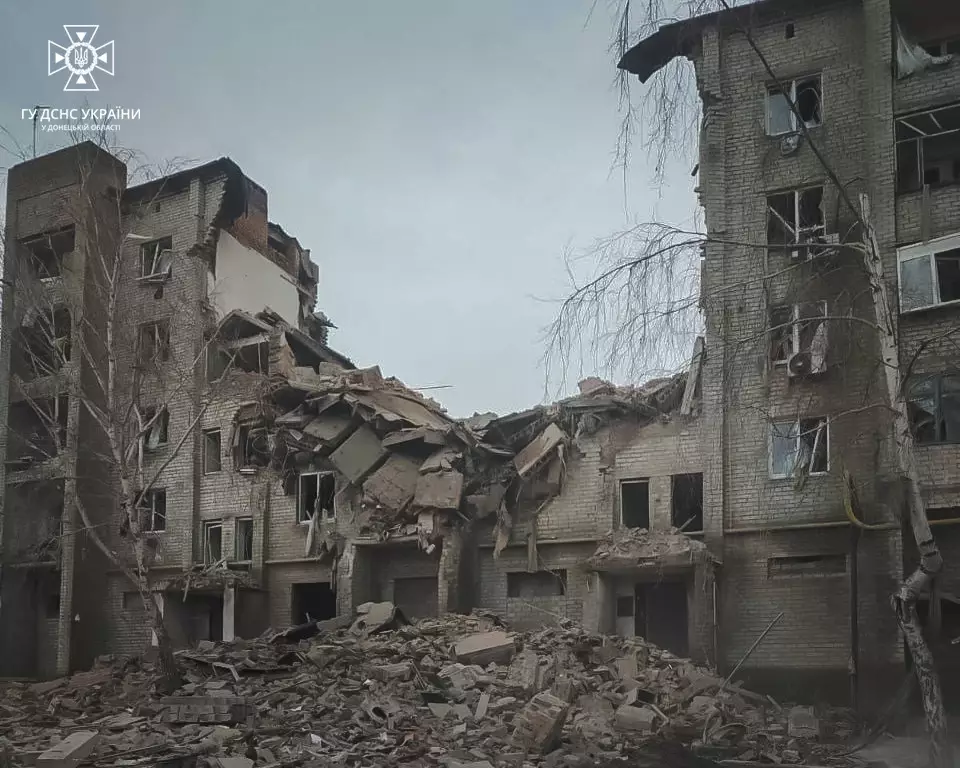
Budynek mieszkalny w Nju-Jorku po rosyjskim nalocie. Ratownicy spędzili trzy dni na usuwaniu gruzów w poszukiwaniu dwóch osób, ale zmuszeni byli do zawieszenia prac ze względu na ciągły ostrzał.

Dowódca ukraińskiej 47 Oddzielnej Brygady Zmechanizowanej Dmytro Riumszyn powiedział, że siły rosyjskie zaprzestały wysyłania „ludzkich fal” do ataków na Awdijiwkę i zamiast tego zaczęły korzystać z mniejszych grup szturmowych wspieranych przez lotnictwo. Zdaniem Riumszyna wówczas Rosja nie miała wystarczającej liczby żołnierzy wokół miasta, aby regularnie przeprowadzać takie ataki, dodając, że: „Dopóki Ukraina będzie miała wystarczający personel i broń, wróg nie będzie mógł okrążyć Awdijiwki”. Według ISW siły ukraińskie poczyniły potwierdzone postępy w pobliżu Kreminnej i Doniecka oraz w zachodnim obwodzie zaporoskim, z kolei wojska rosyjskie dokonały potwierdzonych postępów w okolicy Kupiańska i Kreminnej.
Sztab Ukrainy podał, że kontynuowano działania mające na celu rozbudowę przyczółku na lewym brzegu Dniepru, gdzie odparto dwa ataki. Rosja atakowała w kierunkach Kupiańska, Łymanu, Bachmutu, Awdijiwki, Marjinki, Szachtarska i Zaporoża, gdzie doszło do 84 starć. W kierunku kupiańskim, łymańskim i bachmuckim Ukraińcy dwa ataki w pobliżu Sinkiwki i Tabajiwki, trzy ataki w okolicy Terny i Wesełego, oraz siedem ataków w rejonie Bohdaniwki, Iwaniwskiego, Kliszczijiwki i Andrijiwki. W kierunku awdijiwskim i marjińskim Rosjanie nadal próbowali otoczyć Awdijiwkę, jednak Ukraińcy utrzymywali obronę, odpierając 22 ataki w okolicy Awdijiwki oraz siedem w pobliżu Tonenkego i Newelskiego. Odparto także 35 ataków w pobliżu Georgijiwki, Pobiedy i Nowomychajliwki. W kierunku szachtarskim i zaporoskim Rosjanie przeprowadzili dwa nieudane ataki na południe od Preczystiwki i na zachód od Nowopokrowki. W ciągu dnia Rosjanie przeprowadzili pięć ataków rakietowych, 113 nalotów i 135 ostrzałów na pozycje ukraińskie i obszary zaludnione (odnotowano ofiary wśród cywilów oraz zniszczoną infrastrukturę). Lotnictwo Ukrainy dokonało 13 nalotów na miejsca koncentracji, a artyleria zaatakowała w siedem obszarów koncentracji, jednostkę artylerii i system przeciwlotniczy.
Według Sił Powietrznych Ukrainy, armia rosyjska wystrzeliła z Primorsko-Achtarska na terytorium Ukrainy 17 dronów Shahed 136/131, z czego 14 zostało zestrzelonych przez obronę przeciwlotniczą nad obwodami winnickim, kirowohradzkim, dniepropetrowskim, zaporoskim, chmielnickim i mikołajowskim. Ponadto, według dowództwa Sił Powietrznych Sił Zbrojnych Ukrainy, nad rejonem nowomoskowskim w obwodu dniepropetrowskiego zestrzelono rakietę Ch-59. Siły rosyjskie wystrzeliły także rakiety przeciwlotnicze S-300 z obwodu białogrodzkiego. Gubernator Serhij Łysak podał, że ataki dronów w rejonie pawłohradzkim spowodowały pożar w zakładzie energetycznym, pozostawiając bez prądu 29 tys. odbiorców oraz 10 tys. osób bez wody w Terniwce. Według władz regionalnych  w ciągu ostatniej doby Rosja przeprowadziła ataki na 12 obwodów Ukrainy, raniąc co najmniej sześć osób. Prezydent Zełenski w swoim wieczornym przemówieniu stwierdził, że od początku 2024 roku do tej pory ukraińscy żołnierze zestrzelili 359 dronów Shahed 136/131.
Spiker Izby Reprezentantów Mike Johnson powiedział, że nie poprze rozpatrywanego przez Senat projektu ustawy pomocowej o wartości 95 miliardów dolarów, która obejmował finansowanie Ukrainy i Izraela, uzasadniając to tym, że ustawa nie uwzględnia trwającego kryzysu na południowej granicy USA.
Dyrektor Instytutu Badań Naukowych Ekspertyz Sądowych w Kijowie Ołeksandr Ruwin powiedział, że wstępne wyniki śledztwa wskazywały, że 7 lutego 2024 roku Rosja, po raz pierwszy od rozpoczęcia inwazji, użyła przeciwokrętowego hipersonicznego pocisku manewrującego 3M22 Cyrkon do ataku na Ukrainę. Według Ruwina „świadczyły o tym oznaczenia części i fragmentów, identyfikacja komponentów i części oraz cechy odpowiedniego rodzaju broni”, m.in. na kilku fragmentach wygrawerowano napis „3M22”, a śruby mechanizmów kierowniczych oznaczono liczbą 26; były to obie cechy Cyrkonu. Inne oznaczenia na szczątkach wskazywały na produkcję jej komponentów w 2023–2024. Eksperci w dalszym ciągu badali szczątki, ale stwierdzili, że „broń nie spełniała właściwości taktycznych i technicznych, jak twierdzi Rosja”.

### 13 lutego
W wywiadzie dla niemieckiego kanału ZDF ukraiński dowódca generał Ołeksandr Syrski powiedział, że siły ukraińskie przeszły do działań obronnych, aby wyczerpać nacierające wojska rosyjskie. Według niego Rosjanie atakowali na całej linii frontu, opisując sytuację jako „trudną” i „dość napiętą”. Dodał, że: „Celem naszej operacji obronnej jest wyczerpanie sił wroga i zadanie maksymalnych strat poprzez wykorzystanie naszych fortyfikacji, przewagi technicznej, dronów, walki elektronicznej oraz utrzymanie przygotowanych linii obrony”. „Szczególnie intensywne walki” toczyły się w północno-wschodnim obwodzie charkowskim, gdzie celem Rosjan było zajęcie Kupiańska, kluczowego węzła logistycznego. Rzecznik brygady Iwan Siekach stwierdził, że ukraińska 110 Oddzielna Brygada Zmechanizowana została wycofana z Awdijiwki po stacjonowaniu tam od marca 2022 roku, ponieważ „nie miała już wystarczających możliwości, aby samodzielnie utrzymać miasto”, a do miasta wysłano inną jednostkę jako wsparcie. W opinii ISW „armia rosyjska usiłowała zastosować (...) sowiecką teorię głębokiej operacji, która polegała na jednoczesnym szybkim ataku na całej głębokości obrony”, jednak jak na razie „nie udało im się to z powodu obecnych zdolności ukraińskich”. Siły ukraińskie nie będą jednak w stanie utrzymać tych zdolności i pozbawić sił rosyjskich możliwości przywrócenia manewru na polu bitwy na rosyjskich warunkach bez dalszej pomocy ze strony USA i krajów partnerskich w bliższej i średniej perspektywie. Tymczasem siły rosyjskie poczyniły potwierdzone postępy w pobliżu Kreminnej i w zachodnim obwodzie zaporoskim, w ramach ciągłych walk pozycyjnych na całej linii frontu.
Ukraiński Sztab poinformował, że kontynuowano działania mające na celu rozbudowę przyczółku na lewym brzegu Dniepru, gdzie odparto pięć ataków. Armia rosyjska atakowała w kierunkach Łymanu, Bachmutu, Awdijiwki, Marjinki i Zaporoża, gdzie doszło do 71 starć. W kierunku łymańskim i bachmuckim Ukraińcy odparli dwa ataki w okolicy Jampoliwki i Biłohoriwki, oraz 10 ataków w rejonie Bohdaniwki, Iwaniwskiego, Kliszczijiwki. W kierunku awdijiwskim i marjińskim Rosjanie nadal próbowali otoczyć Awdijiwkę, jednak Ukraińcy utrzymywali obronę, odpierając 20 ataków w okolicy Awdijiwki oraz cztery w pobliżu Newelskiego. Odparto także 27 ataków w pobliżu Georgijiwki, Pobiedy i Nowomychajliwki. W kierunku zaporoskim Rosjanie przeprowadzili trzy nieudane ataki na wschód od Małej Tokmaczki i Robotyne. W ciągu dnia Rosjanie przeprowadzili trzy ataki rakietowe, 159 nalotów i 162 ostrzały na pozycje ukraińskie i obszary zaludnione (odnotowano ofiary wśród cywilów oraz zniszczoną infrastrukturę). Lotnictwo Ukrainy dokonało 11 nalotów na miejsca koncentracji, jednego na punkt kontrolny i trzech na przeciwlotnicze systemy rakietowe, z kolei artyleria zaatakowała cztery obszary koncentracji, siedem jednostek artylerii, trzy systemy przeciwlotnicze, trzy punkty kontrolne, dwa składy amunicji i stację walki radioelektronicznej.
Według Sił Powietrznych Ukrainy, w nocy Rosja przeprowadziła atak na Ukrainę za pomocą 23 dronów Shahed 136/131 (wystrzelonych z Primorsko-Achtarska i Krymu), z których 16 zostało zniszczonych przez obronę przeciwlotniczą w obwodach zaporoskim, dniepropetrowskim i chersońskim. Ukraińska Sieć Energetyczna podlegająca Ministerstwu Energii podała, że rosyjski atak na infrastrukturę energetyczną w obwodzie dniepropietrowskim uszkodził elektrownię cieplną i wpłynął na dostawy energii i wody w niektórych rejonach Dniepru. Ukraińska firma energetyczna DTEK oświadczyła również, że elektrownia cieplna została „poważnie uszkodzona” w wyniku ataku. Przedsiębiorstwo wodociągowe Dniprovodokanal poinformował, że z powodu przerw w dostawie prądu została wstrzymana praca przepompowni. Mer Dniepru powiedział, że trwała ewakuacja szpitala w Dnieprze oraz zamknięto szkoły po rosyjskim ataku. W wyniku rosyjskiego ostrzału w obwodzie charkowskim zginęły trzy osoby. Dwie kolejne zginęły w oddzielnych atakach w Nikopolu i obwodzie chersońskim. Rosyjscy urzędnicy w obwodzie ługańskim stwierdzili, że w wyniku ukraińskiego ostrzału w Kreminnej zginęły trzy osoby. Gubernator Ołeh Siniehubow powiedział, że „ok. 11:00 rano wojska rosyjskie rozpoczęły ostrzał artyleryjski centralnej części Wołczańska. W czasie ostrzału ludzie przebywali na lokalnym rynku”. Jedna osoba zginęła, a jedna została ranna.
Według doniesień wielu rosyjskich kanałów na Telegramie i blogerów wojennych SZ Rosji przeprowadziły ataki rakietowe na poligon ukraińskich sił zbrojnych w mieście Sełydowe, położonym 40 km od Doniecka, w wyniku czego zginęło setki ukraińskich żołnierzy. Kanał „Rybar” na Telegramie podał, że do ataku użyto rakiet Iskander z amunicją kasetową. Dowódca Zgrupowania Tauryda generał Ołeksandr Tarnawski stwierdził, że te doniesienia nie odpowiadały rzeczywistości. Według niego armia rosyjska zaatakowała przy użyciu wyrzutni rakietowych wioskę Tsukuryne położoną 8 km od Sełydowego, gdzie nie odnotowano ofiar.
Według OSW Rosja poszerzyła kontrolowany obszar w północno-zachodniej części Awdijiwki, odcinając centrum od kombinatu koksochemicznego. Trwały walki o obszar przemysłowy pomiędzy linią kolejową a Industrialnym Prospektem, arterią stanowiącą zachodnią granicę miasta i jednocześnie trasę zaopatrzeniową. Według niektórych źródeł wykorzystywanie szlaku stało niemożliwe. Ze względu na postępy rosyjskie na południowy zachód od miasta, to znalazło się ono w operacyjnym okrążeniu. Odległość pomiędzy punktami kontrolowanymi przez Rosjan skurczyła w najwęższym miejscu do 3 km, a do fizycznego przecięcia Industrialnego Prospektu podobno brakować 300–700 m. Nowe dowództwo ukraińskiej podjęło decyzję o przerzuceniu pod Awdijiwkę dodatkowych sił i utrzymaniu obrony miasta. Ukraińskie źródła podały, że chodzi o pozostającą w odwodzie elitarną 3 Brygadę Szturmową, która wraz z 47 Brygadą Zmechanizowaną miałaby dokonać uderzenia na północną flankę sił rosyjskich i w ten sposób odciągnąć je od drogi zaopatrzenia Ukraińców. Z kolei rosyjskie dowództwo zintensyfikowało działania na pozostałych kierunkach na zachód od Doniecka. Rosjanie osiągnęli zdobycze terenowe w miejscowości Perwomajśke na skrzydle południowo-zachodniej flanki Awdijiwki, jak również na zachód i południe od Marjinki, gdzie wkroczyli do Hryhoriwki i Nowomychajliwki oraz na zachód od Bachmutu. Nieznaczne postępy odnotowali też na pozostałych kierunkach: na wschód od Siewierska, na zachód od Kreminnej, na północny wschód i południowy wschód od Kupiańska oraz na południe od Orichiwa.
Senat Stanów Zjednoczonych przyjął ustawę przewidującą finansowanie Ukrainy w wysokości 61 miliardów dolaró. W głosowaniu Senat przyjął poprawkę stosunkiem głosów 70–29, z łatwością przekraczając próg 60 głosów niezbędny do przyjęcia większości ustaw w izbie. Prawie wszyscy Demokraci i 22 Republikanów zatwierdzili ustawę.
Międzynarodowy Instytut Studiów Strategicznych (IISS) podał, że w 2023 roku Rosja straciła ok. 1120 czołgów oraz ok. 2000 pojazdów opancerzonych i bojowych wozów piechoty, a od początku wojny na Ukrainie ponad 3000 czołgów oraz 5600 pojazdów opancerzonych i bojowych wozów piechoty, dodając jednak, że Rosja nadal miała w magazynach wystarczającą liczbę pojazdów opancerzonych niższej jakości, aby móc uzupełniać straty przez jeszcze ok. trzy lata wojny.

### 14 lutego

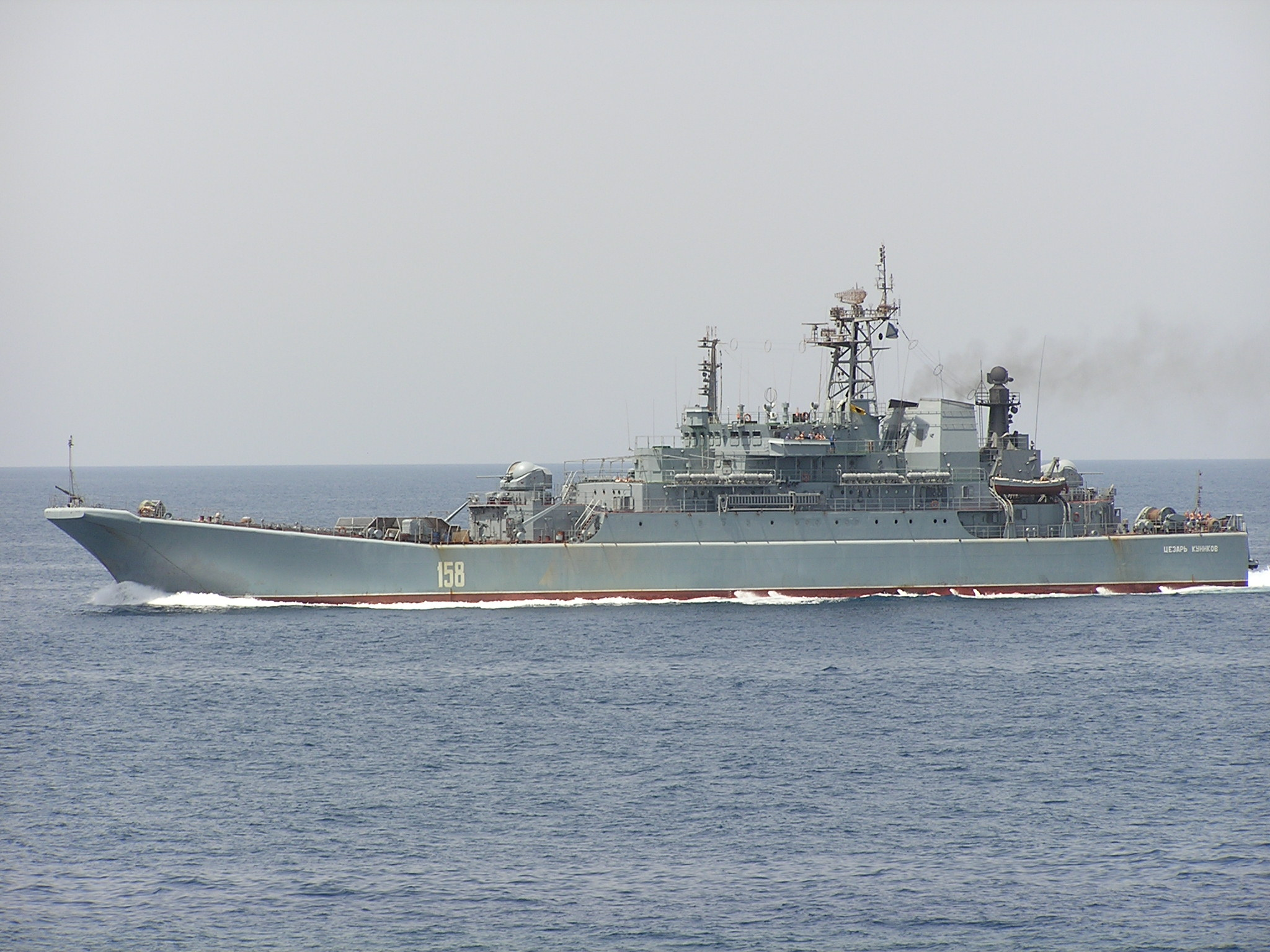
Rosyjski okręt desantowy „Cezar Kunikow” na Morzu Czerwonym.

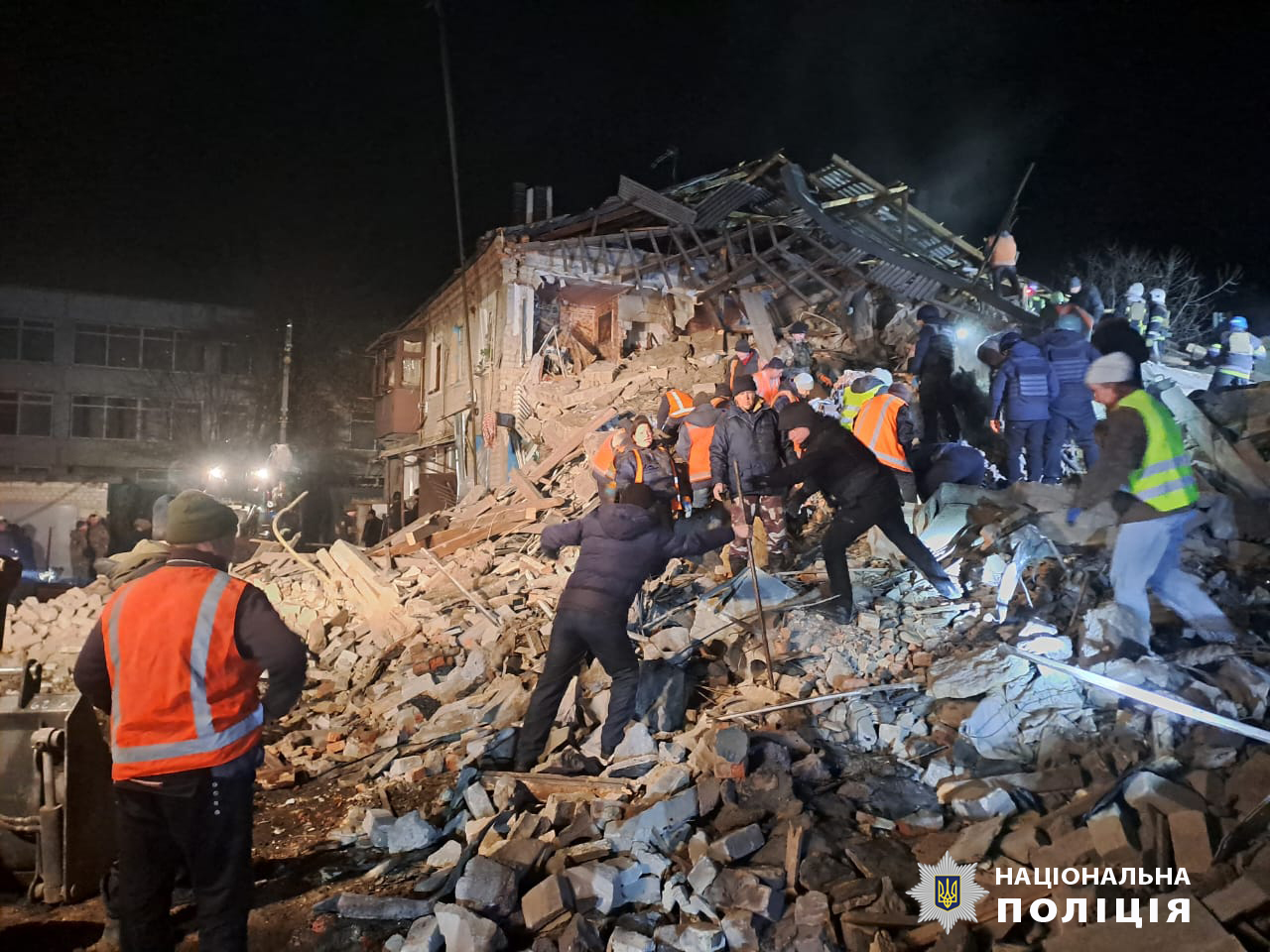
Budynek mieszkalny w miejscowości Wełykyj Burłuk po rosyjskim ataku rakietowym; dwie osoby zginęły, a trzy zostały ranne.

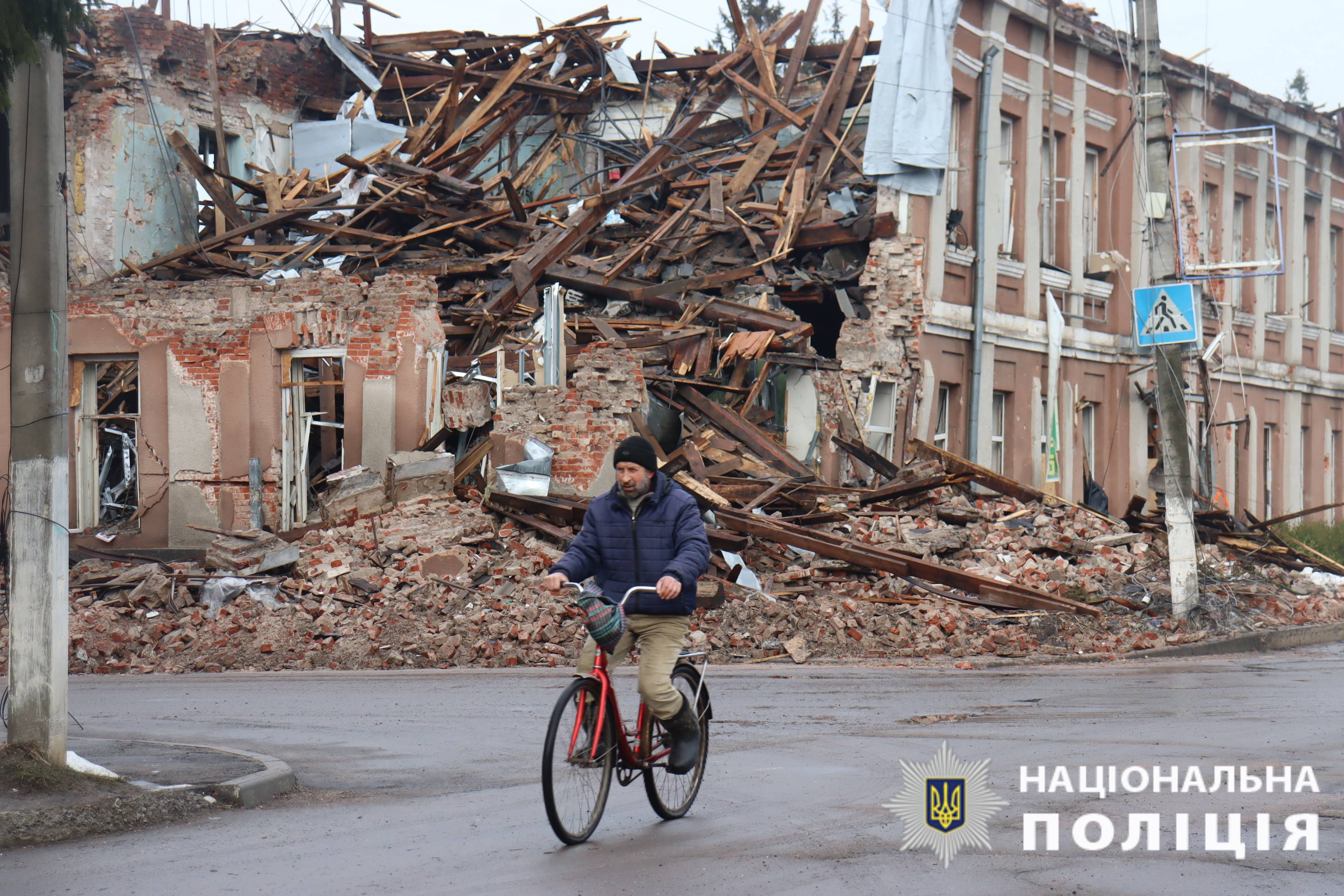
Budynek w Wołczańsku (ul. Soborna 98) po rosyjskim ostrzale.

Rzecznik Zgrupowania Tauryda Dmytro Łychowa powiedział, że: „Na razie sytuacja na linii bojowej jest dynamiczna i może zmieniać się dosłownie co godzinę... Na wypadek przecięcia przez nieprzyjaciela głównej arterii logistycznej nasze dowództwo zapewniło zapasowe trasy zaopatrzenia”. Według niego od kilku dni w Awdijiwce trwały walki uliczne, a sytuacja wymuszała zmianę taktyki walki. Dodał także, że sytuacja w mieście jest „napięta, ale kontrolowana”. Rosjanie skoncentrowali ok. 50 tys. ludzi na kierunku awdijiwskim. Naczelny Dowódca armii ukraińskiej generał Ołeksandr Syrski powiedział, że wraz z ministrem obrony Umierowem odwiedzili stanowiska dowodzenia w pobliżu Awdijiwki i Kupiańska, aby wysłuchać raportów dowódców. Syrski stwierdził, że: „Rosyjscy okupanci w dalszym ciągu wzmagali wysiłki i mieli przewagę liczebną pod względem kadrowym. Nie patrzą na straty i nadal stosują taktykę «szturmów mięsnych». (...) Wróg aktywnie wykorzystywał lotnictwo, zadając zniszczenia kierowanymi bombami powietrznymi, prowadząc ciężki ogień moździerzowy i artyleryjski na nasze pozycje”. Według ISW siły rosyjskie poczyniły potwierdzone postępy w pobliżu Bachmutu, Marjinki i Krynek, w ramach ciągłych walk pozycyjnych na całej linii frontu.
SG Ukrainy podał, że kontynuowano działania mające na celu rozbudowę przyczółku na lewym brzegu Dniepru, gdzie odparto siedem ataków. Rosja atakowała w kierunkach Kupiańska, Łymanu, Bachmutu, Awdijiwki, Marjinki, Szachtarska i Zaporoża, gdzie doszło do 83 starć. W kierunku kupiańskim, łymańskim i bachmuckim Ukraińcy odparli atak w pobliżu Iwaniwki, atak w okolicy Terny, oraz cztery ataki w rejonie Bohdaniwki, Iwaniwskiego, Kliszczijiwki. W kierunku awdijiwskim i marjińskim Rosjanie nadal próbowali otoczyć Awdijiwkę, jednak Ukraińcy utrzymywali obronę, odpierając 34 ataki w okolicy Awdijiwki oraz sześć w pobliżu Siewiernego i Newelskiego. Odparto także 20 ataków w pobliżu Krasnohoriwki, Pobiedy i Nowomychajliwki. W kierunku szachtarskim i zaporoskim Rosjanie przeprowadzili cztery nieudane ataki na południe od Zołotej Niwy oraz na zachód od Werbowego i Robotyne. W ciągu 24h FR przeprowadziła cztery ataki rakietowe, 106 nalotów i 95 ostrzałów na pozycje ukraińskie i obszary zaludnione (odnotowano ofiary wśród cywilów oraz zniszczoną infrastrukturę). Lotnictwo Ukrainy dokonało 10 nalotów na miejsca koncentracji i trzech na przeciwlotnicze systemy rakietowe, z kolei artyleria zaatakowała sześć obszary koncentracji, pięć jednostek artylerii, trzy magazyny amunicji i trzy środki walki radioelektronicznej.
Ukraińska prawda, powołując się na źródła ukraińskiego wywiadu, podała, że rano rosyjski okręt desantowy projektu 775/II (NATO: Ropucha) „Cezar Kunikow” został zaatakowany i zatopiony na Morzu Czarnym w pobliżu Ałupki na Krymie. Ataku dokonały ukraińskie siły specjalne „Grupy 13” przy użyciu dronów Magura V5. Później strona ukraińska oficjalnie poinformowała o zatopieniu okrętu na skutek ataku, publikując nagrania z kamer dronów; na nagraniu widać, że okręt trafiono kilka razy, następnie doszło do eksplozji, w wyniku której przechylił się na bok i zatonął. Według wywiadu ukraińskiego, okręt załadowany był sprzętem wojskowym.
Ok. 22:30 wojska rosyjskie przypuściły atak na Sełydowe w obwodzie donieckim. Uszkodzonych zostało dziewięć budynków mieszkalnych i budynek centralnego szpitala miejskiego. Zginęły trzy osoby, a 12 zostało rannych, w tym czworo dzieci. Gubernator Wadym Fiłaszkin powiedział, że ok. 14:00 Rosja przeprowadziła atak na Mikołajówkę w obwodzie donieckim, zabijając dwie kobiety w wieku 62 i 74 lat oraz raniąc co najmniej jedną osobę. Prokuratura regionalna podała, że liczba ofiar śmiertelnych ataku na Wełykyj Burłuk wzrosła do czterech, a pięć osób zostało rannych. Siły rosyjskie przeprowadziły atak ok. 16:00, a według gubernatora Ołeha Siniehubowa najprawdopodobniej użyto rakiet S-300. Szef Chersońskiej Administracji Wojskowej Roman Mroczko powiedział, że pięć osób zostało rannych w rosyjskim ataku na Chersoń. Podczas ataku uszkodzono także domy i wywołano pożary w mieście.
Urzędnicy z ponad 50 krajów uczestniczyli w 19. spotkaniu Ukraińskiej Grupy Kontaktowej ds. Obronności w formacie „Ramstein”. Sekretarz obrony Lloyd Austin powiedział, że spotkanie będzie dotyczyć krótkoterminowych nadzwyczajnych potrzeb Ukrainy, a mianowicie artylerii, amunicji i rakiet przeciwlotniczych. Po raz pierwszy w spotkaniu wziął udział nowy Naczelny Dowódca SZ Ukrainy generał Ołeksandr Syrski. Minister obrony Rustem Umierow stwierdził, że „Koalicja zintegrowanej obrony przeciwlotniczej i przeciwrakietowej oficjalnie rozpoczęła pracę. Przyłączyło się do niej już 15 krajów. Jestem wdzięczny Niemcom, Francji i USA za ich przywództwo”. Jeśli chodzi o dostawę myśliwców F16 na Ukrainę, prace przebiegały zgodnie z harmonogramem w ramach wszystkich umów z partnerami.  Minister obrony Bill Blair oświadczył na spotkaniu, że Kanada przeznaczy 44 mln dolarów na wsparcie Ukrainy w budowie floty myśliwców F-16. Z kolei minister obrony Boris Pistorius oświadczył, że Niemcy planują dostarczyć Ukrainie w 2024 roku ok. trzy–czterokrotnie większą ilość amunicji artyleryjskiej niż w 2023 roku. Australia przekazała ponad 32 miliony dolarów pomocy na rzecz Międzynarodowego Funduszu Obronnego dla Ukrainy.
Doradca USA ds. bezpieczeństwa narodowego Jake Sullivan powiedział, że ukraińskiej armii zaczyna kończyć się amunicja, m.in. w związku z  wstrzymaniem pomocy amerykańskiej oraz wezwał Kongres do szybkiego przekazania dodatkowych funduszy. Rosyjskie media opublikowały nagranie filmowe przedstawiające pozostałości pocisku GLSDB znalezione podobno w pobliżu Kreminnej. Wiceminister sprawiedliwości Ukrainy Iryna Mudra powiedziała, że Ukraina może w 2024 roku uzyskać 4 miliardy dolarów zysków z rosyjskich aktywów zamrożonych przez Unię Europejską i państwa G7, a w ciągu najbliższych czterech lat kwota ta może wynieść od 15 do 18 miliardów dolarów.
Wywiad ukraiński opublikował listę 141 obywateli Syrii zwerbowanych przez Rosję do armii rosyjskiej i ataku na Ukrainę. Najmłodszy urodził się w 2001 roku, natomiast najstarszy w 1973 roku. Po przeszkoleniu zagraniczni bojownicy byli wysyłani do Rosji, otrzymywali rosyjskie paszporty i byli mobilizowani do armii rosyjskiej.

### 15 lutego

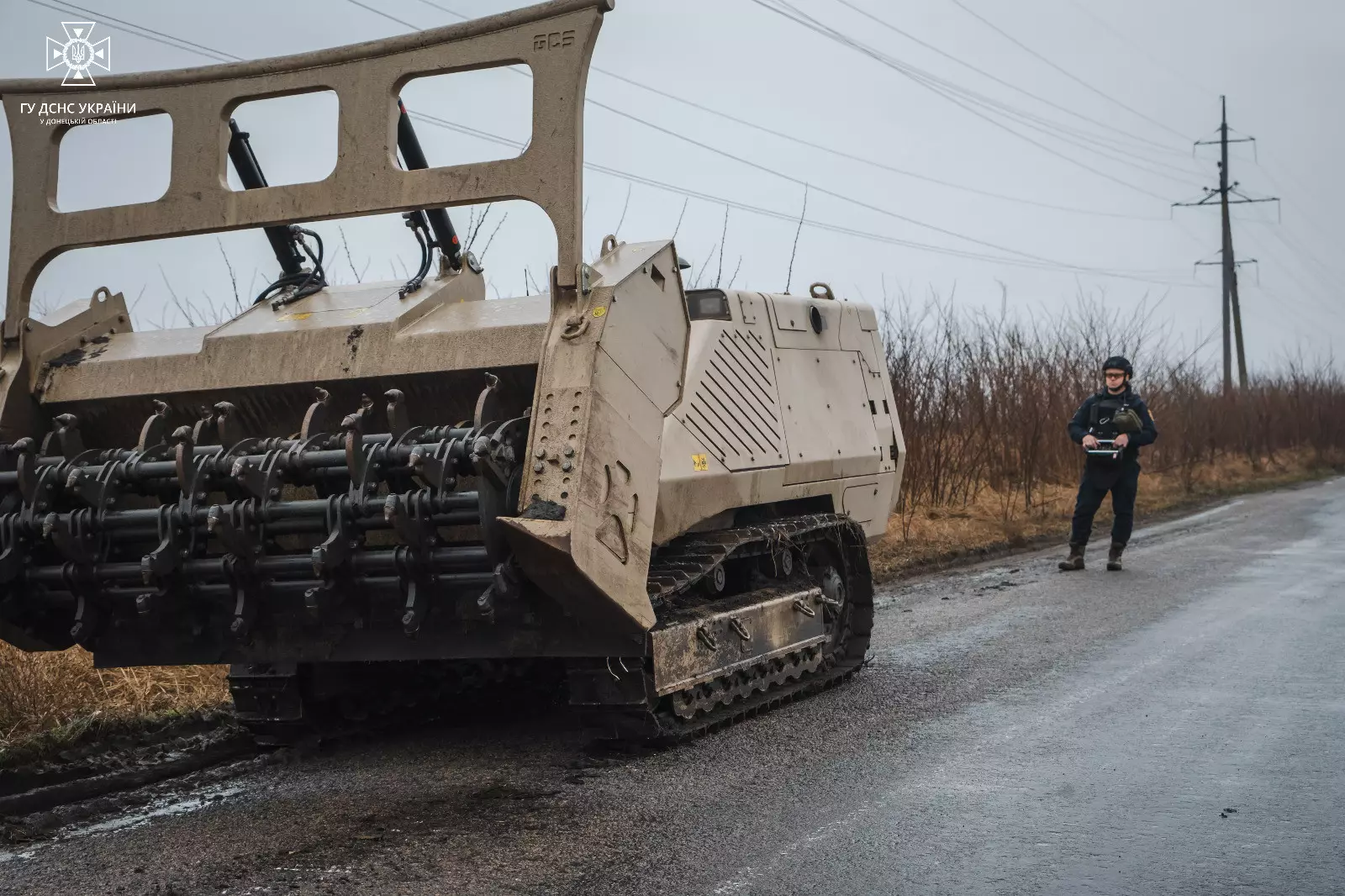
Pojazd do rozminowywania w obwodzie donieckim.

Ukraińska 3 Brygada Szturmowa potwierdziła, że została „pilnie” przerzucona do Awdijwki w celu wzmocnienia wojsk ukraińskich, w szczególności 110 Brygady Zmechanizowanej, dodając, że sytuacja była tam „wyjątkowo krytyczna” i twierdząc, że zadała „krytyczne straty” dwóm rosyjskim batalionom. Odparto 14 rosyjskich ataków. Dowódca 3 Brygady Andrij Biletski stwierdził, że wojsko było zmuszone walczyć „w promieniu 360 stopni z coraz to nowymi brygadami, które tworzył wróg”. Siły wroga na tym odcinku obejmowały ok. 7 brygad. Dowódca Zgrupowania Tauryda generał Ołeksandr Tarnawski stwierdził, że według stanu na 23:00 „sytuacja w Awdijiwce była trudna, ale pod kontrolą”. Według doniesień, podczas bitwy o Awdijiwkę wojsko ukraińskie musiało porzucić główny szlak zaopatrzeniowy do miasta. Od tego czasu zaopatrzenie i ewakuacja z miasta stały się trudniejsze, jednak według ukraińskich informacji były one realizowane przygotowaną alternatywną trasą.
W opinii ISW zwycięstwo wojsk rosyjskich w Awdijiwce nie będzie dla Kremla sukcesem taktycznym, jednak da mu korzyści polityczne i propagandowe. Władimir Putin będzie próbował prezentować zdobycie miasta jako „ważne zwycięstwo, ugruntowujące kontrolę nad okupowanym Donieckiem”. Siły rosyjskie prowadziły przez miasto taktyczny ruch zwrotny, który zmusi Ukraińców do wycofania się ze swoich pozycji. Siły ukraińskie nie wycofały się jeszcze całkowicie z Awdijiwki i w dalszym ciągu uniemożliwiały Rosjanom osiągnięcie postępów bardziej znaczących. Tymczasem wojska rosyjskie poczyniły potwierdzone postępy w pobliżu Kupiańska, Bachmutu, Awdijiwki oraz na granicy obwodu donieckiego i zaporoskiego.
Sztab Ukrainy podał, że kontynuowano działania mające na celu rozbudowę przyczółku na lewym brzegu Dniepru, gdzie odparto trzy ataki. FR atakowała w kierunkach Kupiańska, Łymanu, Bachmutu, Awdijiwki, Marjinki i Szachtarska, gdzie doszło do 95 starć. W kierunku kupiańskim, łymańskim i bachmuckim Ukraińcy odparli trzy ataki w pobliżu Sinkiwki i Iwaniwki, sześć ataków w okolicy Terny, Jampoliwki i Wesełego, oraz cztery ataki w rejonie Bohdaniwki, Iwaniwskiego, Kliszczijiwki i Andrijiwki. W kierunku awdijiwskim i marjińskim Rosjanie nadal próbowali otoczyć Awdijiwkę, jednak Ukraińcy utrzymywali obronę, odpierając 28 ataków w okolicy Awdijiwki i Lastoczkine oraz pięć w pobliżu Perwomajskiego i Newelskiego; podjęto decyzję o planowanym wzmocnieniu oddziałów i przeprowadzono manewrowanie wojskami na zagrażających kierunkach. Odparto także 34 ataki w pobliżu Krasnohoriwki, Georgijiwki, Pobiedy i Nowomychajliwki. W kierunku szachtarskim Rosjanie przeprowadzili trzy nieudane ataki na południe od Preczystiwki i w rejonie Statomajorśkiego. W ciągu 24h FR przeprowadziła 34 ataki rakietowe, 85 nalotów i 114 ostrzałów na pozycje ukraińskie i obszary zaludnione (odnotowano ofiary wśród cywilów oraz zniszczoną infrastrukturę). Lotnictwo Ukrainy dokonało 12 nalotów na miejsca koncentracji, z kolei artyleria zaatakowała stanowisko dowodzenia, trzy obszary koncentracji, jednostkę artylerii, skład amunicji i stację radarową.
W nocy Rosja wystrzeliła w kierunku Ukrainy 26 pocisków, w tym 12 rakiet manewrujących Ch-101/Ch-555/Ch-55, sześć rakiet balistycznych Iskander-M/KN-23, dwie rakiety manewrujące Kalibr, cztery rakiety manewrujące Ch-59 i dwie rakiety S-300. Ukraińska obrona przeciwlotnicza zestrzeliła 13 pocisków, w tym osiem Ch-101/Ch-555/Ch-55, jeden Iskander, dwa Kalibry i dwie Ch-59. W wyniku ataku rakietowego zginęła co najmniej jedna osoba, a 13 zostało rannych oraz doszło do zniszczeń w obwodach lwowskim, zaporoskim, dniepropetrowskim i iwanofrankiwskim. Mer Halyna Minajjewa powiedziała, że ok. północy czasu lokalnego co najmniej jedna osoba zginęła w wyniku rosyjskiego ataku rakietowego na Czuhujew w obwodzie charkowskim. W okolicy odnotowano dwie eksplozje. Gubernator Ołeh Siniehubow podał, że w rosyjskim ataku (za pomocą dwóch bomb lotniczych) na wieś Czorne w obwodzie charkowskim zginęły trzy osoby. Jedna bomba uderzyła w samochód, w wyniku czego zginęły 58-letnia kobieta, 56-letni mężczyzna i 17-letnia dziewczyna. Prokuratura Okręgowa w Charkowie stwierdziła, że w oddzielnym ataku na wieś Dworiczna rannych zostało dwóch mężczyzn. Administracja Wojskowa obwodu chersońskiego podała, że siły rosyjskie uderzyły w Chersoń, zabijając 70-letnią kobietę. Regionalna administracja wojskowa oświadczyła, że ok. 17:00 Rosja przeprowadziła atak rakietowy (za pomocą BM-27 Uragan) na wieś Zoria w obwodzie donieckim, zabijając 83-letnią kobietę i raniąc dwóch mężczyzn w wieku 71 i 41 lat. W wyniku ataku uszkodzonych zostało osiem domów, wieżowiec i szkoła.
Według rosyjskich urzędników ok. 12:00 Ukraina wystrzeliła kilka rakiet w kierunku obwodu biełgorodzkiego. Ministerstwo Obrony Rosji oświadczyło, że obrona przeciwlotnicza zniszczyła 14 pocisków, ale jeden trafił i „poważnie uszkodził” centrum handlowe „Magnit” w Biełgorodzie, zabijając co najmniej siedem osób, w tym dzieci, i raniąc 18 kolejnych. Kolejny pocisk uderzył w stadion sportowy. W siedmiu prywatnych gospodarstwach odnotowano różne zniszczenia: wybite okna, uszkodzone dachy i płoty oraz zniszczone samochody. Rosja stwierdziła, że rakiety wystrzelono z RM-70 Vampire. Gubernator Roman Starowojt powiedział, że ok. 0:20 ukraiński dron trafił w rafinerię ropy naftowej w pobliżu wsi Polewaja w obwodzie kurskim, w wyniku czego doszło do dużego pożaru. Nie odnotowano ofiar. Rosyjskie media podały, że doszło do eksplozji w fabryce w Bijsku w Kraju Ałtajskim na Syberii, produkującej amunicję, paliwo stałe do silników rakietowych oraz materiały wybuchowe do celów przemysłowych. Mer miasta Wiktor Szczegrew powiedział, że eksplozja była częścią procesu technologicznego firmy i nie ma się czym martwić.
Niemieckie Ministerstwo Obrony poinformowało, że w zeszłym tygodniu generalny inspektor Bundeswehery Carsten Breuer odwiedził Ukrainę i zobowiązał się udzielić Ukraińcom wsparcia o wartości 107 mln dolarów, obejmujące pojazdy MRAP, drony, 77 ciężarówek MULTI 1A1, środki medyczne i części zamienne do różnych systemów uzbrojenia. Minister obrony Grant Shapps ogłosił, że Wielka Brytania i Łotwa będą wspólnie przewodzić koalicji sojuszników, w ramach której na Ukrainę dostarczone zostaną tysiące dronów, w tym drony FPV umożliwiające podgląd na żywo. Szef wywiadu ukraińskiego generał Kyryło Budanow oświadczył, że wojsko rosyjskie na Ukrainie korzystało z tysięcy terminali łączności satelitarnej Starlink wyprodukowanych przez SpaceX. Rosyjskie wojsko pozyskało odpowiedni sprzęt za pośrednictwem prywatnych firm lub innych krajów prorosyjskich.
Organizacja Narodów Zjednoczonych, Bank Światowy i rząd Ukrainy podały, że materialne szkody wojenne na Ukrainie wyniosły co najmniej 152 miliardy dolarów.

### 16 lutego

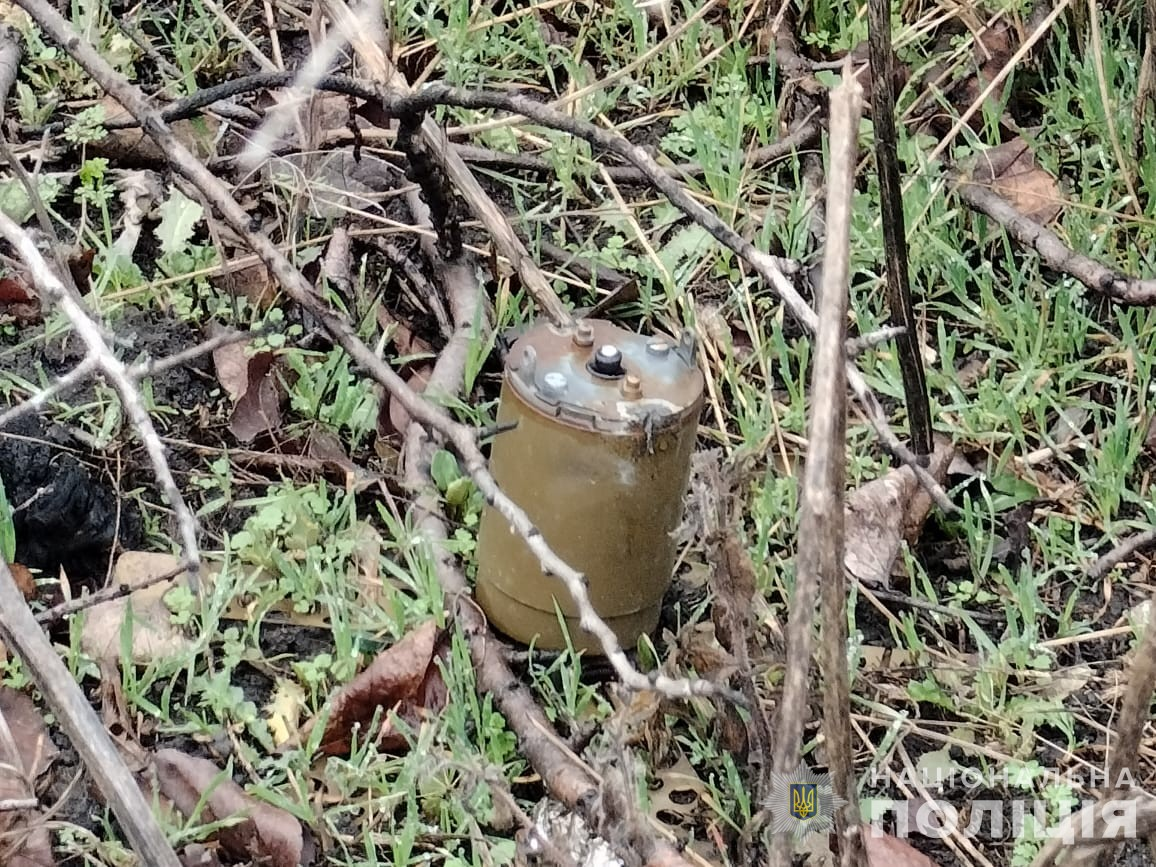
Rozminowywanie terytoriów w rejonie berysłańskim, gdzie toczyły się walki podczas rosyjskiej inwazji. W jednym ze zniszczonych gospodarstw policyjni technicy znaleźli trzy miny przeciwpiechotne POM-2.

Dowódca Zgrupowania Tauryda generał Ołeksandr Tarnawski powiedział, że w związku z coraz trudniejszą sytuacją w mieście frontowym Awdijiwka armia ukraińska wycofała się z kompleksu obrony powietrznej Zenit na południowy wschód od miasta; obiekt od 2014 roku był ważnym punktem oporu. Później Tarnawski stwierdził, że według stanu na 13:00 czasu lokalnego w Awdijiwce nie było żadnego otoczonego wojska ukraińskiego, podkreślając, że życie żołnierzy jest najważniejsze. Wieczorem Tarnawski powiedział, że zacięte walki w mieście nadal trwały. Rosja wysyłała „wszystkie siły rezerwowe” do ataku na miasto i przerzucała wojska z innych oddziałów. Tego dnia wojska ukraińskiej odparły 30 ataków, a Rosja przeprowadziła 20 nalotów i wystrzeliła ponad 150 pocisków artyleryjskich. Ukraińska 3 Brygada Szturmowa oświadczyła, że jej wojska zostały niedawno rozmieszczone w Awdijiwce i wówczas na froncie walczyła z ok. 15 tys. żołnierzy rosyjskich. Podczas bitwy brygada zniszczyła rosyjską 74 i 114 Brygadę Strzelców Zmotoryzowanych, w których 4200 żołnierzy rosyjskich zostało zabitych lub rannych. Brygada poinformowała, że Rosjanie używali bomb fosforowych, powodując pożary zbiorników z olejem opałowym na terenie miejscowych zakładów koksochemicznych. Według ISW siły ukraińskie zaczęły wycofywać się z Awdijiwki, a siły rosyjskie skupiały się na utrudnianiu całkowitego wycofania się Ukrainy lub zapobieganiu mu. Wojska rosyjskie poczyniły potwierdzone postępy wzdłuż linii Kupiańsk–Swatowe–Kreminna, na północny zachód od Bachmutu i w pobliżu Awdijiwki.
Sztab Ukrainy podał, że kontynuowano działania mające na celu rozbudowę przyczółku na lewym brzegu Dniepru, gdzie odparto cztery ataki. FR atakowała w kierunkach Kupiańska, Łymanu, Bachmutu, Awdijiwki, Marjinki i Zaporoża, gdzie doszło do 90 starć. W kierunku kupiańskim, łymańskim i bachmuckim Ukraińcy odparli trzy ataki w pobliżu Sinkiwki, 17 ataków w okolicy Terny, Jampoliwki, Torśkiego i Biłohoriwki, oraz 13 ataków w rejonie Bohdaniwki, Iwaniwskiego, Kliszczijiwki i Andrijiwki. W kierunku awdijiwskim i marjińskim Ukraińcy odparli 38 ataków w okolicy Awdijiwki, Lastoczkine i Berdyczi oraz pięć w pobliżu Perwomajskiego i Newelskiego. Odparto także 12 ataki w pobliżu Georgijiwki i Nowomychajliwki. W kierunku zaporoskim Rosjanie przeprowadzili trzy nieudane ataki na wschód od Małej Tokmaczki. W ciągu doby Rosja przeprowadziła osiem ataków rakietowych, 55 nalotów i 137 ostrzałów na pozycje ukraińskie i obszary zaludnione (odnotowano ofiary wśród cywilów oraz zniszczoną infrastrukturę). Lotnictwo Ukrainy dokonało 11 nalotów na miejsca koncentracji i jednego na kompleks rakiet przeciwlotniczych, a artyleria uderzyła w trzy obszary koncentracji, dwa skupiska artylerii, magazyn amunicji, dwie stacje radarowe i dwa systemy przeciwlotnicze.
Władze regionalne podały, że w ciągu ostatniej doby Rosja zaatakowała dziewięć obwodów Ukrainy, zabijając co najmniej pięciu cywilów i raniąc 10 kolejnych. Administracja Wojskowa obwodu sumskiego podała, że jedna osoba zginęła w wyniku rosyjskiego ostrzału na Białopole. Według doniesień w ciągu ostatniej doby siły rosyjskie ostrzelały obwód 47 razy, gdzie zarejestrowano ponad 237 eksplozji w dziewięciu miejscowościach. Prokurator Generalny Ukrainy Andrij Kostin oświadczył, że w okresie od 30 grudnia 2023 do 7 lutego 2024 roku Rosja wystrzeliła w kierunku Ukrainy co najmniej 24 północnokoreańskie rakiety manewrujące, przeprowadzając 12 ataków na siedem obwodów ukraińskich, w których zginęło co najmniej 14 osób, a 70 innych zostało rannych.
Prezydent Alaksandr Łukaszenka stwierdził, że w ramach „operacji antyterrorystycznej” na granicy z Ukrainą złapano grupę ukraińskich i białoruskich „sabotażystów” z materiałami wybuchowymi, którzy planowali dokonać akty dywersyjne w Rosji i na Białorusi.
Prezydent Wołodymyr Zełenski przybył do Niemiec, aby podpisać z rządem niemieckim dwustronne 10-letnie (z możliwością przedłużenia) porozumienie o bezpieczeństwie przewidujące długoterminowe wsparcie dyplomatyczne, wojskowe, finansowe i humanitarne dla Ukrainy. Niemcy stały się drugim krajem, który podpisał porozumienie o bezpieczeństwie z Ukrainą; Wielka Brytania jako pierwsza zrobiła to w styczniu tego roku. Później tego samego dnia Zełenski podpisał we Francji 10-letnią dwustronną umowę o bezpieczeństwie z prezydentem Macronem, która zapewni Ukrainie dodatkowe 6 miliardów euro na potrzeby wojskowe, w tym „3 miliardy euro” w 2024 roku. Francja opowiadała się także za długoterminowym wsparciem Ukrainy do czasu jej członkostwa w NATO; Macron stwierdził, że: „Ukraina wkrótce stanie się członkiem UE, a także NATO – mam taką nadzieję. (...) Rosja Putina stała się czynnikiem destabilizacji na świecie, który odmawia Ukrainie jako państwu prawa do dokonywania własnych wyborów. Rosja coraz częściej deklaruje chęć ingerencji w nasze wybory, a ja sam stałem się ofiarą ataków informacyjnych”.
Po podpisaniu porozumienia o bezpieczeństwie, kanclerz Sholz zapowiedział, że w 2024 roku przekaże Ukrainie 7,1 mld euro pomocy wojskowej wraz z odrębnym pakietem pomocowym o wartości 1,13 mld euro, który będzie obejmował system obrony powietrznej IRIS-T i 100 rakiet, dwa zestawy systemów przeciwlotniczych Skynex, 36 haubic, w tym 18 haubic samobieżnych i 120 tys. pocisków artyleryjskich. Z kolei Macron na wspólnej konferencji prasowej z Zełenskim, ogłosił że Francja dostarczy Ukrainie pociski artyleryjskie i haubice CAESAR, a także ulepszone systemy przeciwlotnicze. Później podano, że Niemcy dostarczyły na Ukrainę 3990 szt. pocisków 155 mm, 18 transporterów opancerzonych, trzy maszyny do rozminowywania Wisent 1, 62 drony rozpoznawcze Vector (z częściami zamiennymi), RQ-35 Heidrun, Primoco One i Songbird, pojazd inżynieryjny Dachs, dziewięć pojazdów do usuwania min i cztery pojazdy straży granicznej.
Reuters, powołując się na anonimowych urzędników z Departamentu Obrony USA, podał, że Rosja wydała do lutego 2024 roku na operacje wojskowe na Ukrainie aż 211 miliardów dolarów oraz. Jeśli chodzi o utratę wzrostu gospodarczego, wojna kosztowała Rosję 1,3 biliona dolarów w porównaniu z wcześniej oczekiwanym wzrostem gospodarczym do 2026 roku. The Washington Post podał, powołując się na wewnętrzne archiwa rosyjskie, że od 2023 roku Rosja powołała grupę zadaniową ds. dezinformacji, której zadaniem było dyskredytacja prezydenta Zełenskiego i stworzenie podziału między narodem ukraińskim a ukraińskimi przywódcami.

### 17 lutego

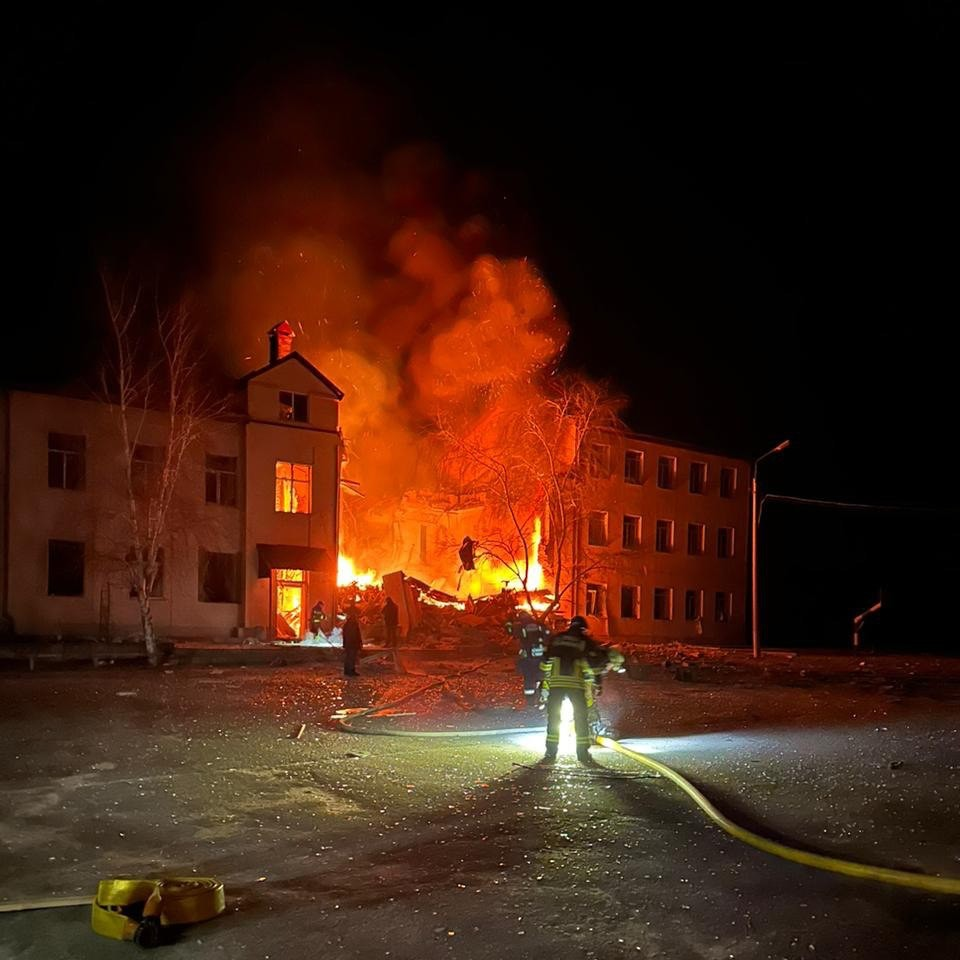
Szkoła w Słowiańsku po wieczornym rosyjskim ataku rakietowym; zginęła jedna osoba.

Naczelny Dowódca armii ukraińskiej generał pułkownik Ołeksandr Syrski nakazał wycofanie się wszystkim oddziałom ukraińskim walczącym w Awdijiwce, aby uniknąć ich okrążenia przez wojska rosyjskie. Prezydent Zełenski stwierdził, że decyzja została podjęta ze względu na ratowanie życia żołnierzy. Generał Ołeksandr Tarnawski powiedział, że: „Zgodnie z otrzymanym rozkazem opuścili Awdijiwkę na wcześniej przygotowane stanowiska. W sytuacji, gdy wróg naciera na zwłoki własnych żołnierzy z przewagą pocisków 10 do 1, pod ciągłym bombardowaniem, jest to jedyne słuszne rozwiązanie. Otoczenie jest zabronione, personel został wycofany, a nasi żołnierze podjęli obronę na wyznaczonych granicach”. Wycofanie wojsk ukraińskich z miasta odbyło się zgodnie z planem, jednak na ostatnim etapie schwytano wielu ukraińskich żołnierzy. Później tego samego dnia miasto padło pod wpływem sił rosyjskich, a grupy oporu pozostały jedynie w Zakładach Koksochemicznych. Rosyjskie Ministerstwo Obrony poinformowało, że Rosja zajęła ok. 32 km² terytorium. Według ISW wojska rosyjskie atakowały również wieś Robotyne i zajęły pozycje na południe od niej. Z kolei Ukraina przeprowadziła atak rakietowy na tylne pozycje Rosjan. Dowództwo Operacyjne „Zachód” poinformowało, że atak został odparty, a udział w nim wzięło 30 szt. sprzętu i „dość duża” liczba oddziałów wroga.
Według ISW wojska rosyjskie pod Awdijiwką zdołały, po raz pierwszy od początku wojny, uzyskać czasową i lokalną przewagę w powietrzu oraz zapewnić swoim wojskom osłonę z powietrza, głównie dzięki masowemu zastosowaniu szybujących bomb lotniczych. Według strony ukraińskiej 17 lutego Rosjanie użyli w atakach na pozycje ukraińskie 60 bomb KAB, a w ciągu kilku dni – aż 500, z kolei źródła rosyjskie mówiły o zastosowaniu nawet 250 KAB w ciągu doby w jednym z rejonów. Opóźnienia w zachodniej pomocy wojskowej mogą prowadzić do dalszych znaczących ograniczeń ukraińskiej przeciwlotnczej, co mogłoby pozwolić wojskom rosyjskim na odtworzenie wsparcia powietrznego na bliskim dystansie, które ułatwiło rosyjski postęp w Awdijiwce. Tymczasem siły rosyjskie poczyniły potwierdzone postępy w pobliżu Bachmutu i Awdijiwki oraz w zachodnim obwodzie zaporoskim.
SG Ukrainy podał, że kontynuowano działania mające na celu rozbudowę przyczółku na lewym brzegu Dniepru, gdzie odparto dwa ataki. Rosja atakowała w kierunkach Łymanu, Bachmutu, Awdijiwki, Marjinki, Szachtarska i Zaporoża, gdzie doszło do 82 starć. W kierunku łymańskim i bachmuckim Ukraińcy odparli 12 ataków w okolicy Terny, Jampoliwki, Torśkiego i Biłohoriwki, oraz 14 ataków w rejonie Iwaniwskiego, Kliszczijiwki i Andrijiwki. W kierunku awdijiwskim i marjińskim Ukraińcy odparli 14 ataków w pobliżu Lastoczkine oraz 23 ataki w pobliżu Georgijiwki, Pobiedy i Nowomychajliwki. W kierunku szachtarskim i zaporoskim Rosjanie przeprowadzili 15 nieudanych ataków na południe od Preczistiwki, na zachód od Staromajorśkiego oraz na zachód od Werbowego i Robotyne. W ciągu dnia Rosja przeprowadziła 13 ataków rakietowych, 104 naloty i 169 ostrzałów na pozycje ukraińskie i obszary zaludnione (odnotowano ofiary wśród cywilów oraz zniszczoną infrastrukturę). Lotnictwo ukraińskie dokonało 14 nalotów na miejsca koncentracji i trzech na kompleksy rakiet przeciwlotniczych, z kolei artyleria uderzyła w obszar koncentracji, dwa punkty kontrolne, cztery jednostki artylerii, cztery składy amunicji i stację walki radioelektronicznej.
Gubernator Ołeksandr Prokudin poinformował, że siły rosyjskie uderzyły w Chersoń, zabijając 49-letniego mężczyznę i raniąc dwóch kolejnych mieszkańców. Regionalna administracja wojskowa podała, że Rosjanie ostrzelali siedem miejscowości w obwodzie sumskim, zabijając jedną osobę i raniąc drugą oraz uszkadzając domy i budynki gospodarcze. W ciągu doby rosyjskie wojsko przeprowadziło 53 ataki, powodując 253 eksplozje. Gubernator Wadym Fiłaszkin powiedział, że ok. 20:00 Rosja przeprowadziła ataki rakietowe na Kramatorsk i Słowiańsk, zabijając co najmniej dwie osoby i więżąc pod gruzami trzy osoby. Gubernator poinformował, że trzema rakietami uderzono w strefę przemysłową i obszary mieszkalne. Gubernator Ołeh Siniehubow poinformował, że ok. 13:30 czasu lokalnego Rosja zaatakowała centrum Kupiańska bombami lotniczymi, zabijając dwie osoby i raniąc co najmniej cztery. Eksplozje zniszczyły trzy 2-piętrowe budynki mieszkalne i uszkodziły co najmniej 10 domów prywatnych. Według szefa lokalnej policji siły rosyjskie zrzuciły na miasto co najmniej 12 bomb. Mołdawska policja graniczna poinformowała, że w pobliżu wioski Etulia Nouă znaleziono fragmenty rosyjskiego drona Shahed 136.
Rosyjscy gubernatorzy twierdzili, że ok. 14 ukraińskich dronów zostało zestrzelonych nad obwodami biełgorodzkim, kałuskim, briańskim i woroneskim. Rosyjskie Regionalne Służby Ratunkowe poinformowały, że w Iżewsku w Republice Udmurckiej wybuchł pożar firmy produkującej drony; firma produkuje głównie taktyczne drony rozpoznawcze „Granat-4”. Nie wiadomo, czy pożar miał związek z Ukrainą. Dowódca Sił Powietrznych Mykoła Ołeszczuk podał, że nad ranem Ukraińcy zestrzelili dwa rosyjskie Su-34 i jeden Su-35 nad wschodnią Ukrainą.
Na Konferencji Bezpieczeństwa w Monachium premier Danii Mette Frederiksen ogłosiła przeniesienie całej zmagazynowanej w kraju amunicji artyleryjskiej na Ukrainę i wezwała kraje zachodnie, aby uczyniły to samo. Stwierdziła, że: „Przykro mi, przyjaciele, w Europie jest sprzęt wojskowy, to nie jest tylko kwestia produkcji. Mamy broń, amunicję, systemy obrony powietrznej, których jeszcze nie używamy. Należy je przekazać Ukrainie”. Prezydent Czech Petr Pavel na Konferencji Bezpieczeństwa powiedział, że jego rząd zidentyfikował ok. 800 tys. pocisków na rynku światowym. Dodał, że jego kraj może dostarczyć „pół miliona pocisków 155 mm i 300 tys. pocisków 122 mm” Ukrainie w ciągu kilku tygodni, jeśli znajdą się fundusze. Rheinmetall założył spółkę joint venture w celu otwarcia fabryki na Ukrainie, która produkowałaby setki tys. pocisków artyleryjskich 155 mm rocznie.
Prezydent USA Joe Biden przeprowadził rozmowę telefoniczną z prezydentem Zełenskim, aby potwierdzić wsparcie dla Ukrainy i wyjaśnić, że Kongres USA musi zostać pociągnięty do odpowiedzialności za decyzję o wycofaniu wojsk ukraińskich z Awdijiwki ze względu na zmniejszone dostawy amunicji. Departament Sprawiedliwości ogłosił, że przekaże Ukrainie przez Estonię ok. 500 tys. dolarów rosyjskich funduszy, aby pomóc Ukrainie. Był to drugi przypadek przekazania Ukrainie przez Stany Zjednoczone skonfiskowanych rosyjskich funduszów.
Prezydent Wołodymyr Zełenski przybył do Monachium i wziął udział w Konferencji Bezpieczeństwa, wygłaszając przemówienie, w którym wzywał sojuszników do zapewnienia większej pomocy w zakresie bezpieczeństwa w obliczu niedoborów amunicji i niedawnego wycofania wojsk z Awdijiwki. Brak amunicji artyleryjskiej i zdolności dalekiego zasięgu pozwalały Putinowi dostosować się do aktualnej intensywności wojny. Powiedział bez ogródek: „Proszę nie pytać narodu ukraińskiego, kiedy wojna się skończy. Zapytajcie siebie, dlaczego Putin może nadal kontynuować”. Odpowiadając na pytania na miejscu, Zełenski przyznał, że ważne jest utrzymywanie stosunków z obiema stronami w Stanach Zjednoczonych. Podkreślił, że Ukraina „zawsze chce, aby otrzymywały one prawdziwe informacje o wojnie” oraz po raz kolejny zwrócił się do byłego prezydenta USA Donalda Trumpa, zapraszając go do odwiedzenia Ukrainy i wspólnego obejrzenia walk na froncie, dzięki czemu Trump będzie mógł doświadczyć „prawdziwej wojny” zamiast „wojny na słowa” w internecie.

### 18 lutego
Według DeepState Rosjanie przeprowadzili zmasowany atak na Robotyne i Werbowe. Według doniesień siły rosyjskie przedarły się przez obronę na południowym zachodzie Werbowego. Rzecznik Zgrupowania Tauryda Dmytro Łychowij powiedział, że w obwodzie zaporoskim nie było strat na stanowiskach ukraińskich, a sytuacja w kierunku Zaporoża była stabilna. Według Łychowija podczas bitwy o Awdijiwkę całkowite straty sił rosyjskich wyniosły co najmniej 47 tys. zabitych i rannych, natomiast „w czasie zdobywania Awdijiwki zginęło 17 tys. rosyjskich żołnierzy”. W opinii ISW siłom ukraińskim prawdopodobnie uda się utworzyć nowe linie obrony niedaleko Awdijiwki, co prawdopodobnie doprowadzi do kulminacji rosyjskiej ofensywy w tym rejonie. Z kolei zwłoka w pomocy Zachodu dla Ukrainy wydawała się pomagać wojskom rosyjskim w prowadzeniu ofensyw, których celem było wywieranie presji na siły ukraińskie na kilku odcinkach frontu; wojska rosyjskie prowadziły co najmniej trzy ofensywy: wzdłuż granicy obwodu charkowskiego i ługańskiego, w Awdijiwce i okolicach oraz w pobliżu Robotynego. Tymczasem siły rosyjskie dokonały potwierdzonego postępu w zachodnim obwodzie zaporoskim w ramach ciągłych walk pozycyjnych na całej linii frontu.
Ukraiński SG poinformował, że kontynuowano działania mające na celu rozbudowę przyczółku na lewym brzegu Dniepru, gdzie odparto 16 ataków. Armia rosyjska atakowała w kierunkach Kupiańska, Łymanu, Bachmutu, Awdijiwki, Marjinki i Zaporoża, gdzie doszło do 80 starć. W kierunku kupiańskim, łymańskim i bachmuckim Ukraińcy odparli atak w pobliżu Tabajiwki, 10 ataków w okolicy Biłohoriwki, Terny i Wiimki, oraz osiem ataków w rejonie Iwaniwskiego, Kliszczijiwki i Andrijiwki. W kierunku awdijiwskim i marjińskim Ukraińcy odparli pięć ataków w pobliżu Nowobachmutiwki, Łastoczkina i Perwomajskiego oraz 18 ataków w okolicy Georgijiwki, Pobiedy i Nowomychajliwki. W kierunku zaporoskim Rosjanie przeprowadzili 10 nieudanych ataków w rejonie Robotynego. W ciągu 24h Rosja przeprowadziła trzy ataki rakietowe, 43 naloty i 102 ostrzały na pozycje ukraińskie i obszary zaludnione (odnotowano ofiary wśród cywilów oraz zniszczoną infrastrukturę). Lotnictwo ukraińskie dokonało czterech nalotów na miejsca koncentracji, z kolei artyleria ostrzelała obszar koncentracji, trzy punkty kontrolne i dwa składy amunicji.
W nocy Rosjanie wystrzelili w kierunku Ukrainy sześć rakiet S-300, trzy rakiety manewrujące Ch-22, kierowany pocisk lotniczy Ch-59 i 14 dronów szturmowych Shahed 136/131. Siły Powietrzne Ukrainy zniszczyły 12 dronów i rakietę Ch-59 w obwodach czernihowskim, sumskim, połtawskim, kirowohradzkim i dniepropetrowskim. Ponadto na kierunku wschodnim został zestrzelony kolejny rosyjski myśliwiec Su-34. Odnotowano zniszczenia na obiekcie infrastruktury w obwodzie połtawskim. Według ukraińskich źródeł wojska rosyjskie wystrzeliły rakiety w kierunku kilku miast we wschodniej Ukrainie, zabijając co najmniej trzy osoby, a inne grzebiąc pod gruzami zniszczonych budynków. Gubernator Rusłan Krawczenko powiedział, że spośród 244 placówek oświatowych uszkodzonych podczas inwazji Rosji na obwód kijowski, 198 zostało w pełni lub częściowo odrestaurowanych i zainstalowano modułowe bunkry, aby zapobiec atakom powietrznym.
Państwowa Służba Łączności Specjalnej i Ochrony Informacji Ukrainy podała, że wieczorem rosyjscy hakerzy przeprowadzili cyberataki na kilka ukraińskich mediów w celu szerzenia informacji, w tym Ukraińską prawdę, Liga.net, Apostrophe i Telegraf. Później Ukraińska prawda potwierdziła, że jej konto zostało wykorzystane do szerzenia dezinformacji na temat ukraińskiej armii.
Na nagraniu opublikowanym przez armię ukraińską było widać, że wojska rosyjskie zastrzeliły dwóch ukraińskich jeńców wojennych w okopach frontowych w obwodzie donieckim, co stanowiło naruszenie Konwencji Genewskiej i było zbrodnią wojenną. Ukraińskie nieoficjalne media śledcze Slidstvo.Info podały, że dzięki rosyjskim filmom propagandowych krewni żołnierzy zidentyfikowali ciała trzech ukraińskich żołnierzy, o których pierwotnie mówiono, że zostali schwytani w Awdijiwce. Z kolei Ukraina wszczęła śledztwo pod przewodnictwem Prokuratury Obwodowej Doniecka po ukazaniu się nagrania wideo przedstawiającego siły rosyjskie dokonujące doraźnej egzekucji ośmiu jeńców wojennych w Awdijiwce i wsi Wesełe w obwodzie donieckim.

### 19 lutego

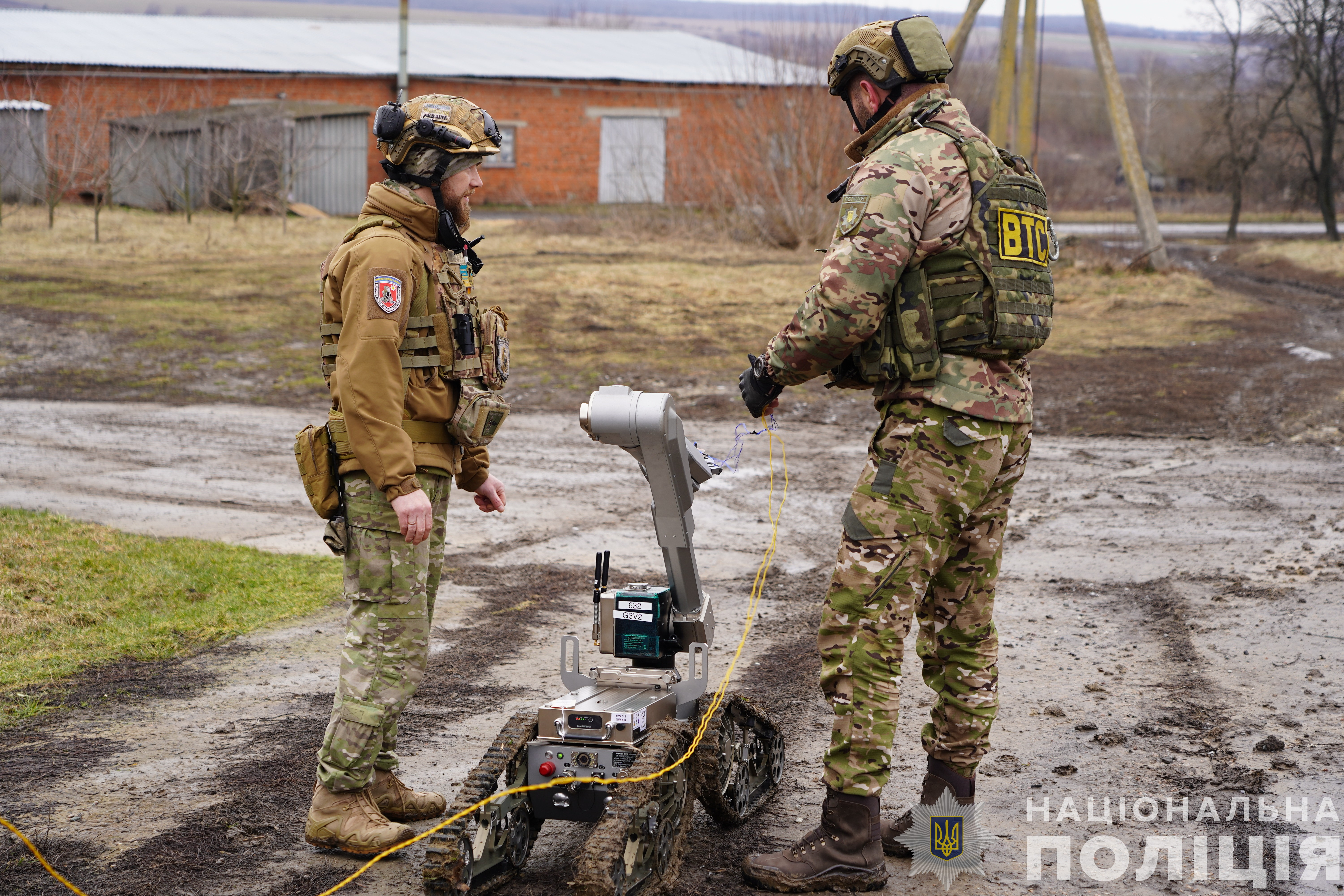
Specjaliści od materiałów wybuchowych ukraińskiej policji neutralizują ręczny granat kumulacyjny zrzucony przez rosyjskiego drona w centrum jednej z wsi obwodu sumskiego. Za pomocą robota (na zdjęciu) do granatu dostarczono ładunek wybuchowy i zdetonowano.

Brytyjskie MON podało, że w ciągu ostatniego tygodnia wojska rosyjskie przejęły kontrolę nad Awdijiwką oraz nad zakładami koksochemicznymi na północ od miasta, a siły ukraińskie wycofały się na pozycje obronne na zachód od Awdijiwki. Zdaniem Ministerstwa „wojskom rosyjskim prawdopodobnie brakowało zdolności bojowej, aby natychmiastowo wykorzystać zajęcie Awdijiwki, i będą potrzebować okresu odpoczynku i naprawy sprzętu. W nadchodzących tygodniach Rosja prawdopodobnie będzie dążyć do stopniowego rozszerzania swojej kontroli terytorialnej poza Awdijiwkę”. Według ISW ataki sił rosyjskich w rejonie Awdijiwki gwałtownie spadły po jej zdobyciu. Rzecznik Dmytro Łychowij stwierdził, że liczba rosyjskich ataków zmalała, ponieważ Rosjanie przegrupowywali się i „oczyszczali teren” z ostatnich wojsk ukraińskich. Zmniejszyła się także intensywność ostrzałów i ataków lotniczych. Tymczasem siły rosyjskie poczyniły potwierdzone postępy w pobliżu Doniecka i w zachodnim obwodzie zaporoskim.
SG Ukrainy poinformował, że kontynuowano działania mające na celu rozbudowę przyczółku na lewym brzegu Dniepru, gdzie odparto pięć ataków. FR atakowała w kierunkach Kupiańska, Łymanu, Bachmutu, Awdijiwki, Marjinki, Szachtarska i Zaporoża, gdzie doszło do 81 starć. W kierunku kupiańskim, łymańskim i bachmuckim Ukraińcy odparli cztery ataki w pobliżu Sinkiwki, sześć ataków w okolicy Terny i Biłohoriwki, oraz 14 ataków w rejonie Bohdaniwki, Iwaniwskiego, Kliszczijiwki i Andrijiwki. W kierunku awdijiwskim i marjińskim Ukraińcy odparli dziewięć ataków w pobliżu Łastoczkina, Siewiernego, Perwomajskiego i Niewelskiego oraz 21 ataków w okolicy Georgijiwki, Pobiedy i Nowomychajliwki. W kierunku szachtarskim i zaporoskim Rosjanie przeprowadzili 12 nieudanych ataków w pobliżu Staromajorśkiego oraz w okolicach Maliniwki i Robotynego. W ciągu dnia Rosja przeprowadziła siedem ataków rakietowych, 87 nalotów i 137 ostrzałów na pozycje ukraińskie i obszary zaludnione (odnotowano ofiary wśród cywilów oraz zniszczoną infrastrukturę). Lotnictwo ukraińskie dokonało 10 nalotów na miejsca koncentracji, jednego na punkt kontrolny i 10 na przeciwlotnicze systemy rakietowe, natomiast artyleria ostrzelała punkt kontrolny, cztery składy amunicji i pięć jednostek artylerii.
W godzinach nocnych Rosjanie zaatakowali terytorium Ukrainy za pomocą czterech dronów Shahed 136/131 (wystrzelonych z obwodu biełgorodzkiego), z których wszystkie zostały zniszczone przez ukraińską obronę przeciwlotniczą nad obwodem charkowskim. Dowódca Sił Powietrznych Ukrainy generał Mykoła Ołeszczuk podał, że ukraińskie wojsko zestrzeliło kolejne dwa rosyjskie myśliwce: Su-34 i Su-35S. Z kolei na rosyjskim Telegramie donoszono, że zaatakowano lokalny magazyn ropy w Makijiwce w okupowanym obwodzie donieckim, gdzie było słychać eksplozje, a w niebo unosił się gęsty dym.
Minister obrony Bill Blair ogłosił, że Kanada wyśle na Ukrainę 800 wielozadaniowych dronów SkyRanger R70. Minister obrony Kajsa Ollongren stwierdziła, że Holandia zaczęła dostarczać Ukrainie drony do obrony przed Rosją, ale faktycznej liczby nie można ujawnić. Wicepremier i Minister Transformacji Cyfrowej Mychajło Fiodorow powiedział, że Ukraina współpracuje ze SpaceX nad znalezieniem rozwiązań zakazujących Rosji korzystania z terminali satelitarnych Starlink na obszarach okupowanych.
Premier Ukrainy Denys Szmyhal przewodził 300-osobowej delegacji 80 ukraińskich firm do Tokio w Japonii, aby wziąć udział w spotkaniu poświęconym pracom nad odbudową Ukrainy. Szmyhal oświadczył po spotkaniu, że Japonia przeznaczy 1,34 miliarda dolarów na wsparcie japońskich inwestorów na Ukrainie. Japońskie Ministerstwo Spraw Zagranicznych ogłosiło, że przekaże Ukrainie pomoc w wysokości 105 mln dolarów w formie dotacji.
Kancelaria Prezydenta poinformowała, że prezydent Wołodymyr Zełenski odwiedził stanowisko dowodzenia 14 Samodzielnej Brygady Zmechanizowanej, która była zaangażowana na północno-wschodnim odcinku Kupiańska, aby omówić kwestię amunicji i innego zaopatrzenia dla żołnierzy, dronów używanych przez Rosję oraz sposobów wykorzystania walki elektronicznej przeciwko dronom. Wysłuchał raportu dowódcy brygady podpułkownika Ołeksija Trubnikowa oraz odznaczył żołnierzy, którzy wyróżnili się podczas służby. Podczas wieczornego przemówienia Zełenski powiedział, że armia ukraińska toczyła trudne bitwy na niektórych odcinkach na rozległej linii frontu, a opóźnienia zachodniej pomocy wojskowej odbijały się na ukraińskich żołnierzach, dodając, że: „Sytuacja bojowa w kilku obszarach linii frontu jest niezwykle trudna, a armia rosyjska zgromadziła na tych terenach najsilniejsze siły rezerwowe” oraz „wykorzystywała opóźnienia w pomocy dla Ukrainy”. Dodał, że „dysponujemy siłami rezerwowymi i mamy nadzieję nawiązać współpracę z sojusznikami, aby jak najszybciej zapewnić większą pomoc wojskową”.

### 20 lutego

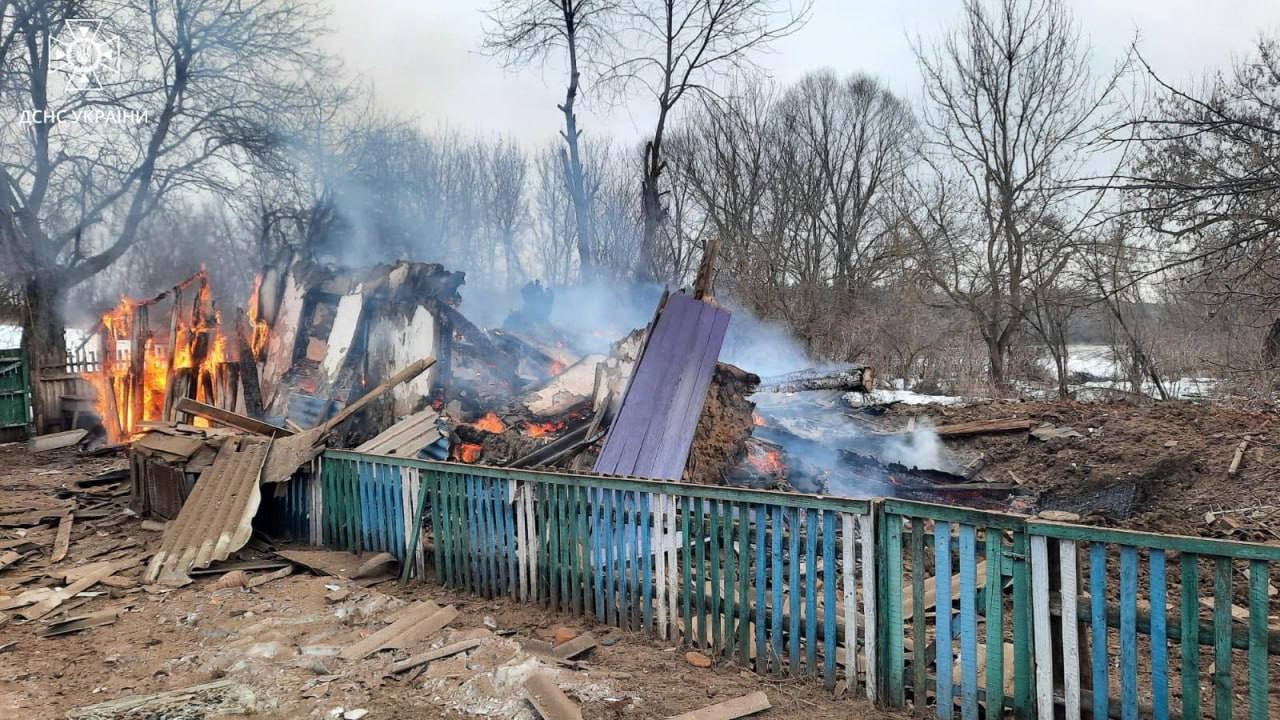
Prywatny dom we wsi Nowa Słoboda (obwód sumski) po porannym ataku rosyjskiego drona; zginęło pięć osób: matka, dwóch synów, babcia i krewna.

Według brytyjskiego Ministerstwa Obrony wojska rosyjskie kontynuowały i zintensyfikowały ataki lądowe na osi wzdłuż wioski Robotyne, którą Ukraina odzyskała podczas letniej kontrofensywy w 2023 roku i od tego czasu znajduje się na linii frontu. Rosyjska 58 Armia Ogólnowojskowa i siły powietrznodesantowe operujące na tym obszarze doznały ciężkich strat podczas ukraińskiej kontrofensywy, jednak niskie tempo operacji i stałe rosyjskie wysiłki rekrutacyjne prawdopodobnie umożliwiły Rosjanom powrót do pierwotnego stanu w tym sektorze. Zdaniem Ministerstwa „siły rosyjskie zintensyfikowały ataki w kilku punktach wzdłuż linii frontu w ostatnim tygodniu, prawdopodobnie z zamiarem rozciągnięcia sił ukraińskich”. Według ISW siły rosyjskie poczyniły potwierdzone postępy na zachód od Awdijiwki w ramach ciągłych walk pozycyjnych na całej linii frontu.
Sztab Ukrainy podał, że kontynuowano działania mające na celu rozbudowę przyczółku na lewym brzegu Dniepru, gdzie odparto jeden atak. Rosja atakowała w kierunkach Kupiańska, Łymanu, Bachmutu, Awdijiwki, Marjinki, Szachtarska i Zaporoża, gdzie doszło do 66 starć. W kierunku kupiańskim, łymańskim i bachmuckim Ukraińcy odparli dwa ataki w pobliżu Sinkiwki, osiem ataków w okolicy Terny i Biłohoriwki, oraz dwa ataki w rejonie Iwaniwskiego. W kierunku awdijiwskim i marjińskim Ukraińcy odparli 13 ataków w pobliżu Stepowego, Łastoczkina, Siewiernego i Niewelskiego oraz 20 ataków w okolicy Georgijiwki, Pobiedy i Nowomychajliwki. W kierunku szachtarskim i zaporoskim Rosjanie przeprowadzili 14 nieudanych ataków w pobliżu na południe od Preczystiwki i Zołotej Niwy oraz w rejonie Małej Tokmaczki i Robotynego. W ciągu dnia Rosja przeprowadziła pięć ataków rakietowych, 125 nalotów i 124 ostrzałów na pozycje ukraińskie i obszary zaludnione (odnotowano ofiary wśród cywilów oraz zniszczoną infrastrukturę). Lotnictwo ukraińskie dokonało 10 nalotów na miejsca koncentracji i pięciu na przeciwlotnicze systemy rakietowe, natomiast artyleria zaatakowała dziewięć obszarów koncentracji, magazyn paliw i smarów oraz 12 jednostek artylerii.
Co najmniej 60 rosyjskich żołnierzy zginęło w ukraińskim ataku dwoma rakietami HIMARS na poligonie koło wsi Trudowskie (w pobliżu Wołnowachy w okupowanym obwodzie donieckim. Według doniesień na miejscu zebrali się żołnierze trzech kompanii 36 Brygady Strzelców Zmotoryzowanych (jednostka wojskowa 06705) z Kraju Zabajkalskiego (200–300 osób) w związku z przybyciem wyższego dowódcy, generała Olega Moisejewa, dowódcy 29 Armii Wschodniego Okręgu Wojskowego. Na opublikowanym nagraniu wideo było widać dużą liczbę ofiar. Gubernator Kraju Zabajkalskiego Aleksander Osipow pośrednio potwierdził, że doszło do ataku, ale określił doniesienia na ten temat jako „niedokładne i rażąco przesadzone”. Rosyjski BBC stwierdził, że dysponuje ponad 10 zdjęciami i filmami przedstawiającymi dziesiątki zmarłych. Minister obrony Rosji Siergiej Szojgu stwierdził, że Rosjanie wyparli siły ukraińskie z przyczółku nad rzeką Dniepr w Krynkach w obwodzie chersońskim. Ukraińskie dowództwo „Południe” stwierdziło: „Oficjalnie informujemy, że ta informacja jest nieprawdziwa. Siły obronne południowej Ukrainy w dalszym ciągu utrzymują swoje pozycje (w Krynkach)”, dodając, że wojska rosyjskie przypuściły atak na Krynki, ale poniosły „znaczne straty” i wycofały się. W ocenie ISW, powołującego się na dostępne dowody wizualne oraz raporty ukraińskie i rosyjskie, wojska ukraińskie utrzymywały ograniczony przyczółek na tym obszarze. Ukraińskie drony kamikadze FPV zaatakowały magazyny w bliżej nieokreślonym miejscu, „w których przechowywano kilka pojazdów opancerzonych i sprzętu wojskowego”. Według doniesień zniszczono czołgi T-72 i T-80, BMPT Terminator, BMP-3, czołg ratunkowy BREM-1, a także kilka ciężarówek zaopatrzeniowych.
W nocy z 19 na 20 lutego wojska rosyjskie przeprowadziły atak dronami Shahed 136/131 na terytorium Ukrainy. Według Sił Powietrznych Ukrainy, z Primorsko-Achtarska wystrzelono 23 drony, z których wszystkie zostały zestrzelone przez obronę przeciwlotniczą, mobilne grupy ogniowe i środki walki radioelektronicznej w obwodach charkowskim, połtawskim, kirowohradzkim, dniepropetrowskim, zaporoskim, chersońskim i mikołajowskim. Rosjanie wystrzelili również dwie przeciwlotnicze rakiety S-300/S-400 z obwodu biełgorodzkiego i pocisk manewrujący Ch-31P z okupowanego obwodu zaporoskiego. Regionalna Administracja Wojskowa podała, że ok. 5:00 czasu lokalnego pięć osób zginęło w wyniku rosyjskiego ostrzału (przy użyciu artylerii i lotnictwa) w Nowej Słobodzie w obwodzie sumskim. Gubernator Ołeh Siniehubow poinformował, że ok. 16:50 czasu lokalnego rosyjskie dron uderzył w pojazd cywilny w rejonie kupiańskim, zabijając dwóch pasażerów i raniąc trzeciego. Gubernator Serhij Łysak powiedział, że wojska rosyjskie zaatakowały Nikopol, raniąc co najmniej trzech cywilów. Gubernator Wadym Fiłaszkin stwierdził, że o 20:00 Rosja przeprowadziła atak rakietowy na Kramatorsk, raniąc co najmniej sześciu cywilów.
W podsumowaniu OSW podano, że 15 lutego siły ukraińskie wycofały się z rejonów umocnionych na obrzeżach Awdijiwki, co następnego dnia przerodziło się w odwrót. 17 lutego po północy głównodowodzący armii ukraińskiej generał Syrski wydał rozkaz wyjścia z miasta, a do końca dnia Rosjanie zajęli najważniejsze punkty. Do 19 lutego siły rosyjskie zajęły całą Awdijiwkę wraz z okolicami i wkroczyły do leżącej na zachód miejscowości Łastoczkyne, gdzie spotkały się z oporem wycofujących się Ukraińców. Nieznana liczba Ukraińców nie zdążyła opuścić miasta i trafiła do niewoli lub pozostawała w okrążeniu. 17 lutego Rosjanie wznowili atak na południe od Orichiwa. W ciągu dwóch dni wyparli Ukraińców z terenów na zachód i południe od wsi Robotyne, która ponownie stała się rejonem walk. Na północny zachód od Werbowego Rosja odzyskała utracone latem 2023 roku przednie pozycje pierwszej linii obrony, tzw. linii Surowikina. Wojska rosyjskie poczyniły postępy na południe i południowy zachód od Marjinki, gdzie wkroczyły do Pobiedy, a także w Perwomajśkem. Ponadto podeszły pod Iwaniwśke na zachód od Bachmutu i prawdopodobnie rozpoczęły walki o wieś, jak również osiągnęły kolejne postępy na północny zachód od Kreminnej.
Szwecja ogłosiła pakiet pomocy wojskowej dla Ukrainy o wartości 682 mln dolarów, obejmujący: 10 kutrów desantowo-szturmowych Stridsbåt 90 H, 20 łodzi desantowych typu G i uzbrojenie do walki podwodnej (miny i torpedy), amunicję artyleryjską 155 mm (we współpracy z Danią i Finlandią), rakietowe zestawy przeciwlotnicze krótkiego zasięgu RBS 70, przeciwpancerne pociski Robot 55 TOW, granatniki Carl Gustaf z amunicją, wyposażenie osobiste (granaty ręczne) oraz sprzęt medyczny, pojazdy do transportu medycznego i żywność. Ponadto 96,3 mln dolarów zostanie przeznaczone na zakup sprzętu wojskowego za pośrednictwem różnych funduszy, a kolejne 96,3 mln dolarów zostanie wykorzystane na zamówienie nowych wozów bojowych CV90 dla Ukrainy. Minister obrony Rustem Umierow i Naczelny Dowódca SZ Ukrainy generał Ołeksandr Syrski rozmawiali telefonicznie z sekretarzem obrony USA Austinem, aby przedstawić obecną sytuację na linii frontu i omówić dostawy amunicji. Ponadto Komisja Europejska ogłosiła, że w 2024 roku przekaże Ukrainie pomoc humanitarną w wysokości 81,2 mln dolarów, obejmującą zaspokojenie podstawowych potrzeb, takich jak schronienie, usługi ochronne, czysta woda, edukacja i opieka zdrowotna.

### 21 lutego

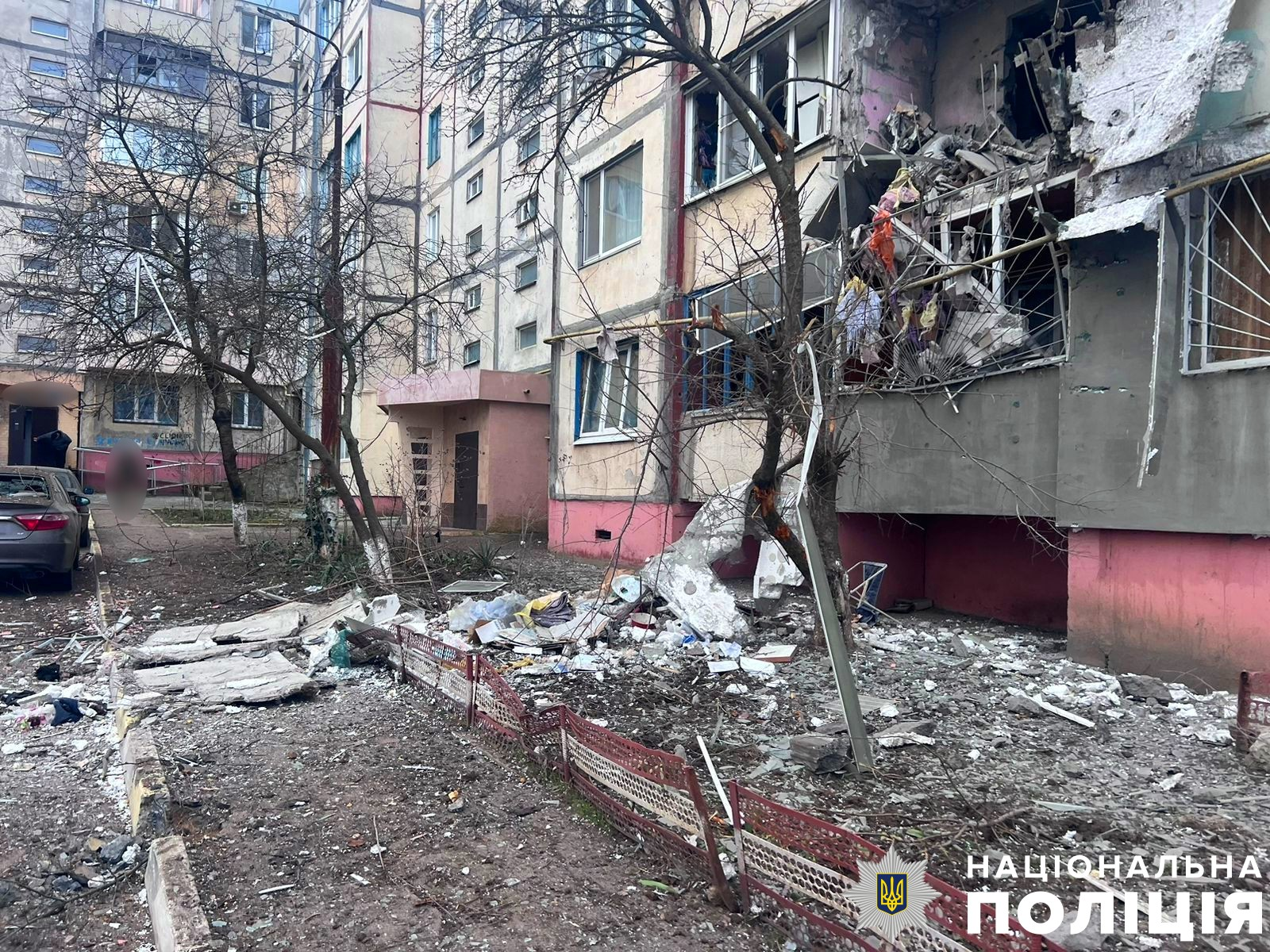
Budynek mieszkalny w Chersoniu po nocnym rosyjskim ostrzale.

Rzecznik Zgrupowania Tauryda Dmytro Łychowij stwierdził, że Rosjanie po zdobyciu Awdijiwki starali się pójść dalej, choć intensywność ich ataków zmalała. Dodał, że atakowali małymi grupami piechoty i starali się wybadać ukraińską obronę, której kilka linii stworzono po wyjściu z miasta. Według danych Ukraińców część wielotysięcznych sił spod Awdijiwki przerzucali na inne odcinki, m.in. zintensyfikowali działania w obwodzie zaporoskim w okolicach Robotyne. W opinii ISW siły rosyjskie poczyniły potwierdzone postępy w pobliżu Awdijiwki, Doniecka, Robotyne i Krynek.
Ukraiński SG oświadczył, że kontynuowano działania mające na celu rozbudowę przyczółku na lewym brzegu Dniepru, gdzie odparto cztery ataki. FR atakowała w kierunkach Kupiańska, Łymanu, Bachmutu, Awdijiwki, Marjinki, Szachtarska i Zaporoża, gdzie doszło do 64 starć. W kierunku kupiańskim, łymańskim i bachmuckim Ukraińcy odparli trzy ataki w pobliżu Sinkiwki i Tabajiwki, sześć ataków w okolicy Terny i Wiimki, oraz dwa ataki w rejonie Kliszczijiwki i Majorśka. W kierunku awdijiwskim i marjińskim siły ukraińskie odparły 19 ataków w pobliżu Stepowego, Łastoczkina, Siewiernego, Perwomajskiego i Niewelskiego oraz 14 ataków w okolicy Georgijiwki, Pobiedy i Nowomychajliwki. W kierunku szachtarskim i zaporoskim Rosjanie przeprowadzili dziewięć nieudanych ataków na południe od Zołotej Niwy oraz na zachód od Werbowego i w rejonie Robotyne. W ciągu 24h Rosja przeprowadziła cztery ataki rakietowe, 113 nalotów i 105 ostrzałów na pozycje ukraińskie i obszary zaludnione (odnotowano ofiary wśród cywilów oraz zniszczoną infrastrukturę). Lotnictwo ukraińskie dokonało 10 nalotów na miejsca koncentracji i dwóch na przeciwlotnicze systemy rakietowe, a artyleria zaatakowała pięć obszarów koncentracji, dwa magazyny paliw i smarów trzy punkty kontrolne, osiem jednostek artylerii i stację radarową.
Siły Powietrzne Ukrainy podały, że w nocy Rosja wystrzeliła w kierunku Ukrainy 19 dronów Shahed 136/131 (z Primorsko-Achtarska) i pocisk manewrujący Ch-59 (z obwodu biełgorodzkiego) oraz rakietę S-300 i cztery rakiety manewrujące Ch-22 z obwodu rostowskiego. Ukraińska obrona przeciwlotnicza i mobilne grupy ogniowe zniszczyły pocisk Ch-59 i 13 dronów w obwodach połtawskim, charkowskim, dniepropietrowskim, zaporoskim i donieckim. Według władz regionalnych w ciągu ostatniej doby Rosja zaatakowała dziewięć obwodów, zabijając co najmniej trzech cywilów i raniąc 22 kolejnych. Ok. 12:40 Rosjanie przeprowadzili ostrzał moździerzowy i artyleryjski wsi Iwaniwka w hromadzie Pietropawłowsk, w wyniku czego ranny został 52-letni cywil. Ok. 15:00 rosyjscy żołnierze ostrzeliwali wieś Wilchuwatka, gdzie zniszczono lub uszkodzono zabudowę mieszkalną. Gubernator Filip Pronin poinformował, że wojska rosyjskie zaatakowały obwód połtawski za pomocą kilku grup dronów, w wyniku czego w rejonie mirhorodzkim doszło do eksplozji. Według wstępnych informacji nie było ofiar i nie było zniszczeń. Według dowódcy ukraińskich Sił Powietrznych generała Mykoły Ołeszczuka zestrzelono rosyjski samolot Su-34, będący siódmym rosyjskim myśliwcem zestrzelonym w ciągu niecałego tygodnia; wcześniej Rosja straciła cztery Su-34 i dwa Su-35.
Według agencji Reuters, powołującej się na anonimowe źródła irańskie, Iran przekazał Rosjanom ponad 400 rakiet balistycznych ziemia-ziemia o zasięgu do 700 km. Część przekazanych pocisków to rakiety krótkiego zasięgu Fateh-110 oraz Zolfaghar, które są w stanie niszczyć cele w odległości od 300 do 700 km. Rzecznik Departamentu Obrony USA Sabrina Singh powiedziała, że Stany Zjednoczone będą mogły rozpocząć udzielanie Ukrainie pomocy wojskowej „wkrótce”, gdy Kongres przyjmie ustawę o pomocy zagranicznej przyznającą stronie ukraińskiej 60 miliardów dolarów. Pomimo zaprzeczeń amerykańskiego miliardera Elona Muska, ukraińska 71 Brygada Myśliwska potwierdziła, że sieć Starlink jest wykorzystywana przez armię rosyjską.
Prezydent Wołodymyr Zełenski podpisał dekret zezwalający cudzoziemcom i „bezpaństwowcom” na służbę w Gwardii Narodowej Ukrainy. Według dekretu „cudzoziemcy, którzy legalnie przebywają na terytorium Ukrainy, nie byli wcześniej karani i spełniają warunki służby wojskowej określone w ustawie «O obowiązku wojskowym i służbie wojskowej» mogą zostać przyjęci dobrowolnie (w ramach umowy) do służby wojskowej w Gwardii Narodowej Ukrainy”.
Szef ukraińskiego wywiadu wojskowego generał Kyryło Budanow w wywiadzie dla The Wall Street Journal stwierdził, że Rosja „nie ma siły”, aby w 2024 roku podbić dwa wschodnie obwody Ukrainy, doniecki i ługański. Według doniesień Rosjanie próbowali nacierać w pięciu kierunkach: Awdijiwki, Marjinki, Kreminnej, Bachmutu i Robotyne. Według Budanowa Rosja ma ok. 510 tys. żołnierzy na Ukrainie i w jej pobliżu oraz jest w stanie werbować 30 tys. żołnierzy miesięcznie. Zauważył, że pomimo ostatnich sukcesów, problemy ma także rosyjska armia, która w pierwszym roku wojny została w dużym stopniu zniszczona przez Moskwę, a jej armia zawodowa ucieka się do wykorzystywania fal nieprzeszkolonych poborowych. Rosyjski przemysł obronny również nie jest w stanie wyprodukować tylu pocisków, ile zużywa wojsko, a większość czołgów znajdujących się na wyposażeniu Rosji to starsze modele. Rzecznik wywiadu Ukrainy generał Wadym Skibicki stwierdził, że liczebność rosyjskich sił lądowych na Ukrainie wynosiła ok. 470 tys. żołnierzy.
Według doniesień rosyjski bloger wojenny Aleksandr Morozow, znany jako Murz, popełnił samobójstwo. Stało się to po jego oświadczeniu o śmierci 16 tys. żołnierzy rosyjskich oraz stracie 300 czołgów i pojazdów opancerzonych w walkach o Awdijiwkę od października 2023 roku do lutego 2024 roku, za co był krytykowany przez propagandystów, a rosyjskie Ministerstwo Obrony zmusiło go do usunięcia wiadomości.

### 22 lutego
Rosyjskie Ministerstwo Obrony ogłosiło, że zajęto Pobiedę, małą wioskę na linii frontu, 5 km na zachód od Doniecka. Ukraina oświadczyła, że „powstrzymuje siły wroga” w Pobiedzie, ale nie zaprzeczyła jednoznacznie twierdzeniom Rosji. W ocenie ISW siły rosyjskie poczyniły potwierdzone postępy w pobliżu Bachmutu i Awdijiwki.
SG Ukrainy podał, że kontynuowano działania mające na celu rozbudowę przyczółku na lewym brzegu Dniepru, gdzie odparto pięć ataków. Rosjanie atakowali w kierunkach Kupiańska, Łymanu, Bachmutu, Awdijiwki, Marjinki, Szachtarska i Zaporoża, gdzie doszło do 101 starć. W kierunku kupiańskim, łymańskim i bachmuckim Ukraińcy odparli pięć ataków w pobliżu Sinkiwki, 14 ataków w okolicy Terny i Jampoliwki, oraz 16 ataków w rejonie Andrijiwki, Bohdaniwki, Iwaniwskiego, Kliszczijiwki i Torećka. W kierunku awdijiwskim i marjińskim siły ukraińskie odparły 10 ataków w pobliżu Orliwki, Siewiernego, Perwomajskiego i Niewelskiego oraz 43 ataki w okolicy Pobiedy i Nowomychajliwki. W kierunku szachtarskim i zaporoskim Rosjanie przeprowadzili osiem nieudanych ataków na południe od Zołotej Niwy oraz na zachód od Werbowego i w rejonie Robotyne. W ciągu doby FR przeprowadziła trzy ataki rakietowe, 83 naloty i 152 ostrzały na pozycje ukraińskie i obszary zaludnione. Lotnictwo ukraińskie dokonało sześciu nalotów na miejsca koncentracji i trzech na przeciwlotnicze systemy rakietowe, a artyleria uderzyła w cztery obszary koncentracji, węzeł logistyczny, dwa systemy przeciwlotnicze i naziemną stację kontroli dronów.
Rzeczniczka ukraińskiego Dowództwa „Południe” Natalia Humeniuk stwierdziła, że przeprowadzono trzy ataki artyleryjskie przeciwko koncentracji wojsk na rosyjskim poligonie w pobliżu wsi Podo-Kałyniwka pod Nową Kachowką (ok. 30 km od Krynek) w obwodzie chersońskim. Przedstawiciel ukraińskiego wywiadu Andrij Jusow poinformował, że liczba zabitych żołnierzy wyniosła ok. 60 osób. W momencie ataku rosyjskie Dowództwo Zgrupowania „Dniepr” prawdopodobnie przyjechało na poligon, aby sprawdzić wyszkolenie ogniowe oddziałów przygotowujących się do ataku na wieś Krynki. Opublikowane nagranie filmowe pokazywało atak, w którym według doniesień zginęli członkowie 328 Pułku Powietrznodesantowego, 810 Samodzielnej Gwardyjskiej Brygady Piechoty Morskiej i 81 Pułku Artylerii Samobieżnej.
Siły Powietrzne Ukrainy podały, że w nocy Rosja przeprowadziła atak na Ukrainę za pomocą 10 dronów Shahed 136/131 (wystrzelonych z Primorsko-Achtarska) i jednego naddźwiękowego pocisku przeciwradarowego Ch-31P (z Morza Czarnego). Ukraińska obrona przeciwlotnicza zniszczyła 8 z 10 dronów w obwodach połtawskim, dniepropietrowskim, charkowskim i zaporoskim. Nie zgłoszono żadnych ofiar ani uszkodzeń infrastruktury cywilnej. Gubernator Ołeksandr Prokudin podał, że nad ranem siły rosyjskie zaatakowały wioskę Lwowe w obwodzie chersońskim, zabijając 59-letniego mężczyznę. Gubernator Wadym Fiłaszkin poinformował, że ok. 16:00 w rosyjskim ataku na wieś Konstantynopolskie w obwodzie donieckim zginęła jedna osoba, a dziewięć zostało rannych, w tym czworo dzieci. Siły rosyjskie użyły przeciwko ludności cywilnej „wyrzutni rakiet Uragan z głowicami odłamkowo-burzącymi”.
Premier Danii Mette Frederiksen ogłosiła na konferencji prasowej zawarcie porozumienia w zakresie bezpieczeństwa między Danią a Ukrainą. Zgodnie z umową Dania zobowiązuje się do udzielania stronie ukraińskiej wsparcia, w tym pomocy wojskowej i cywilnej, przez najbliższe 10 lat; Dania była 4. krajem, który podpisał podobne porozumienie, po Wielkiej Brytanii, Niemczech i Francji. Duńskie Ministerstwo Obrony zadeklarowało pomoc wojskową dla Ukrainy w wysokości 247 milionów dolarów obejmuje m.in. amunicję i sprzęt do dronów. Ministerstwo Obrony oświadczyło także, że Ukraina może otrzymać pierwszą partię duńskich myśliwców F-16 w lecie tego roku.
Nowa Zelandia przeznaczyła 26 milionów dolarów na pomoc wojskową i humanitarną dla Ukrainy, w tym na szkolenie żołnierzy oraz zakup broni i amunicji. Minister obrony Grant Shapps ogłosił dostawę na Ukrainę dodatkowych 200 rakiet przeciwpancernych Brimstone. Shapps poinformował także, że Wielka Brytania wspólnie z sojusznikami przeszkoli dodatkową liczbę ukraińskich żołnierzy, dodając, że łącznie w pierwszej połowie 2024 roku zostanie przeszkolonych kolejne 10 tys. osób. Niemiecki Bundestag po raz kolejny odrzucił większością 480 głosów propozycję opozycyjnej Partii Sojuszu (CDU i CSU), aby dostarczyć Ukrainie rakiety dalekiego zasięgu Taurus, jednakże koalicja rządząca wezwała później Niemcy do zapewnienia Ukraińcom „dodatkowych niezbędnych systemów broni dalekiego zasięgu i amunicji”, co zostało przyjęte 382 głosami.
Służba Bezpieczeństwa Ukrainy podała, że od jesieni 2023 roku Korea Północna dostarczyła Rosji różnorodne rodzaje broni, w tym pociski artyleryjskie i rakiety balistyczne. Rosyjskie wojsko wystrzeliło dotychczas ponad 20 rakiet wyprodukowanych w Korei Północnej, zabijając co najmniej 24 cywilów i raniąc ponad 100 kolejnych. Dowódca ukraińskiej 43 Brygady Artylerii Roman Hołodiwski oświadczył, że Rosja wówczas strzelała pociskami artyleryjskimi wyprodukowanymi w 2022 i 2023 roku, co oznacza, że nie będzie to miało żadnego wpływu na jej produkcję broni. Jednakże armii ukraińskiej obecnie bardzo brakuje zaopatrzenia i nie może w pełni bronić się przed atakami wroga. ABC News, powołując się na dwóch anonimowych urzędników amerykańskich, poinformowało, że pod koniec marca Ukraina może stanąć w obliczu „katastrofalnych niedoborów amunicji i obrony powietrznej”, jeśli Kongres nie przyjmie ustawy zapewniającej Ukrainie finansowanie w wysokości 61 mld dolarów.
Międzynarodowa Organizacja ds. Migracji (IOM) podała, że w ciągu 2 lat od inwazji Rosji na Ukrainę prawie ⅓ Ukraińców, czyli ponad 14 milionów ludzi, została zmuszona do opuszczenia swoich domów, z czego 4,5 miliona wróciło na Ukrainę, 3,7 mln zostało przesiedlonych na terenie Ukrainy, a prawie 6,5 mln osób uciekło za granicę.

### 23 lutego

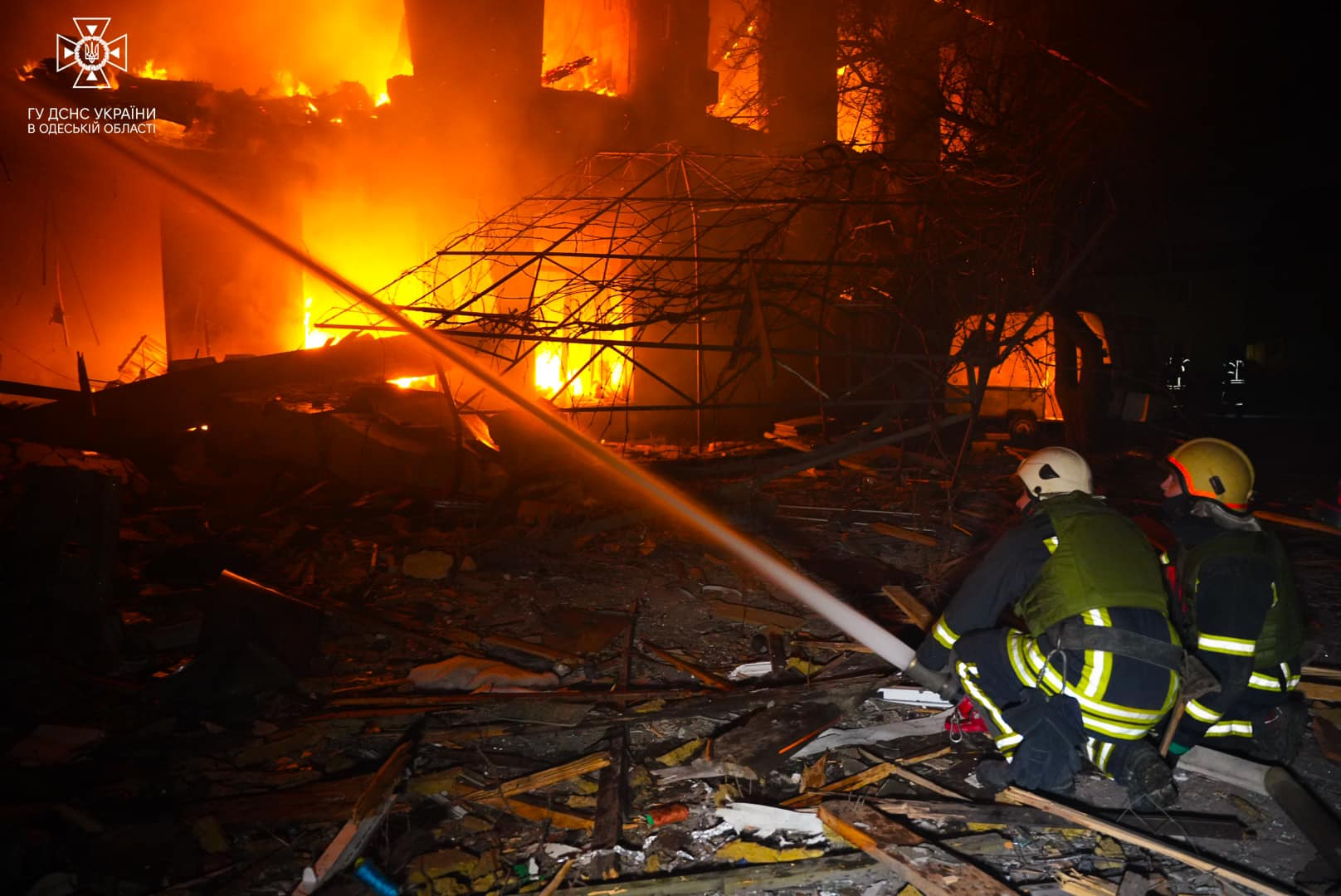
Pożar obiektu przemysłowego w strefie przybrzeżnej Odessy w wyniku nocnego ataku rosyjskiego drona; zginęły trzy osoby.

Według ISW siły ukraińskie poczyniły potwierdzone postępy w pobliżu Kreminnej, a wojska rosyjskie zrobiły postępy w pobliżu Kreminnej, Bachmutu i Doniecka. Zastępca szefa wywiadu ukraińskiego, generał Wadym Skibicki oświadczył, że międzynarodowe sankcje pogarszają jakość rosyjskich rakiet w związku z ciągłymi rosyjskimi wysiłkami na rzecz zwiększenia produkcji rakiet.
Sztab Ukrainy podał, że kontynuowano działania mające na celu rozbudowę przyczółku na lewym brzegu Dniepru, gdzie odparto osiem ataków. Rosjanie atakowali w kierunkach Kupiańska, Łymanu, Bachmutu, Awdijiwki, Marjinki i Zaporoża, gdzie doszło do 84 starć. W kierunku kupiańskim, łymańskim i bachmuckim Ukraińcy odparli dwa ataki w pobliżu Sinkiwki, dwa ataki w okolicy Terny, oraz dziewięć ataków w rejonie Bohdaniwki i Iwaniwskiego. W kierunku awdijiwskim i marjińskim siły ukraińskie odparły dziewięć ataków w pobliżu Łastoczkina, Siewiernego i Perwomajskiego oraz 44 ataki w okolicy Georgijiwki, Pobiedy i Nowomychajliwki. W kierunku zaporoskim Rosjanie przeprowadzili osiem nieudanych ataków w rejonie Robotyne. W ciągu dnia Rosja przeprowadziła 10 ataków rakietowych, 93 naloty i 141 ostrzałów na pozycje ukraińskie i obszary zaludnione. Lotnictwo ukraińskie dokonało sześciu nalotów na miejsca koncentracji i trzech na przeciwlotnicze systemy rakietowe, z kolei artyleria uderzyła w cztery obszary koncentracji, punkt kontrolny, trzy jednostki artylerii, magazyn amunicji i dwa radary Buk-M3.
W godzinach nocnych Rosja zaatakowała terytorium Ukrainy za pomocą 31 dronów Shahed 136/131 (w Primorsko-Achtarska i Krymu) oraz trzech rakiet S-300 (z obwodu donieckiego), jednego pocisku przeciwradarowego Ch-31P i dwóch rakiet manewrujących Ch-22 (znad Morza Czarnego). Obrona przeciwlotnicza zniszczyła 23 drony w obwodach odeskim, mikołajowskim, połtawskim, dniepropetrowskim i charkowskim. Gubernator Serhij Łysak poinformował, że w Dnieprze dron uderzył w 9-piętrowy budynek mieszkalny, zabijając dwie osoby i raniąc osiem kolejnych; zniszczeniu uległo kilka górnych pięter. Z kolei gubernator Ołeh Kiper podał, że fragmenty drona spadły na przedsiębiorstwo w Odessie, w którym wybuchł pożar i zginęło trzech pracowników. Gubernator Ołeksandr Prokudin oświadczył, że Rosja przeprowadziła w ciągu nocy 287 ataków na obwód chersoński i w ciągu ostatnich 24h wystrzeliła 1716 pocisków przy użyciu różnej broni, zabijając co najmniej jednego cywila i raniąc dwóch kolejnych. Gubernator Ołeh Kiper powiedział, że ok. 22:30 czasu lokalnego Rosja przeprowadziła kolejny atak dronów, uderzając w budynek w Odessie, zabijając co najmniej jednego cywila i raniąc trzech kolejnych.
W pobliżu wsi Trudowaja Armenija w Kraju Krasnodarskim nad Morzem Azowskim (250 km od linii frontu) rozbił się rosyjski samolot wczesnego ostrzegania i kontroli A-50U; władze lokalne donosiły, że powierzchnia pożaru wyniosła 250 m². Przed upadkiem samolot odpalił pułapki cieplne, próbując odwrócić uwagę pocisków. Według strony ukraińskiej samolot został zestrzelony przez Siły Powietrzne Ukrainy we współpracy z wywiadem ukraińskim; rosyjscy blogerzy wojenni twierdzili, że był to bratobójczy ogień. Samolot zestrzelono 40 dni po zniszczeniu samolotu tego samego typu. Z rozpowszechnianego przez media nagrania filmowego wynikało, że załoga samolotu wiedziała, że w ich stronę leci rakieta, więc odpalono osłony termiczne, aby nie zostać trafionym. Samolot został zestrzelony rakietą z systemu S-200.
Ukraiński wywiad potwierdził, że Czechy organizowały fundusze o wartości ok. 2 miliardów dolarów na zakup pocisków artyleryjskich dla Ukrainy od krajów Afryki Południowej i Korei Południowej.
Brytyjskie MON podało, że w ciągu 2 lat wojny Rosja straciła więcej ludzi i sprzętu, niż początkowo przeznaczyła do udziału w inwazji, ale zdołała odbudować swoje siły. Początkowo Rosja wyznaczyła do inwazji na Ukrainę ok. 130 batalionowych grup taktycznych, które miały do dyspozycji ok. 1,3 tys. czołgów, ponad 5 tys. BWP i transporterów opancerzonych oraz co najmniej 100 tys. żołnierzy. W ciągu 2 lat straty rosyjskie były równe, a w wielu przypadkach przekraczały początkowe siły inwazyjne; potwierdzone straty obejmowały ok. 350 tys. zabitych i rannych żołnierzy oraz ponad 2,7 tys. czołgów oraz 5 tys. BWP i transporterów opancerzonych. Zdaniem Ministerstwa „mobilizacja i rekrutacja, a także produkcja i odnawianie istniejących zapasów oznaczały, że te straty zostały uzupełnione. Rosyjskie siły na Ukrainie są obecnie liczniejsze, niż były na początku wojny. Są obecnie zdolne dokonywać ataków wzdłuż linii frontu i stosować wobec ukraińskich sił strategię [walki] na wyczerpanie”.
W Naddniestrzu odbyło się pierwsze od 18 lat zgromadzenie. Pod koniec lutego 2024 roku tzw. Naddniestrzańska Republika Mołdawska może ogłosić swoje przystąpienie do Federacji Rosyjskiej. Ambasador Ukrainy w Mołdawii Marko Szewczenko podkreślił, że Ukraina jest gotowa udzielić Mołdawii pomocy w przypadku eskalacji sytuacji w Naddniestrzu, pod warunkiem, że strona mołdawska zgłosi taką prośbę.
Zdaniem wicepremiera Ołeksandra Kubrakowa odbudowa Ukrainy potrwa do 10 lat. Urzędnicy z Ukrainy i kilku krajów zachodnich brali udział w międzynarodowej konferencji na temat rosyjskich zbrodni wojennych, która odbywała się w Berlinie, aby omówić, w jaki sposób pomóc Ukrainie w prowadzeniu dochodzeń ws. rosyjskich zbrodni wojennych i postawieniu ich sprawców przed sądem. Ukraińscy prokuratorzy odnotowali dotychczas ponad 120 tys. spraw dotyczących zbrodni wojennych.

### 24 lutego

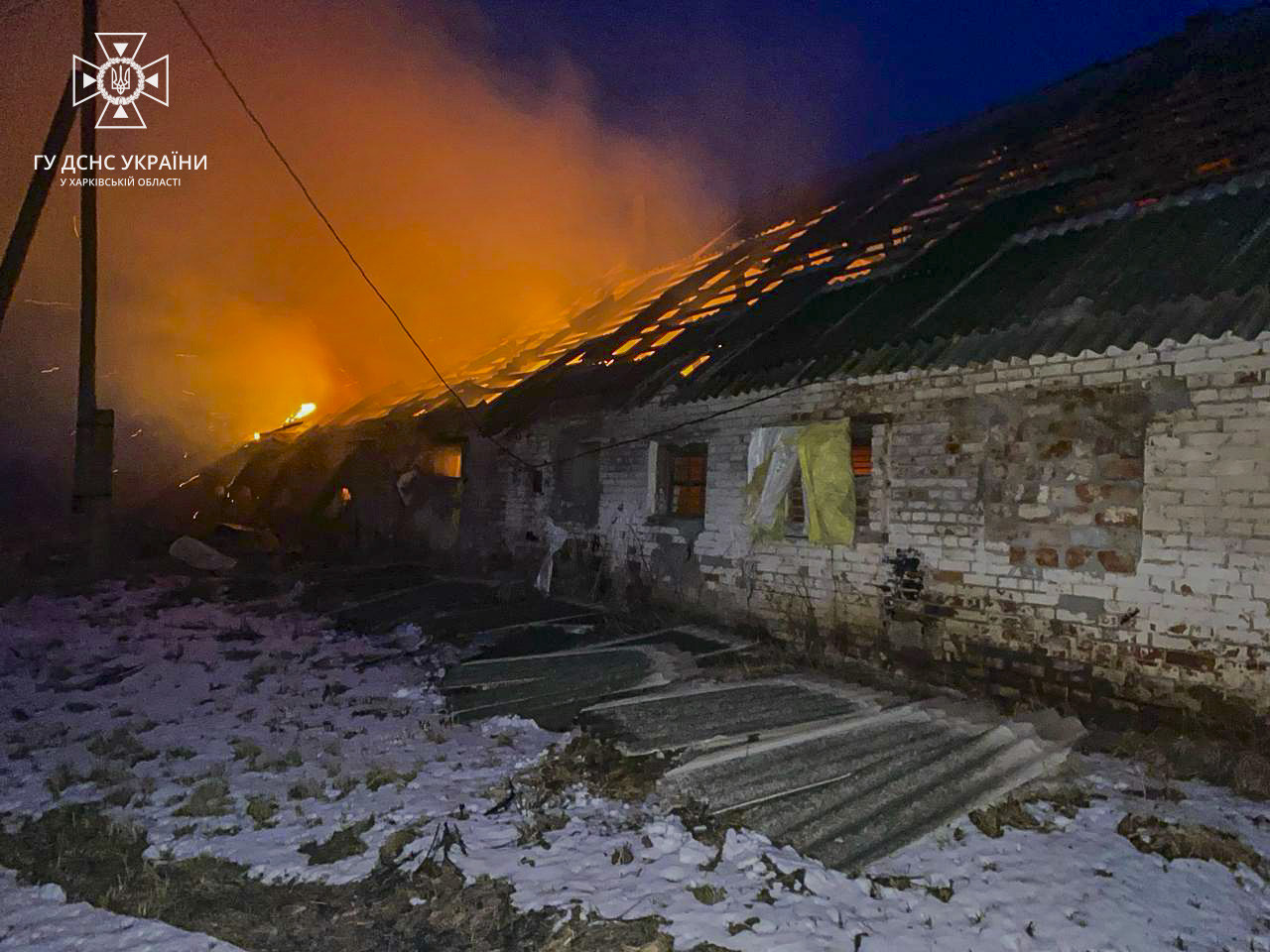
Chlew we wsi Łyman w obwodzie charkowskim po wieczornym rosyjskim ostrzale; zginęło ponad 20 świń, a 52 zostały uratowane przez strażaków.

Ukraińscy żołnierze wycofali się z miejscowości Łastoczkine (na zachód od Awdijiwki), która następnie została zajęta przez Rosjan. Według DeepState „wróg zajął Łastoczkine. Kacapy w dalszym ciągu wywierały presję na Siewierne i Orliwkę”. Wcześniej żołnierz 24 Oddzielnego Batalionu Szturmowego „Ajdar” podał, że wojska ukraińskie musiały wycofać się z miejscowości, aby uniknąć zablokowania szlaków logistycznych i zachować personel. Filmy ze zdobytej osady zostały opublikowane w rosyjskich portalach społecznościowych. Rzecznik Zgrupowania Tauryda Dmytro Łychowij stwierdził, że wojska ukraińskie „wycofały się na zachodnie obrzeża Łastoczkine na froncie awdijiwskim, gdzie zajęły przygotowane pozycje obronne”, dodając, że ciężkie walki trwały, a Rosjanie stale używali kierowanych bomb lotniczych, artylerii i dronów FPV do ataków na pozycje ukraińskie. W opinii ISW siły rosyjskie poczyniły potwierdzone postępy w pobliżu Bachmutu i Awdijiwki oraz w zachodnim obwodzie zaporoskim w ramach ciągłych walk pozycyjnych na całej linii frontu.
Ukraiński SG poinformował, że kontynuowano działania mające na celu rozbudowę przyczółku na lewym brzegu Dniepru, gdzie odparto dwa ataki. Rosjanie atakowali w kierunkach Łymanu, Bachmutu, Awdijiwki, Marjinki, Szachtarska i Zaporoża, gdzie doszło do 84 starć. W kierunku łymańskim i bachmuckim Ukraińcy odparli trzy ataki w okolicy Terny, oraz 13 ataków w rejonie Iwaniwskiego, Kliszczijiwki i Andrijiwki. W kierunku awdijiwskim i marjińskim siły ukraińskie odparły 14 ataków w pobliżu Łastoczkina, Siewiernego, Perwomajskiego i Newelskiego oraz 39 ataków w okolicy Nowomychajliwki. W kierunku szachtarskim i zaporoskim Rosjanie przeprowadzili sześć nieudanych ataków na południe od Zołotej Niwy i w rejonie Robotyne. W ciągu dnia Rosja przeprowadziła dziewięć ataków rakietowych, 77 nalotów i 119 ostrzałów na pozycje ukraińskie i obszary zaludnione. Lotnictwo ukraińskie dokonało 13 nalotów na miejsca koncentracji, z kolei artyleria uderzyła w stację radarową i dwa obszary koncentracji.
W godzinach nocnych Rosjanie przeprowadzili atak na Ukrainę przy użyciu 12 dronów Shahed 136/131 (wystrzelonych z Primorsko-Achtarska i Krymu) oraz dwóch rakietami balistycznymi Iskander-M (z obwodu rostowskiego) i trzech pocisków manewrujących Ch-59 (z okupowanego obwodu chersońskiego). Siły Powietrze Ukrainy podały, że obrona przeciwlotnicza zniszczyła 12 dronów i dwie rakiety Ch-59 w obwodach kirowogradzkim, odeskim i mikołajowskim.
Rosyjskie Ministerstwo Obrony podało, że o 0:15 czasu moskiewskiego zestrzelono dwa ukraińskie drony Kurskiem i Tułą. Gubernator obwodu lipieckiego Ihor Artamonow poinformował o wybuchu epidemii „w jednym z warsztatów” Nowolipieckich Zakładów Metalurgicznych (NLMK) w Lipiecku. Według niego przyczyną był upadek drona. Nie zgłoszono żadnych ofiar, jednak zakład został ewakuowany, a produkcja zawieszona do czasu dochodzenia. Według źródeł ukraińskich nocny atak na zakłady metalurgiczne został zorganizowany wspólnie przez SBU i wywiad ukraiński. NLMK produkuje co najmniej 18% całej stali w Rosji oraz dostarcza stal, stopy i wyroby walcowane dla rosyjskiego przemysłu obronnego do produkcji rakiet manewrujących i balistycznych.
W drugą rocznicę rozpoczęcia rosyjskiej inwazji na Ukrainę premier Kanady Justin Trudeau, premier Włoch Giorgia Meloni i premier Belgii Alexander De Croo oraz przewodnicząca Komisji Europejskiej Ursula von der Leyen przybyli do Kijowa, gdzie spotkali się z prezydentem Zełenskim. Ukraina podpisała dwustronne 10-letnie porozumienia w zakresie bezpieczeństwa z Kanadą i Włochami. W dokumentach stwierdzono, że Włochy i Kanada będą w dalszym ciągu zaspokajać najpilniejsze potrzeby Ukrainy w zakresie obronności. Kanada zobowiązała się do przeznaczenia ponad 2,2 miliarda dolarów na pomoc makroekonomiczną i obronną w 2024 roku. Włochy przedłużyły do 2024 roku odpowiednie ustawodawstwo, które umożliwia dalsze wsparcie wojskowe oraz zapewni Ukrainie pomoc w ciągu 10 lat obowiązywania umowy. Ponadto Minister obrony Grant Shapps powiedział, że Wielka Brytania przeznaczyła 245 milionów funtów na uzupełnienie ukraińskich zapasów amunicji artyleryjskiej.
Naczelny Dowódca SZ Ukrainy generał Ołeksandr Syrski podziękował sojusznikom Ukrainy za pomoc wojskową w drugą rocznicę inwazji Rosji na Ukrainę, podkreślając, że „każdy pocisk artyleryjski, każdy czołg i każdy pojazd opancerzony może uratować życie ukraińskich żołnierzy”. Podziękował także za zaangażowanie ukraińskich żołnierzy, personelu służb ratowniczych i wolontariuszy, co pokazało, że „jedność jest dziś potrzebna bardziej niż kiedykolwiek”.
Według ISW po dwóch latach wojny sytuacja „pozostaje poważna, ale nie beznadziejna”. Mimo niedoborów amunicji i niepewności co do pomocy wojskowej ze strony USA, nadal miała miejsce niezachwiana determinacja do kontynuowania walki z rosyjską agresją. Chociaż Rosja poczyniła niedawno postępy, odbyło się to za wysoką cenę. Rosyjskie wojsko odzyskało inicjatywę na całym teatrze działań i przeszło do ofensywy, czyniąc ograniczone postępy, kosztem bardzo wysokich strat. Liczba ofiar śmiertelnych rosyjskich żołnierzy w bitwie pod Awdijiwką może być wyższa niż liczba ofiar sowieckiej inwazji na Afganistan. Dla kontrastu, w ostatnim czasie Ukraina również odniosła pewne sukcesy, zwłaszcza zestrzelenie rosyjskiego samolotu wojskowego A-50U i atak na Flotę Czarnomorską. W tym roku armia ukraińska otrzyma także pierwsze myśliwce F-16, który będą kolejną korzyścią. Największym zagrożeniem dla Ukrainy w tej chwili nie jest przewaga militarna Rosji, ale wycofanie pomocy Stanów Zjednczonych, ponieważ opóźnienie w finansowaniu doprowadziło do strat Ukrainy na polu bitwy.
Ukraińska Prokuratura Generalna wszczęła śledztwo w sprawie egzekucji przez Rosjan siedmiu ukraińskich żołnierzy, którzy poddali się jako jeńcy wojenni w obwodzie donieckim. W mediach społecznościowych opublikowano nagranie filmowe, pokazujące rosyjskich żołnierzy strzelających do poddających się ukraińskich żołnierzy w pobliżu wsi Iwaniwńkie i Chromowe, niedaleko Bachmutu.

### 25 lutego
W opinii ISW siły rosyjskie poczyniły potwierdzone postępy w pobliżu Bachmutu i Krynek w ramach ciągłych walk pozycyjnych na całej linii frontu. Szef wywiadu ukraińskiego generał Kyryło Budanow oświadczył, że według stanu na 25 lutego Rosja nie otrzymała od Iranu żadnych rakiet dalekiego zasięgu. Według ISW rosyjscy urzędnicy i media państwowe w większości powstrzymywały się od publicznych dyskusji na temat dwóch lat od rosyjskiej inwazji na Ukrainę, prawdopodobnie w celu uniknąć reagowania na niepowodzenie Rosji w osiągnięciu zadeklarowanych celów wojennych przy znacznych kosztach ludzkich.
Sztab Ukrainy podał, że kontynuowano działania mające na celu rozbudowę przyczółku na lewym brzegu Dniepru, gdzie odparto cztery ataki. Rosja atakowała w kierunkach Kupiańska, Łymanu, Bachmutu, Awdijiwki, Marjinki i Zaporoża, gdzie doszło do 100 starć. W kierunku kupiańskim, łymańskim i bachmuckim Ukraińcy odparli sześć ataków w pobliżu Sinkiwki i Tabajiwki, pięć ataków w okolicy Terny i Biłohoriwki, oraz osiem ataków w rejonie Iwaniwskiego i Kliszczijiwki. W kierunku awdijiwskim i marjińskim siły ukraińskie odparły 25 ataków w pobliżu Siewiernego, Stepowego, Berdyczi, Łastoczkina i Newelskiego oraz 40 ataków w okolicy Nowomychajliwki, Georgijiwki, Pobiedy i Krasnohoriwki. W kierunku zaporoskim Rosjanie przeprowadzili siedem nieudanych ataków w rejonie Robotyne i Hulajpola. W ciągu 24h FR przeprowadziła 11 ataków rakietowych, 98 nalotów i 129 ostrzałów na pozycje ukraińskie i obszary zaludnione (odnotowano ofiary wśród cywilów i zniszczoną infrastrukturę). Lotnictwo ukraińskie dokonało siedmiu nalotów na miejsca koncentracji i dwóch na przeciwlotnicze systemy rakietowe, z kolei artyleria uderzyła w trzy stanowiska artyleryjskie.
W nocy siły rosyjskie przeprowadziły atak na Ukrainę przy użyciu dronów i rakiet. Według Sił Powietrznych Ukrainy Rosja wystrzeliła 18 dronów Shahed 136/131 z (Primorsko-Achtarska i Krymu) i dwie rakiety Ch-31P; ukraińska obrona przeciwlotnicza zniszczyła 16 dronów (w obwodach połtawskim, kijowskim, chmielnickim, mikołajowskim, kirowohradzkim, dniepropetrowskim, zaporoskim i chersońskim) oraz oba pociski w obwodzie odeskim. Gubernator obwodu chmielnickiego Serhij Tjurin powiedział, że w wyniku rosyjskiego ataku uszkodzony został obiekt infrastruktury. Rosjanie przeprowadzili atak na Konstantynówkę w obwodzie donieckim za pomocą rakiet S-300. W wyniku ataku jedna osoba została ranna oraz zniszczono budynek stacji kolejowej. Ponadto uszkodzone zostały dwa budynki prywatne i 12 budynków mieszkalnych, 21 sklepów, 19 pawilonów handlowych, trzy placówki oświatowe, dwa budynki administracyjne, poczta i kiosk.
Gubernator Serhij Łysak poinformował, że jedna osoba zginęła w ataku rosyjskiego drona w Nikopolu. Dron zrzucił materiały wybuchowe bezpośrednio na ciężarówkę, zabijając 57-latniego mężczyznę. W ataku uszkodzone zostały także budynki i inne ciężarówki. Według gubernatora Ołeksandra Prokudina siły rosyjskie zaatakowały wieś Tiahynka, zabijając 44-letniego mężczyznę i 62-letnią kobietę. Wcześniej podano, że w ciągu ostatniej doby rosyjskie ataki w obwodzie chersońskim, uszkodziły dwa budynki mieszkalne i siedem domów. W Chersoniu uderzono w placówkę oświatową, budynki administracyjne i obiekt infrastruktury krytycznej. Wieczorem przeprowadzono atak rakietowy i dronów na Dniepr i obwód dniepropetrowski. W wyniku ataku cztery osoby zostały ranne oraz uszkodzono 10 domów. Obrona przeciwlotnicza zestrzeliła nad miastem trzy rakiety manewrujące i trzy drony.
Rosyjskie Ministerstwo Obrony podało, że zestrzelono sześć dronów nad obwodem biełgorodzkim (2) i Morzem Czarnym (4). Nie odnotowano żadnych ofiar ani szkód.
Naczelny Dowódca SZ Ukrainy generał Ołeksandr Syrski i Minister Obrony Rustem Umierow wspólnie odwiedzili nieokreślony odcinek linii frontu, gdzie szczegółowo przeanalizowali aktualną sytuację i omówili dalsze kroki, głównie w celu ochrony żołnierzy przed dronami i atakami rakiet, a także wzmocnienie obrony na niektórych odcinkach frontu.
Rząd ukraiński zorganizował w Kijowie wydarzenie „Ukraina 2024" z okazji drugiej rocznicy wojny. W forum wzięło udział wielu urzędników rządowych i wojskowych wysokiego szczebla. Prezydent Zełenski powiedział, że od rozpoczęcia rosyjskiej inwazji w 2022 roku zginęło 31 tys. ukraińskich żołnierzy, a po stronie rosyjskiej zginęło 180 tys. Rosjan. Ponadto Zełenski dodał, że Rosja planuje dużą operację ofensywną na początku lata lub pod koniec maja. Marzec i kwiecień będą dla Ukrainy trudnymi miesiącami, głównie dlatego, że niestabilność amerykańskiej pomocy może wpłynąć na inne kraje. Minister obrony Umierow stwierdził, że Ukraina była zaangażowana w sprzątanie korupcji. W ostatnich miesiącach Ministerstwo Obrony odkryło podczas regularnych inspekcji jednostek wojskowych zapasy żywności warte dziesiątki milionów dolarów. Dodał, że Ministerstwo będzie w dalszym ciągu współpracować z innymi organami państwowymi w celu identyfikacji schematów korupcyjnych w armii ukraińskiej. Ministerstwo Obrony przeprowadzało także audyty swoich jednostek, stwierdzając, że Ukraina musi efektywnie wykorzystywać swoje zasoby wewnętrzne. Wicepremier i Minister Transformacji Cyfrowej Mychajło Fedorow oświadczył, że Ukraina osiągnie w 2024 roku cel, jakim była produkcja 1 mln dronów rocznie, a także opracuje więcej typów dronów. Obecnie ponad 90% dronów wykorzystywanych na linii frontu była produkowane lokalnie na Ukrainie. Minister Przemysłu Strategicznego Ołeksandr Kamyszin stwierdził, że w 2024 roku produkcja ukraińskiego przemysłu obronnego będzie sześciokrotnie wyższa niż w 2023 roku. Ukraiński przemysł obronny składał się z ponad 500 firm, w których pracowało ok. 300 tys. osób. Zastępca Naczelnego dowódcy SZ Ukrainy Wadym Sucharewski oświadczył, że armia ukraińska nie planuje zastępowania artylerii dronami.
W wydarzeniu „Ukraina 2024” wielu urzędników państwowych wyjaśniło sytuację na świecie, sytuację regionalną itd. Szef Kancelarii Prezydenta Andrij Jermak powiedział, że jeśli nadchodzące spotkanie światowych przywódców w Szwajcarii zakończy się sukcesem, to Ukraina może zaprosić przedstawicieli Rosji do udziału w kolejnym światowym szczycie, który odbędzie się w przyszłości. Szef wywiadu ukraińskiego generał Kyryło Budanow oświadczył, że w oparciu o informacje wywiadowcze, prorosyjski separatystyczny region Naddniestrza nie zostanie w najbliższej perspektywie przyłączony do Rosji. Stwierdził także, że strategiczne cele Rosji na 2024 rok nie zmieniły się i nadal zakładały zniszczenie statusu narodowego Ukrainy i całkowite zajęcie obwodów donieckiego i lubańskiego, dodając, że nie udało się tego osiągnąć w 2022 i 2023 roku, i podobnie będzie w 2024. Rzecznik Praw Człowieka Dmytro Lubinets stwierdził, że Rosjanie schwytali 28 tys. ukraińskich cywilów z terenów okupowanych przez Rosję, w tym osoby religijne, dziennikarzy, pracowników organizacji pozarządowych i przedstawicieli władz regionalnych. Ukrainie udało się uratować 3135 obywateli Ukrainy do niewoli, w tym 147 cywilów; ok. 90% ukraińskich jeńców było codziennie torturowanych. Minister spraw zagranicznych Ukrainy Dmytro Kułeba powiedział, że doniesienia mediów o tym, że zachodni sojusznicy doświadczają „zmęczenia Ukrainą”, nie są oparte na faktach oraz że kraje europejskie podjęły niezbędne zobowiązania w celu wsparcia Ukrainy.

### 26 lutego
Rzecznik Zgrupowania Tauryda Dmytro Łychowij ogłosił, że siły ukraińskiej wycofały się ze wsi Łastoczkine, położonej 2 km na zachód od Awdijiwki, ponieważ Rosjanie mieli przewagę liczebną żołnierzy i amunicji; Ukraińcy wycofali się do pobliskich wsi (Orliwki, Tonenke i Berdyczi), próbując utrzymać tam linię frontu. Później Rosja oświadczyła, że zajęła wioskę i odepchnęła siły ukraińskie o 10 km. Według rosyjskich blogerów wojennych, cytowanych przez ISW, Rosjanie napierali na zachód od Awdijiwki, zajmując wsie Siewerne i Stepowe na północny zachód od miasta. Strona ukraińska stwierdziła, że po wycofaniu wojsk z Awdijiwki, budowano fortyfikacje w pobliżu Łastoczkine, Nowobachmutiwki i Pierwomajskiego, a wojska ukraińskie skutecznie odpierały ataki rosyjskie. Rzecznik Zgrupowania Chortycja Illia Jewłasz powiedział, że Rosja w dalszym ciągu gromadziła wojska w pobliżu Kupiańska, który pozostawał głównym celem Rosji, jednak armia ukraińska zbudowała w okolicy miasta „potężne fortyfikacje” i „umiejętnie wykorzystywała cechy krajobrazu”. Dodał, że sytuacja na tym odcinku była „bardzo trudna”, gdyż Rosja używała dużej ilości sprzętu i rozmieszczała rezerwy, zmobilizowanych żołnierzy i jednostki składające się ze skazańców. W ocenie ISW siły rosyjskie zrobiły potwierdzone zyski w pobliżu Kreminnej, Bachmutu i Awdijwki w ramach ciągłych walk pozycyjnych na całej linii frontu.
SG Ukrainy podał, że kontynuowano działania mające na celu rozbudowę przyczółku na lewym brzegu Dniepru, gdzie odparto dwa ataki. FR atakowała w kierunkach Kupiańska, Łymanu, Bachmutu, Awdijiwki, Marjinki i Zaporoża, gdzie doszło do 96 starć. W kierunku kupiańskim, łymańskim i bachmuckim Ukraińcy odparli 22 ataki w pobliżu Iwaniwki, Tabajiwki i Sinkiwki, sześć ataków w okolicy Terny, oraz dziewięć ataków w rejonie Iwaniwskiego i Kliszczijiwki. W kierunku awdijiwskim i marjińskim siły ukraińskie odparły 19 ataków w pobliżu Berdyczi, Orliwki, Siewiernego, Perwomajskiego i Newelskiego oraz 25 ataków w okolicy Nowomychajliwki i osiem w okolicy Krasnohoriwki, Georgijiwki i Pobiedy. W kierunku zaporoskim Rosjanie przeprowadzili sześć nieudanych ataków w rejonie Robotyne. W ciągu doby Rosja przeprowadziła sześć ataków rakietowych, 92 naloty i 110 ostrzałów na pozycje ukraińskie i obszary zaludnione. Lotnictwo ukraińskie dokonało dziewięciu nalotów na miejsca koncentracji, z kolei artyleria uderzyła w dwa obszary koncentracji, punkt kontrolny i stację kontroli dronów.
W nocy wojska rosyjskie zaatakowały Ukrainę przy użyciu rakiety balistycznej Iskander-M (wystrzelonej z Krymu), dwóch rakiet przeciwlotniczych S-300 (z obwodu biełgorodzkiego), trzech rakiet manewrujących Ch-59, rakiety przeciwradarowej Ch-31P (z okupowanego obwodu zaporskiego) i 14 dronów Shahed 136/131. Obrona przeciwlotnicza Ukrainy zniszczyła trzy pociski Ch-59 i dziewięć dronów Shahed w obwodach charkowskim i dniepropetrowskim. Władze obwodu sumskiego podały, że co najmniej dwie osoby zginęły w nocnych atakach Rosji z użyciem bomb lotniczych.
Gubernator obwodu biełgorodzkiego Wiaczesław Gładkow oświadczył, że w wiosce Poczajewo (5 km od granicy z Ukrainą) ukraiński dron uderzył w samochód, zabijając trzy osoby i raniąc trzy kolejne.
Niemcy ogłosiły nowy pakiet pomocy wojskowej dla Ukrainy, który obejmował m.in. 14 tys. pocisków 155 mm, cztery pojazdy do usuwania min Wisent 1, trzy mobilne, zdalnie sterowane systemy rozminowywania, sprzęt do neutralizacji obiektów wybuchowych, 10 dronów rozpoznawczych Vector wraz z częściami zamiennymi, 22 czujniki przeciwdronowe i systemy zakłócające, 12 terminali łączności satelitarnej oraz cztery wozy straży granicznej. Sztab planowania i dowodzenia Ministerstwa Obrony Niemiec ogłosił, że próbuje „zaopatrzyć [Ukrainę] w amunicję z całego świata”. Minister Przemysłu Strategicznego Ołeksandr Kamyszin powiedział, że Ukraina dogoniła Rosję pod względem ilości i jakości produkowanych dronów bojowych, w tym podobnych do Shahed 136. Dodał, że ukraińska wersja drona Shahed 136 jest identyczna z oryginałem pod względem ilości przewożonych materiałów wybuchowych, zasięgu i innych parametrów technicznych.
Prezydent Emmanuel Macron zwołał w Paryżu szczyt w sprawie Ukrainy, w którym uczestniczyli przywódcy wielu krajów UE oraz wezwał do zapewnienia „bezpieczeństwa zbiorowego” Europy poprzez zdecydowane wsparcie Ukrainy. Według niego należało zintensyfikować środki bezpieczeństwa, aby zapobiec przyszłym atakom Rosji na inne kraje oraz nie wykluczał możliwości wysłania w przyszłości wojsk zachodnich na Ukrainę. Ponadto Macron oświadczył, że Francja i inni sojusznicy Ukrainy utworzą koalicję w sprawie głębokich uderzeń, planując w ten sposób zapewnić Ukrainie rakiety oraz bomby średniego i dalekiego zasięgu. Macron i premier Mark Rutte oświadczyli, że Francja i Holandia popierają plan Czech ws. zakupu dla Ukrainy setek tys. szt. amunicji spoza UE.
Minister spraw zagranicznych Dmytro Kułeba powiedział, że ukraińskie wojsko borykało się z niedoborami amunicji i uważał, że Europa powinna zawiesić eksport amunicji do krajów trzecich i wysyłać amunicję na Ukrainę. Zastępca szefa wywiadu ukraińskiego Wadym Skibicki oświadczył, że Rosja planowała wyprodukować 2,7 mln pocisków artyleryjskich w 2024 roku, co stanowiło wzrost w porównaniu z ok. 2 mln pocisków artyleryjskich 122 mm i 152 mm wyprodukowanych w zeszłym roku.
Prezydent Wołodymyr Zełenski podpisał ustawę zmieniającą warunki demobilizacji poborowych. W rozmowie z CNN Zełenski powiedział, że zwrócił się do generała Syrskiego o sformułowanie dwóch wersji planu wojny, który będzie mógł zostać zrealizowany w przypadku uzyskania lub nieotrzymania pomocy od USA.
Ukraina odnotowała w pobliżu Awdijiwki pierwszą stratę czołgu M1A1SA Abrams, będącego wyposażeniu 47 Brygady Zmechanizowanej. W internecie opublikowano nagranie z kamery rosyjskiego drona, na którym widać płomienie wydostające się z czołgu. Według doniesień Abrams został trafiony, ale nie zniszczony. Uszkodzenia sugerowały, że trafienie nastąpiło w tył lub bok wieży, a to doprowadziło do przebicia pancerza tylnej niszy wieży, a następnie do wybuchu amunicji. Rosjanie do ataku użyli prawdopodobnie drona Łancet.

### 27 lutego
Rzecznik Zgrupowania Tauryda Dmytro Łychowij poinformował, że siły ukraińskie wycofały się ze wsi Stepowe i Siewerne koło Awdijiwki. Według niego Rosja zwiększyła liczbę jednostek szturmowych, a część z nich mogła osiągnąć liczebność kompanii. Rzecznik Zgrupowania Chortycja Illia Jewłasz powiedział, że na przedmieściach Czasiw Jaru, Iwaniwśkiego i Bohdaniwki toczyły się zacięte walki, gdzie Rosjanie skoncentrowali duże siły. Doradca mera Mariupola Petro Andriuszczenko stwierdził, że Rosja przerzuciła do rejonu mariupolskiego ok. 50 tys. żołnierzy, dodając, że mogą zostać rzuceni na kierunek Wuhłedaru, Marjinki, Kurachowego lub obwód zaporoski. W opinii ISW siły rosyjskie próbowały wykorzystać możliwości taktyczne, jakie dało zajęcie Awdijiwki oraz wydawały się utrzymywać stosunkowo wysokie tempo działań ofensywnych, których celem było przesunięcie się jak najdalej w rejonie Awdijwki, zanim Ukraińcy utworzą bardziej spójne i trudniejsze do penetracji linie obronne. Tymczasem wojska rosyjskie zrobiły postępy na zachód od Awdijiwki w ramach walk pozycyjnych w całej linii frontu.
Ukraiński Sztab podał, że kontynuowano działania mające na celu rozbudowę przyczółku na lewym brzegu Dniepru, gdzie odparto jeden atak. Rosja atakowała w kierunkach Kupiańska, Łymanu, Bachmutu, Awdijiwki i Zaporoża, gdzie doszło do 102 starć. W kierunku kupiańskim, łymańskim i bachmuckim Ukraińcy odparli 13 ataków w pobliżu Sinkiwki i Tabajiwki, 11 ataków w okolicy Terny i Rozdoliwki, oraz 11 ataków w rejonie Iwaniwskiego, Kliszczijiwki i Andrijiwki. W kierunku awdijiwskim siły ukraińskie odparły 25 ataków w pobliżu Berdyczi, Orliwki, Tonenkego, Perwomajskiego i Newelskiego. W kierunku zaporoskim Rosjanie przeprowadzili osiem nieudanych ataków w rejonie Maliniwki i Robotyne. W ciągu 24h Rosja przeprowadziła osiem ataków rakietowych, 75 nalotów i 141 ostrzałów na pozycje ukraińskie i obszary zaludnione (odnotowano ofiary i zniszczoną infrastrukturę). Lotnictwo ukraińskie dokonało 15 nalotów na miejsca koncentracji, natomiast artyleria zaatakowała cztery obszary koncentracji, dwie jednostki artylerii, system przeciwlotniczy i dwie stacje radarowe.
Dowódca ukraińskich Sił Powietrznych generał Mykoła Ołeszczuk poinformował o zestrzeleniu dwóch rosyjskich myśliwców Su-34 na wschodzie kraju. W nocy Rosja zaatakowała Ukrainę przy użyciu 13 dronów Shahed 136/131 (wystrzelonych Primorsko-Achtarska i obwodu kurskiego) oraz rakiet balistycznych Iskander-M/KN-23 (z obwodu woroneskiego), czterech rakiet manewrujących Ch-59 i jednego pocisku przeciwradarowego Ch-31P (z okupowanych obwodów chersońskiego i donieckiego). Ukraińska obrona przeciwlotnicza zniszczyła 11 dronów i dwa pociski Ch-59 w obwodach charkowskim, sumskim, dniepropetrowskim, chmielnickim i kirowogradzkim. Ukraińskie wojsko poinformowało, że w nocy rosyjski dron Shahed przeleciał nad mołdawską przestrzenią powietrzną przez „kilkadziesiąt kilometrów” w drodze na Ukrainę, gdzie później został przechwycony przez obronę przeciwlotniczą.
Narodowa Policja Ukrainy podała, że w wyniku rosyjskiego ostrzału w Chotiniu w obwodzie sumskim zginęło dwóch funkcjonariuszy policji, a sześciu zostało rannych. Do ataku doszło w czasie, gdy grupa śledczych dokonywała oględzin miejsca wcześniejszego rosyjskiego ataku, do którego doszło dzień wcześniej. Gubernator Ołeksandr Prokudin oświadczył, że o 16:20 czasu lokalnego Rosjanie zaatakowali wioskę Wieletenske w obwodzie chersońskim, zabijając 82-letnią kobietę. Rosyjski pocisk trafił w jej dom. Siły rosyjskie ostrzelały Seredynę-Budę i 12 wsi rejonu szostkińskiego w obwodzie sumskim. Nie odnotowano ofiar ani zniszczeń. Gubernator Iwan Fedorow podał, że wojska rosyjskie zaatakowały wiele miejscowości w obwodzie zaporoskim, zabijając jednego mieszkańca i raniąc drugiego. W ciągu ostatniej doby przeprowadzono 234 ataki artyleryjskie, dronów i lotnicze na 11 miejscowości. Ataki uszkodziły budynki mieszkalne i infrastrukturę.
Według OSW po zdobyciu Awdijiwki Rosji nie udało się wyprowadzić uderzenia na wycofującego się przeciwnika. W ciągu ostatniego tygodnia oddziały rosyjskie atakowały w kierunku zachodnim, co pozwoliło im zająć obszar położony do 5 km od miasta, w tym wsie Łastoczkyne i Siewerne; w dużym stopniu udało się to ze względu na ukształtowanie terenu. Wówczas front przebiegał w pobliżu wsi Berdyczi, Orliwka, Toneńke i Perwomajśke, które znajdowały się w rękach Ukraińców. Rosjanie utrzymywali inicjatywę na pozostałych odcinkach frontu, lecz bez większych postępów. Ciężkie walki trwały w okolicach Marjinki i Nowomychajliwki oraz pod Czasiw Jarem. Oddziały rosyjskie bezskutecznie próbowały wyprzeć siły ukraińskie z Robotynego i z przyczółku w Krynkach.
Holandia oświadczyła, że przekaże ponad 100 mln euro na czeską inicjatywę zakupu amunicji artyleryjskiej dla Ukrainy. Parlament Europejski w głosowaniu zatwierdził plan finansowania Ukrainy w ramach „Funduszu Ukraina” o wartości 54 mld dolarów, który zapewni Ukrainie środki w latach 2024–2027. Minister obrony Korei Południowej Shin Won-sik stwierdził, że północnokoreańskie fabryki broni działały na pełnych obrotach, dostarczając broń Rosji w zamian za „tysiące kontenerów z żywnością” i technologię satelitarną. Dodał, że od września 2023 roku Korea Północna wysłała do Rosji ok. 6700 kontenerów z trzema milionami pocisków.
Francuski prezydent Emmanuel Macron i premier Gabriel Attal nie wykluczyli wysłania wojsk lądowych na Ukrainę. Jednakże pomysł Macrona został odrzucony przez NATO i wszystkie państwa Unii Europejskiej z wyjątkiem Litwy.

### 28 lutego

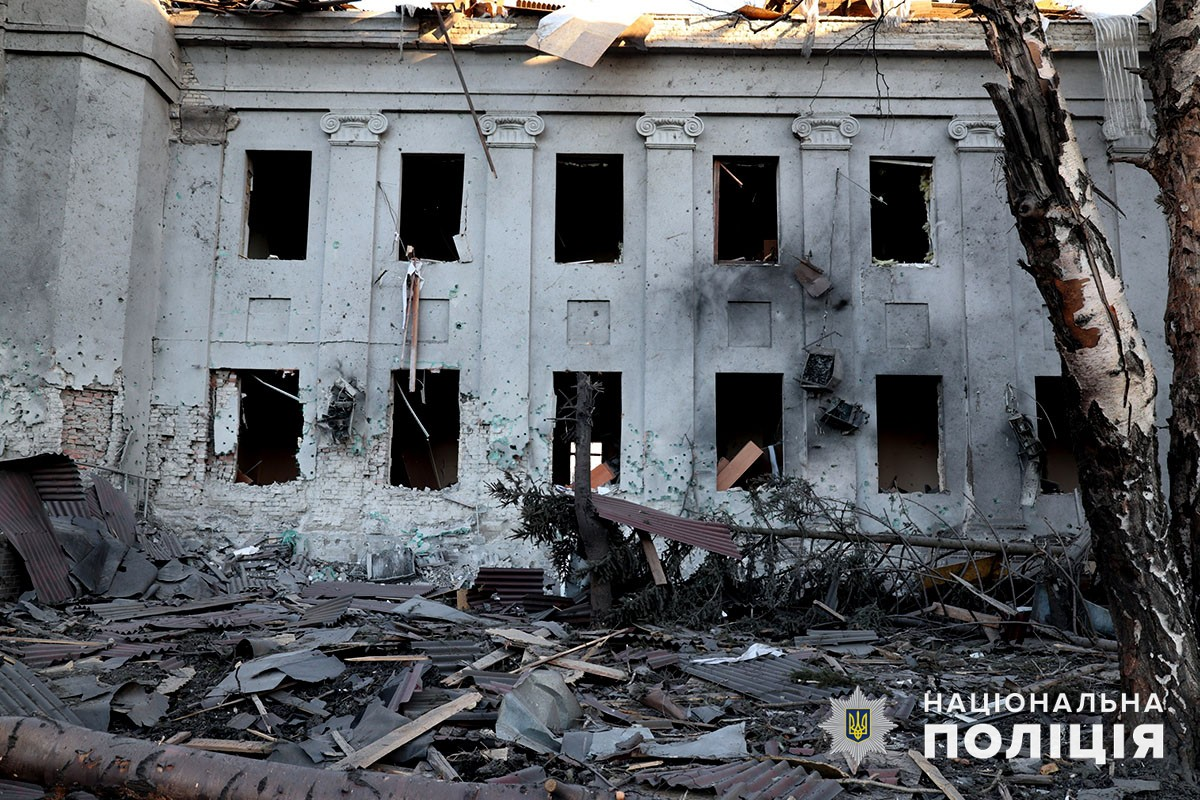
Budynek Donieckiego Narodowego Uniwersytetu Technicznego w Pokrowsku po nocnym rosyjskim ataku rakietowym. Uszkodzono trzy instytucje edukacyjne i cztery kulturalne, 2 budynki administracyjne i ponad 30 budynków mieszkalnych.

Rzeczniczka Dowództwa „Południe” Natalia Humeniuk powiedziała, że rosyjscy żołnierze w dalszym ciągu przeprowadzali ataki „ludzkich fal” bez użycia pojazdów opancerzonych na Krynki w obwodzie chersońskim. Dodała, że ciężkie bitwy o wioskę trwały. Zastępca dowódcy 3 Brygady Szturmowej Maksym Żorin poinformował, że wyparto z Krasnohoriwki wojska rosyjskie, które zaatakowały południowo-wschodnią część miasta i wkroczyły do niej. Żołnierze pierwszego i drugiego batalionu 3 Brygady przeprowadzili akcję oczyszczenia miasta z sił rosyjskich, uniemożliwiających im zdobycie przyczółku; podano, że: „Na chwilę obecną Krasnohorivka znajduje się pod kontrolą wojsk ukraińskich”. Wojsko podało, że w krótkim czasie armii rosyjskiej udało się przygotować „długą obronę”, jednak mimo tego straty rosyjskie wyniosły 100 zabitych i rannych żołnierzy. Według ISW siły rosyjskie poczyniły potwierdzone postępy w pobliżu Swatowego, Awdijiwki i Doniecka. Brytyjskie MON podało, że obszary na zachód od Awdijiwki pozostawały głównym celem rosyjskiej ofensywy, a od czasu zajęcia miasta Rosjanie posunęli się ok. 6 km od jego centrum. Zdaniem Ministerstwa „Rosja dążyła do wytworzenia impetu na tej osi, aby wykorzystać fakt, że jest tam mniej stałych, dobrze chronionych pozycji oraz obszarów miejskich, z których siły ukraińskie mogłyby prowadzić obronę”.
SG Ukrainy oświadczył, że kontynuowano działania mające na celu rozbudowę przyczółku na lewym brzegu Dniepru, gdzie odparto cztery ataki. FR atakowała w kierunkach Kupiańska, Łymanu, Bachmutu, Awdijiwki, Nowopawłowska i Zaporoża, gdzie doszło do 99 starć. W kierunku kupiańskim, łymańskim i bachmuckim Ukraińcy odparli dwa ataki w pobliżu Sinkiwki i Tabajiwki, 12 ataków w okolicy Terny, Jampoliwki i Biłohoriwki, oraz dziewięć ataków w rejonie Iwaniwskiego i Kliszczijiwki. W kierunku awdijiwskim siły ukraińskie odparły 25 ataków w pobliżu Berdyczi, Orliwki, Tonenkego, Perwomajskiego i Newelskiego. W kierunku nowopawłowskim odparto 38 ataków w pobliżu Krasnohoriwki, Georgijiwki, Nowomychajliwki i Urożajne. w kierunku zaporoskim Rosjanie przeprowadzili jeden nieudany atak w rejonie Robotyne. W ciągu dnia Rosja przeprowadziła 10 ataków rakietowych, 105 nalotów i 163 ostrzały na pozycje ukraińskie i obszary zaludnione (odnotowano ofiary i zniszczoną infrastrukturę). Lotnictwo ukraińskie dokonało ośmiu nalotów na miejsca koncentracji, natomiast artyleria zaatakowała stanowisko dowodzenia, dwa obszary koncentracji, cztery jednostki artylerii, system przeciwlotniczy i stację walki radioelektronicznej.
Ok. 19:00 w ukraińskim ataku HIMARS na koncentrację sił rosyjskich w Ołeniwce (ok. 13 km na wschód od linii frontu) zginęło 19 rosyjskich żołnierzy (12 zostało rannych) ze 155 Brygady Piechoty Morskiej, w tym pułkownik, major i kapitan. Ranny został także dowódca brygady pułkownik Michaił Gudkow. Według doniesień dowództwo zarządziło zbiórkę żołnierzy w celu przyznania odznaczeń.
Siły Powietrzne Ukrainy podały, że w nocy Rosja zaatakowała Ukrainę przy użyciu 10 dronów Shahed 136/131 (z Primorsko-Achtarska) i rakiet S-300 (z okupowanego obwodu donieckiego). Obrona przeciwlotnicza i mobilne grupy ogniowe zniszczyły wszystkie 10 dronów w obwodach odeskim i mikołajowskim. W wyniku upadku fragmentów zestrzelonego drona w Odessie doszło do zwarcia w sieci energetycznej obiektu infrastruktury krytycznej, wybuchł pożar, który szybko ugaszono. Gubernator Ołeh Siniehubow poinformował, że w rosyjskim ataku (za pomocą dwóch bomb lotniczych) na centrum Kupiańska zginęły dwie osoby, a co najmniej pięć zostało rannych. Ok. 17:00. czasu lokalnego Rosja zaatakowała stację kolejową w wiosce Wełykyj Burłuk przy użyciu bomb lotniczych, zabijając mężczyznę i 6-letnią dziewczynkę oraz raniąc kobietę. Gubernator Serhij Łysak stwierdził, że po południu Rosjanie przeprowadzili ostrzał artyleryjski na Nikopol, zabijając 61-letnią kobietę. Siły rosyjskie intensywnie bombardowały Kurachowe w obwodzie pokrowskim, używając bomb lotniczych, w tym bomb o masie 1,5 t. W wyniku ostrzału remiza strażacka została uszkodzona.
Premier Alexander De Croo ogłosił, że Belgia przekaże 200 milionów euro na czeską inicjatywę zakupu amunicji artyleryjskiej dla Ukrainy spoza Unii Europejskiej. Minister obrony Bułgarii Todor Tagarew poinformował, że w ciągu najbliższych dni na Ukrainę zostanie dostarczonych 100 transporterów opancerzonych, których dostawa została opóźniona o dwa miesiące. Przewodnicząca Komisji Europejskiej Ursula von der Leyen wezwała członków Parlamentu Europejskiego do rozpoczęcia dyskusji na temat wykorzystania przychodów z zamrożonych rosyjskich aktywów na wspólne zakupy sprzętu wojskowego dla Ukrainy.
Przywódcy Kosowa, Mołdawii, Czarnogóry, Macedonii Północnej, Serbii, Albanii, Bośni i Hercegowiny, Bułgarii, Chorwacji, Rumunii i Ukrainy podpisali wspólne oświadczenie popierające Kijów i potępili agresję Rosji, określając wojnę ukraińsko-rosyjską jako największe zagrożenie dla bezpieczeństwa Europy i pokoju międzynarodowego, oraz podpisali zobowiązanie wszystkich stron do przestrzegania Karty Narodów Zjednoczonych i wspierania planu pokojowego zaproponowanego przez Ukrainę oraz niezachwianego wspierania niepodległości Ukrainy, integralności terytorialnej i trwałego pokoju. Przywódcy różnych krajów oświadczyli również, że wezmą udział w przyszłym szczycie pokojowym w Szwajcarii. Prezydent Recep Tayyip Erdoğan wygłosił przemówienie, w którym stwierdził, że Turcja jest gotowa ponownie przeprowadzić negocjacje pokojowe między Rosją a Ukrainą oraz że wojna która trwa już trzeci rok, powinna zostać sprawiedliwie i trwale rozwiązana na drodze dyplomacji. Turcja potwierdziła także swoje zaangażowanie we wspieranie integralności terytorialnej Ukrainy i ochronę praw Tatarów krymskich, którzy byli brutalnie represjonowani przez władze rosyjskie.
Nieuznawane na arenie międzynarodowej separatystyczny region Naddniestrze, położony pomiędzy Mołdawią a Ukrainą, zwracil się do Rosji, OBWE, Parlamentu Europejskiego, Czerwonego Krzyża i Organizacji Narodów Zjednoczonych o przyjęcie rezolucji przeciwko Mołdawii w sprawie „ochrony ponad 220 tys. obywateli Rosji”, aby zapobiec „prowokacjom”, które mogłyby doprowadzić do „eskalacji napięć”. Rząd Mołdawii określił wypowiedzi separatystów jako „propagandę”. Parlament Naddniestrza przyjął deklarację wzywającą Rosję do pomocy w zakończeniu „blokady gospodarczej” Mołdawii w regionie i wezwał władze Moskwy do podjęcia działań w celu ochrony Naddniestrza pod rosnącą presją ze strony Mołdawii. MSZ Rosji odpowiedziało, że władze Moskwy dokładnie rozpatrzą wniosek i stwierdziło, że ochrona mieszkańców lewego brzegu Dniestru jest jednym z priorytetów.

### 29 lutego
Według rzecznika Illii Jewłasza Rosjanie dążyli do zajęcia Czasiw Jaru, natomiast w Iwaniwskiem i Bohdaniwce trwały walki, gdzie siły rosyjskie „aktywnie rozmieszczały swoje rezerwy i ciężki sprzęt. Prowadzone były ataki z dronów”. Siły ukraińskie odpierały rosyjskie ataki. Jewłasz stwierdził, że w pobliżu Czasiw Jaru wzniesiono fortyfikacje i zbudowano kilka linii obronnych oraz pola minowe, przeciwpancerne i przeciwpiechotne. Agencja Interfax, powołując się na Ministerstwo Obrony Rosji, podała, że wojska rosyjskie wkroczyły do Robotyne, gdzie przejęto część budynków we wsi, ale nie wiadomo, czy wojska ukraińskie całkowicie się z niej wycofały. Ukraińskie wojsko donosiło o walkach w pobliżu wsi Toneńke, Orliwka, Semeniwka i Berdyczi. Naczelny dowódca generał Ołeksandr Syrski oskarżył kilku dowódców o popełnienie błędów w ocenie, w wyniku czego tamtejsze jednostki ukraińskie znalazły się tarapatach. W międzyczasie jednostki ukraińskie wyparły wojska rosyjskie z Orliwki. W opinii ISW ukraińscy urzędnicy byli zaniepokojeni możliwością znacznych zdobyczy terytorialnych Rosji latem 2024 roku w przypadku utrzymujących się opóźnień w zachodniej pomocy wojskowej. Siły rosyjskie poczyniły potwierdzone postępy w pobliżu Awdijiwki w ramach ciągłych walk pozycyjnych na linii frontu.
Ukraiński Sztab poinformował, że kontynuowano działania mające na celu rozbudowę przyczółku na lewym brzegu Dniepru, gdzie odparto cztery ataki. FR atakowała w kierunkach Kupiańska, Łymanu, Bachmutu, Awdijiwki, Nowopawłowska i Zaporoża, gdzie doszło do 83 starć. W kierunku kupiańskim, łymańskim i bachmuckim Ukraińcy odparli dwa ataki w pobliżu Petropawliwki i Tabajiwki, 12 ataków w okolicy Terny, Jampoliwki i Biłohoriwki, oraz dwa ataki w rejonie Iwaniwskiego i Kliszczijiwki. W kierunku awdijiwskim siły ukraińskie odparły 25 ataków w pobliżu Berdyczi, Orliwki, Tonenkego, Perwomajskiego i Newelskiego. W kierunku nowopawłowskim odparto 30 ataków w pobliżu Krasnohoriwki, Georgijiwki, Pobiedy i Nowomychajliwki. w kierunku zaporoskim Rosjanie przeprowadzili jeden nieudany atak w rejonie Robotyne. W ciągu doby Rosja przeprowadziła trzy ataki rakietowe, 91 nalotów i 142 ostrzały na pozycje ukraińskie i obszary zaludnione (odnotowano ofiary i zniszczoną infrastrukturę). Lotnictwo ukraińskie dokonało 10 nalotów na miejsca koncentracji, a artyleria uderzyła w trzy obszary koncentracji, trzy systemy BM-21 Grad, dwie jednostki artylerii, dwa punkty kontrolne, skład amunicji i stację walki radioelektronicznej.
Generał Ołeksandr Syrski i dowódca Sił Powietrznych generał Mykoła Ołeszczuk podali, że zestrzelono trzy rosyjskie Su-34, w tym dwa ok. 9:00 w pobliżu Mariupola i Awdijiwki, a jeden o 1:00 w nocy na wschodzie kraju; w ciągu ostatnich 13 dni zestrzelono w sumie 12 samolotów.
Rosyjskie wojsko poinformowało, że wczesnym rankiem udaremniono próbę wylądowania ukraińskich sił specjalnych w pobliżu Kosy Tendrowskiej na Morzu Czarnym. Według doniesień zginęło „do 25” ukraińskich komandosów z 73 Morskiego Centrum Operacji Specjalnych Morskich. Źródła rosyjskie podały, że pięć małych łodzi z żołnierzami ukraińskimi zbliżyło się do piaszczystej plaży i próbowało wylądować. Rosjanie w „krótkiej bitwie” zatopili cztery łodzie desantowe (jednej udało się uciec), zabijając co najmniej 20 żołnierzy, a jednego biorąc do niewoli. Siły Operacji Specjalnych Ukrainy potwierdziły, że żołnierze 73 Centrum Morskiego zginęli podczas wycofania głównej grupy Sił Zbrojnych po wykonaniu zadania specjalnego, którego szczegóły nie zostały ujawnione.
Według władz regionalnych w ciągu ostatnich 24h Rosja zaatakowała 10 obwodów Ukrainy, zabijając co najmniej ośmiu cywilów i raniąc 12 kolejnych. Gubernator Iwan Fiodorow poinformował, że „jedna osoba zginęła w wyniku ataku wroga na frontową wieś Juliwka. Ok. 13:10 wojsko rosyjskie przypuściło nalot z użyciem bomb lotniczych (...) w obwodzie zaporoskim”. Państwowa Służba Nadzwyczajna podała, że od czasu inwazji prawie ⅓ terytorium Ukrainy została zaminowana, ponad 270 ukraińskich cywilów, w tym 14 dzieci, zginęło w wyniku min przeciwpiechotnych i innych materiałów wybuchowych, a 614 cywilów zostało rannych, w tym 74 dzieci.
Minister obrony Antti Häkkänen stwierdził, że Finlandia nie nałożyła żadnych ograniczeń na użycie broni dostarczanej Ukrainie, zauważając, że ograniczenia w użyciu broni zostały wprowadzone przede wszystkim przez kraje dostarczające Ukrainie systemy broni dalekiego zasięgu. Minister spraw zagranicznych Finlandii Elina Valtonen uważała, że wpływy z zamrożonych rosyjskich aktywów powinny zostać wykorzystane na uzbrojenie Ukrainy. Minister obrony Sébastien Lecornu stwierdził na posiedzeniu Komisji Obrony Zgromadzenia Narodowego, że Francja musi zapewnić armii ukraińskiej skuteczną pomoc wojskową i w związku z tym skoncentruje się na dostarczeniu Ukrainie rakiet zamiast myśliwców Mirage. Głównym powodem jest to, że ukraińska armia ma już myśliwce z czasów radzieckich, którym brakuje amunicji. Minister oświadczył także, że Francja zamówiła od francuskiej firmy Delair 100 dronów, które latem tego roku zostaną dostarczone na Ukrainę.
Brytyjskie Ministerstwo Obrony podało, że rosyjski przemysł zbrojeniowy znacząco zwiększył produkcję w 2023 roku. Mimo że nie jest w stanie zaspokoić potrzeb wojennych, to wystarcza na uzyskanie wyraźnej przewagi nad Ukrainą. Wzrost produkcji był możliwy dzięki zwiększeniu zatrudnienia do 3,5 mln osób, wydłużeniu zmian w zakładach oraz przywróceniu i rozbudowie istniejących linii produkcyjnych. Znacząca część oddanego do użycia sprzętu było efektem modernizacji istniejących zapasów niż nowej produkcji (m.in. większość czołgów oddanych do użytku w 2023 roku stanowił sprzęt odnowiony). Z kolei produkcja amunicji artyleryjskiej wzrosła w 2023 roku i prawdopodobnie zwiększy się jeszcze w 2024 roku.
Prezydent Zełenski mianował generała Wołodymyra Karpenkę na dowódcę Sił Logistycznych armii ukraińskiej, zastępując generała majora Ołeha Huliaka.
Prezydent Władimir Putin wygłosił 2-godzinne orędzie o stanie państwa, twierdząc, że zdecydowana większość Rosjan popiera operacje specjalne armii rosyjskiej na Ukrainie. Armia zdobyła duże doświadczenie bojowe i dołoży wszelkich starań aby zakończyć ten konflikt. Oddziały strategiczne są gotowe użyć rakiet hipersonicznych, aby uderzyć w ważne cele podczas operacji. Kraje zachodnie dążą do osłabienia Rosji od wewnątrz. Putin stwierdził także, że po przystąpieniu Finlandii i Szwecji do NATO konieczne jest wzmocnienie przez Rosję swojej siły militarnej w regionie zachodnim i przestrzegł, że jeśli NATO wyśle wojska na Ukrainę, istnieje ryzyko wywołania wojny nuklearnej. Przedstawiciel ukraińskiego wywiadu Andrij Jusow poinformował, że Rosja planowała rekrutację bądź już zrekrutowała część obywateli Ukrainy do propagowania rosyjskich narracji i przygotowania tzw. operacji „Majdan-3”. Ukraiński wywiad dysponował listą tych rzekomych agentów.